# メーデー!:航空機事故の真実と真相
『メーデー!:航空機事故の真実と真相』（メーデー! こうくうきじこのしんじつとしんそう）は、航空事故とその検証を扱ったドキュメンタリー番組。ナショナルジオグラフィックチャンネル（カナダのみディスカバリーチャンネル）で放送。製作はカナダのシネフリックス （Cineflix）。
番組タイトルは国によって異なり、アメリカ合衆国では 米: Air Emergency、 イギリスでは 英: Air Crash Investigation となっており、日本での英語表記はイギリスに倣っている。 日本語番組タイトルの「メーデー」は緊急事態を意味する無線用語である。

## 内容
世界各地で起きた航空事故を検証する番組である。大半は民間航空会社の事故であるが、空軍や政府機関に所属する機体の事故、ハイジャックなどの人為的な事故も取り扱っている。
ブラックボックスでの記録、目撃証言、実際の交信記録などに基づき、コックピットや客室、管制室などを実写で再現した映像や、飛行中の機体や事故の瞬間をCGで再現した映像、実際のニュース映像などを織り交ぜて、目撃者、事故の生還者や犠牲者の遺族、事故調査の担当者などへのインタビューと、その解説によって構成されている。ボイスレコーダーなどの主要な情報が欠けている場合もあり、一部は脚色や推定による演出である。
日本語版は、第4シーズンまでと総集編スペシャルはナレーションのみ吹き替えで、その他の会話や証言は、登場人物の話す原語に日本語字幕を付けていたが、第5シーズン以降は会話・証言なども全て吹き替えられるようになった。ただし、第3シーズン第3話（日本航空123便墜落事故）は、先行して日本語完全吹き替え版で放送している。一部作品はAmazonプライムビデオで配信された（現在配信停止中）。シーズン12（オリジナル版はシーズン14）の最終回は日本では放送されなかった。また、Disney+でシーズン20～22の作品が配信されている。

### 番組構成
冒頭
手短に事故の瞬間を紹介する。
タイトル・テロップ
番組のタイトルが表示された後、下記のテロップ
- "This is a true story. It is based on official reports and eyewitness accounts."

が表示され、以下の日本語のナレーションが被せられる。
- 「これは、調査報告書、目撃証言等に基づいて再現された、真実のストーリーです」、若しくは「これは実話であり、公式記録、専門家の分析、関係者の証言を元に構成しています」。なお、現在は「公式記録、専門家や関係者の証言を元にした実話です」になっている。

尚、話によっては表現が多少変わることがある。各話にはサブタイトルが付けられ、英語サブタイトルでは当該事故を象徴する表現がなされる。日本語サブタイトルでは第5シーズンまではやはり当該事故を象徴する表現を用いていたが必ずしも英語サブタイトルとは対応していない。また、第6シーズン以降は概ね事故を起こしたフライト名を用いる。
前半
番組の前半は、事故に至るまでの過程を再現し、主にコックピットや管制室、客室、目撃者が事故を傍観する様子を紹介する。
後半
事故調査の担当者が当該事故の原因を究明する過程を追い、事故機の残骸の回収、当事者や目撃者の証言やブラックボックスをはじめとする証拠集めを行い、必要に応じて再現実験も行って事故原因を特定して再発防止策を報告書に纏めるまでを紹介する。事故によっては仮説を立て事故原因を推理しつつ、それが成立しないことが判るとまた別の推理を立てて改めて検証する過程を丹念に追う。事故の原因が爆破やミサイル攻撃など人為的な場合は、後半は犯人の捜査を取り扱う。

## シーズン
日本では、2011年3月までに7シーズン計60話と、スペシャル6話と番外編3話が放送された（全69話）。2015年にシリーズ全100話が放送されている。また、2015年6月に、シーズン12がナショナルジオグラフィックで放送された。
カナダのオリジナル版とは編成が異なり、また日本では現地より遅れて放送される。海外を含めた最新の全エピソードは公式サイトや英語版の記事を参照。
- メーデー！1：航空機事故の真実と真相（全6話）
- メーデー！2：航空機事故の真実と真相（全6話）
- メーデー！3：航空機事故の真実と真相（全10話）
- メーデー！4：航空機事故の真実と真相（全10話）
- メーデー！5：航空機事故の真実と真相（全10話）
- メーデー！6：航空機事故の真実と真相（全8話）
- メーデー！7：航空機事故の真実と真相（全8話）
- メーデー！8：航空機事故の真実と真相（全5話）
- メーデー！9：航空機事故の真実と真相（全14話）
- メーデー！10：航空機事故の真実と真相（全13話）
- メーデー！11：航空機事故の真実と真相（全10話）
- メーデー！12：航空機事故の真実と真相（全10話）
- メーデー！13：航空機事故の真実と真相（全10話）
- メーデー！14：航空機事故の真実と真相（全10話）
- メーデー！15：航空機事故の真実と真相（全10話）
- メーデー！16：航空機事故の真実と真相（全10話）
- メーデー！17：航空機事故の真実と真相（全10話）
- メーデー！18：航空機事故の真実と真相（全10話）
- メーデー！19：航空機事故の真実と真相（全10話）
- メーデー！20：航空機事故の真実と真相（全10話）
- メーデー！21：航空機事故の真実と真相（全10話）
- メーデー！22：航空機事故の真実と真相（全10話）
- メーデー！23：航空機事故の真実と真相（全11話）
- メーデー!:航空機事故の真実と真相 番外編 スペシャル･レポート（全3話）
- メーデー!:航空機事故の真実と真相 番外編2 スペシャル･レポート（全2話）
- メーデー！番外編：惨劇の全貌（全10話）
- メーデー！番外編：惨劇の全貌 2（全10話）
- メーデー！番外編：惨劇の全貌 3（全10話）
- メーデー！番外編：惨劇の全貌 4（全10話）
- メーデー！番外編：惨劇の全貌 5（全10話）
- メーデー！番外編：惨劇の全貌 6（全6話）
- クラッシュ!:衝突事故の真実と真相（全3話）

以下の表で「事故機の所有会社」欄が斜字体の航空会社は、当該事故が一因となって後に運行停止または破綻した。

### シーズン1
オリジナル版放送日：2003年9月3日–2003年10月22日
| 話数  | 日本語版タイトル | 原題               | 取り扱われた事故                      | 事故機の所有会社   | 機種                       |
| ----- | ---------------- | ------------------ | ------------------------------------- | ------------------ | -------------------------- |
| 第1話 | 機体損壊         | Unlocking Disaster | ユナイテッド航空811便貨物ドア脱落事故 | ユナイテッド航空   | ボーイング747-122          |
| 第2話 | サンダーストーム | Racing the Storm   | アメリカン航空1420便オーバーラン事故  | アメリカン航空     | マクドネル・ダグラス MD-82 |
| 第3話 | 機内火災         | Fire on Board      | スイス航空111便墜落事故               | スイス航空         | マクドネル・ダグラス MD-11 |
| 第4話 | 操縦不能         | Cutting Corners    | アラスカ航空261便墜落事故             | アラスカ航空       | マクドネル・ダグラス MD-83 |
| 第5話 | 計器異常         | Flying Blind       | アエロペルー603便墜落事故             | アエロペルー       | ボーイング757-23A          |
| 第6話 | 燃料漏れ         | Flying on Empty    | エア・トランザット236便滑空事故       | エア・トランザット | エアバスA330-243           |

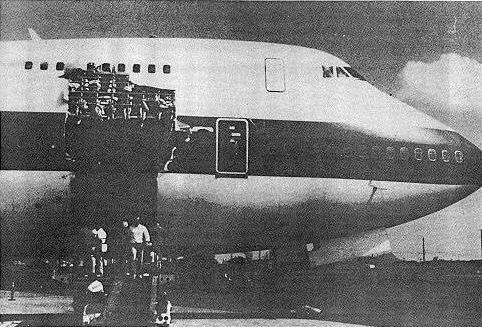
第1話「機体損壊」 UA811便事故
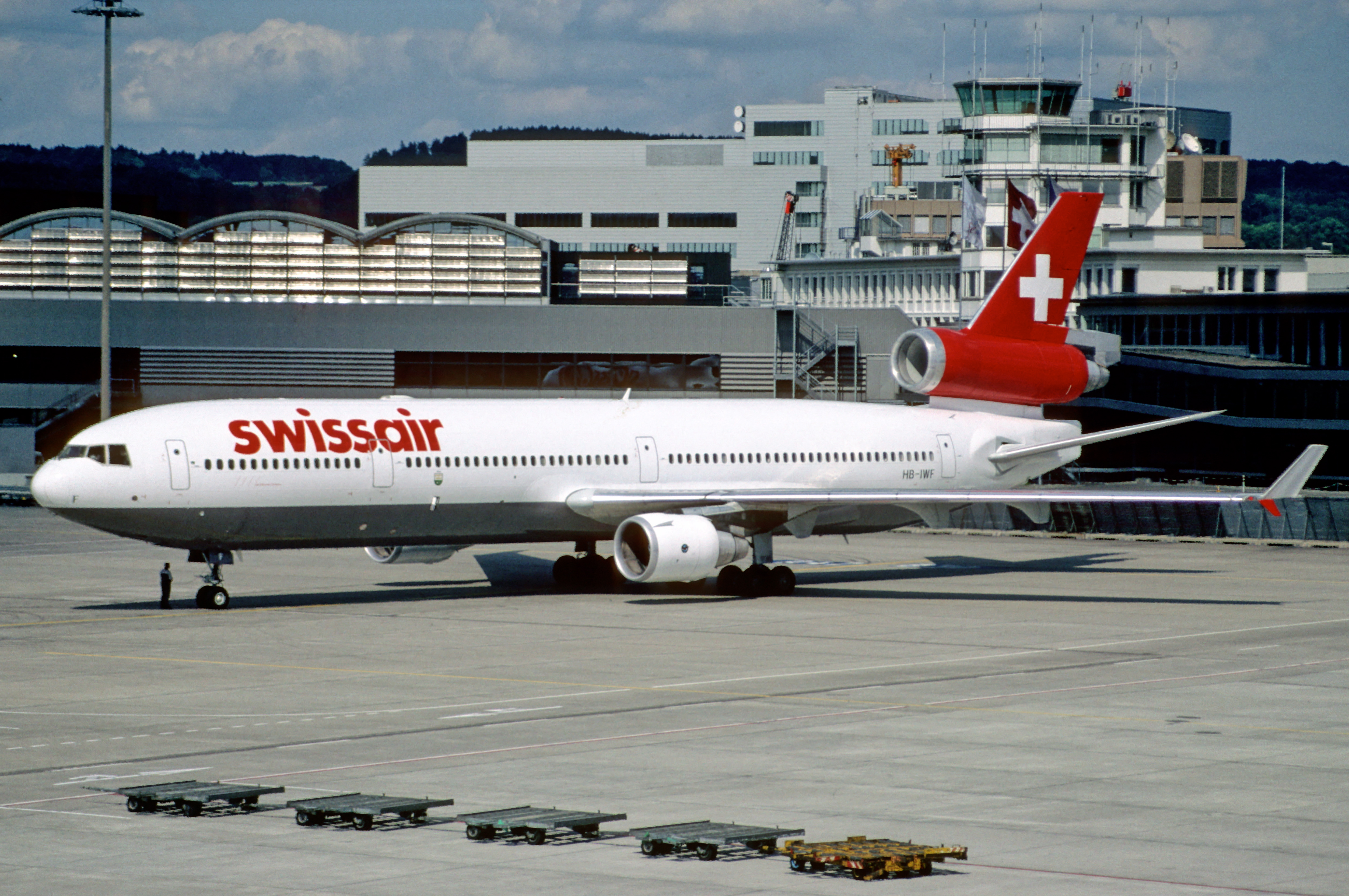
第3話「機内火災」 スイス航空111便事故当該機 マクドネル・ダグラス MD-11 1998年4月 チューリッヒ空港
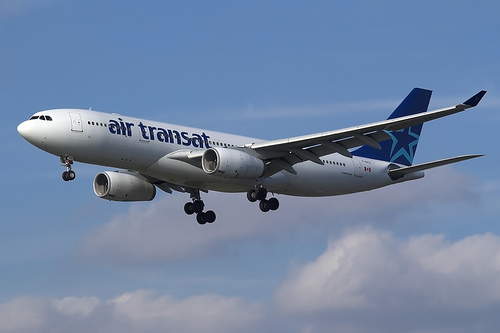
第6話「燃料漏れ」 エアトランサット236便事故当該機 エアバスA330-243 C-GITS 2007年9月30日 フランクフルト空港

### シーズン2
オリジナル版放送日：2005年1月23日–2005年2月27日
| 話数  | 日本語版タイトル | 原題                  | 取り扱われた事故                                    | 事故機の所有会社                                                  | 機種                            |
| ----- | ---------------- | --------------------- | --------------------------------------------------- | ----------------------------------------------------------------- | ------------------------------- |
| 第1話 | 突風             | Blow Out              | ブリティッシュ・エアウェイズ5390便不時着事故        | ブリティッシュ・エアウェイズ                                      | BAC1-11 528FL                   |
| 第2話 | 傷ついた鳥       | A Wounded Bird        | アトランティック・サウスイースト航空529便不時着事故 | アトランティック・サウスイースト航空（現 エクスプレス・ジェット） | エンブラエル EMB 120RD Brasilia |
| 第3話 | ハイジャック     | Hijacked              | エールフランス8969便ハイジャック事件                | エールフランス                                                    | エアバスA330B2-1C               |
| 第4話 | 上昇か?下降か?   | Crash on the Mountain | アメリカン航空965便墜落事故                         | アメリカン航空                                                    | ボーイング757-223               |
| 第5話 | 空中衝突         | Mid-Air Collision     | ユーバーリンゲン空中衝突事故                        | DHL                                                               | ボーイング757-23APF             |
| 第5話 | 空中衝突         | Mid-Air Collision     | ユーバーリンゲン空中衝突事故                        | バシキール航空                                                    | Tu-154M                         |
| 第6話 | ニューヨーク上空 | Deadly Delay          | アビアンカ航空52便墜落事故                          | アビアンカ航空                                                    | ボーイング707-321B              |

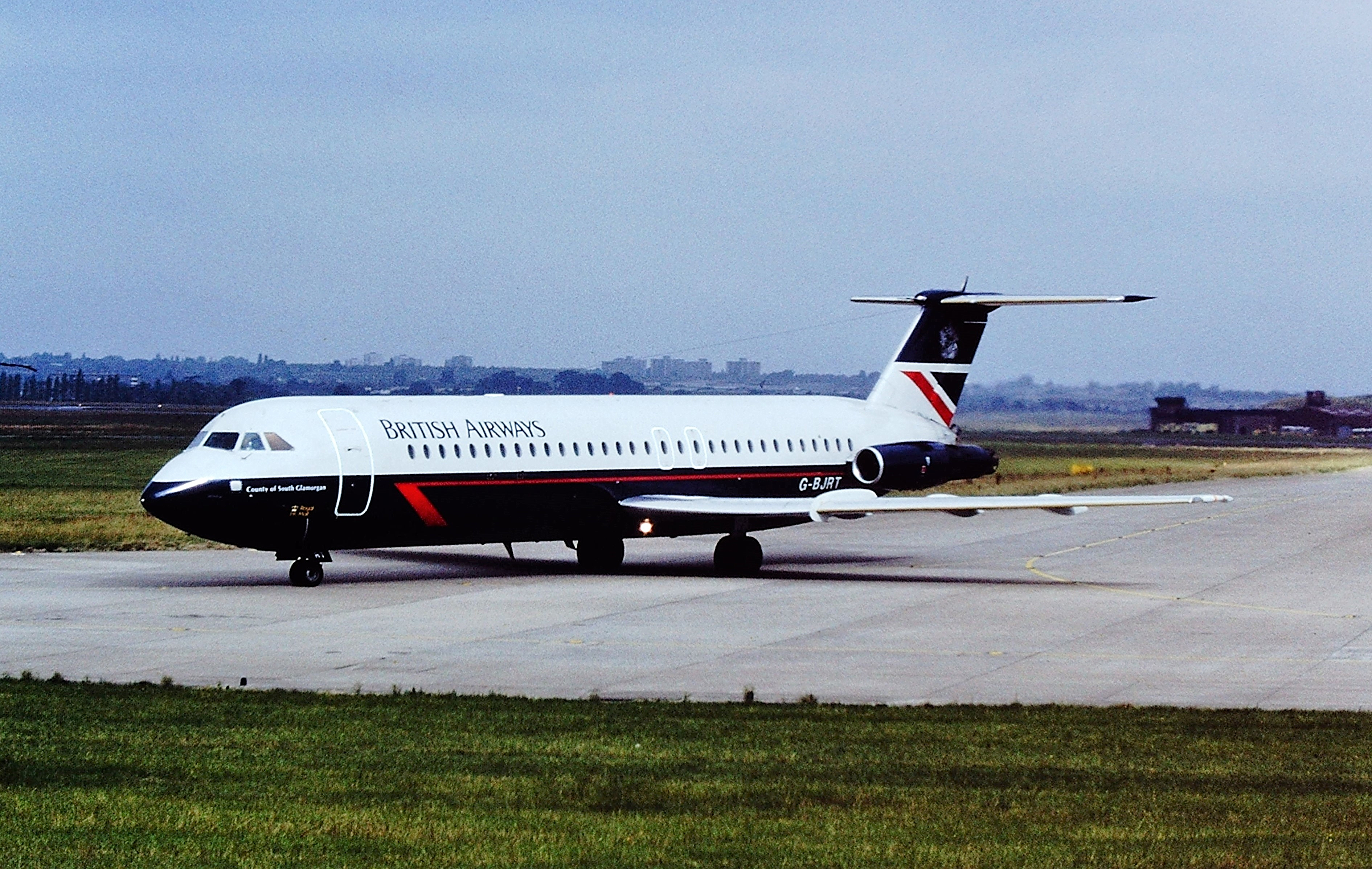
第1話「突風」 BA5390便事故
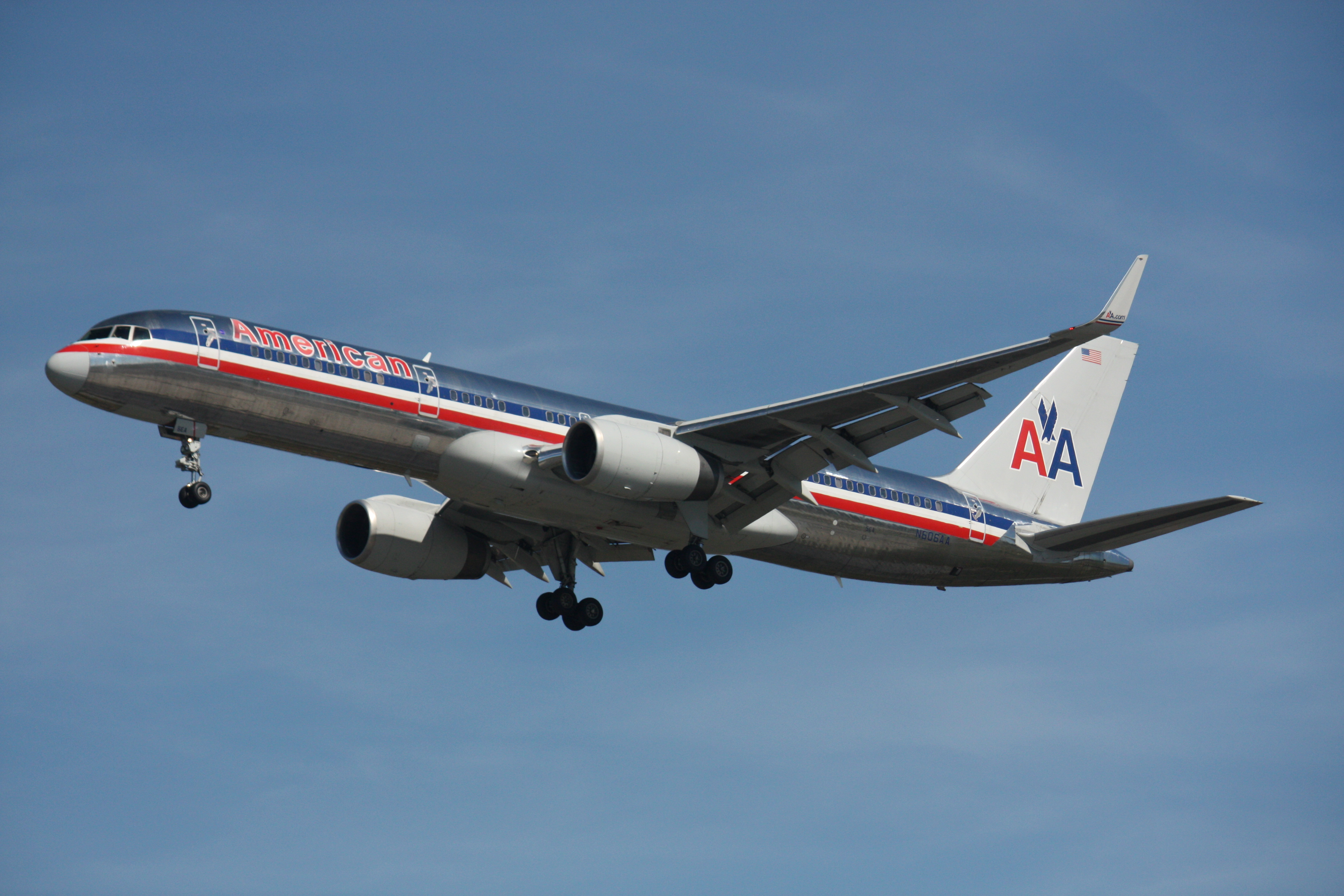
第4話「上昇か？下降か？」 AA965便事故
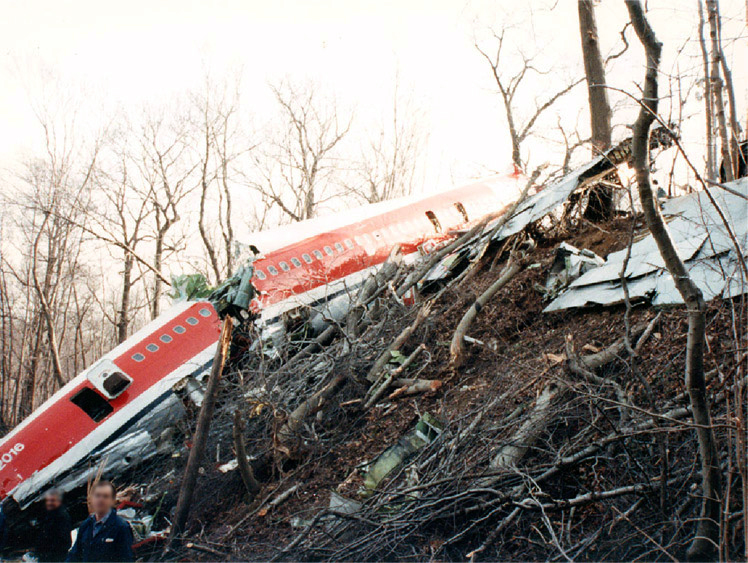
第6話「ニューヨーク上空」 アビアンカ航空52便事故 1990年1月26日（撮影日） ニューヨーク州コーブネック

### シーズン3
オリジナル版は13話構成。
第3話において、日本航空123便墜落事故を扱っている。
オリジナル版放送日：2005年9月14日–2005年12月7日

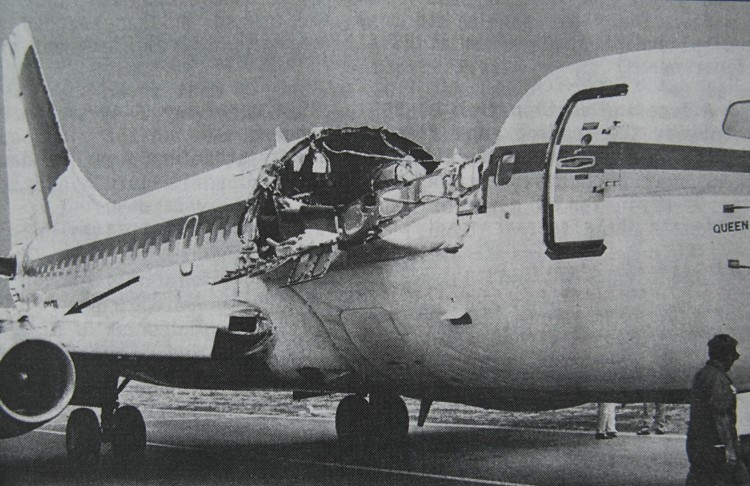
第1話「風前の灯」 アロハ航空243便事故
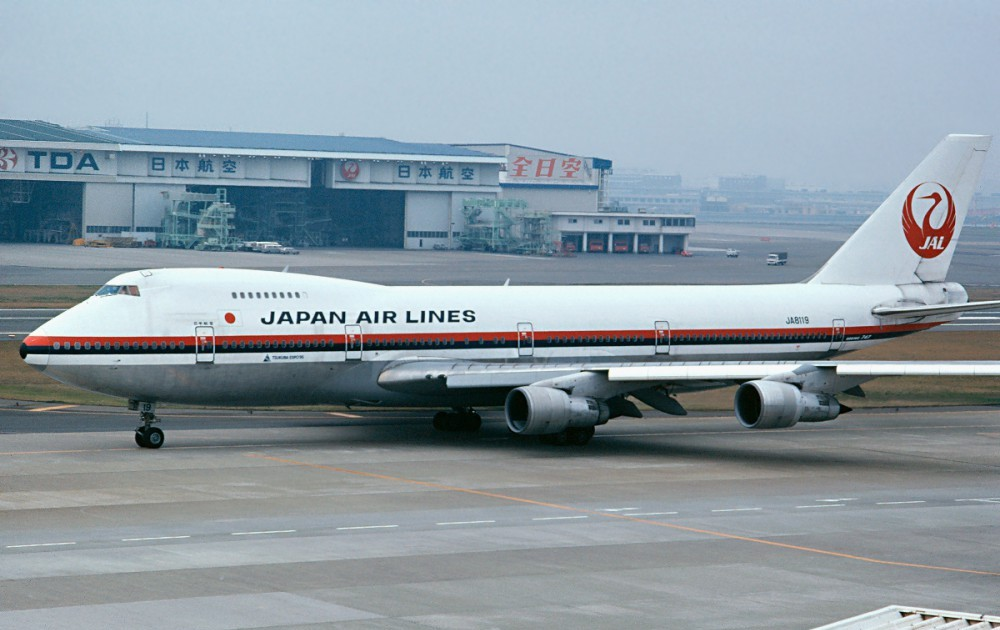
第3話「御巣鷹の尾根」 JAL123便事故当該機 B747SR JA8119 1984年春 羽田空港
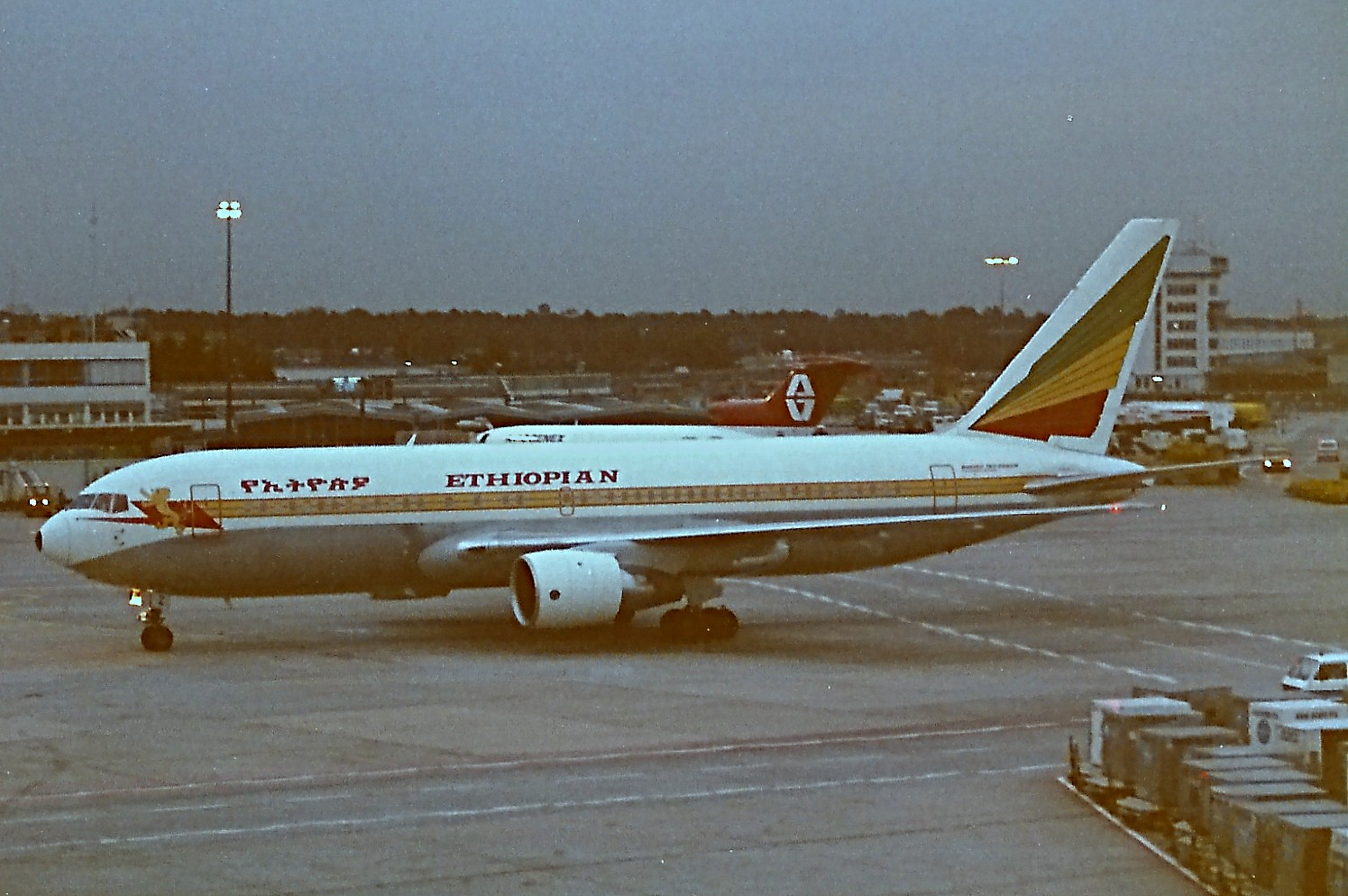
第10話「ハイジャック犯への罠」 エチオピア航空961便事故当該機

| 話数   | 日本語版タイトル        | 原題                | 取り扱われた事故                                  | 事故機の所有会社           | 機種                                   |
| ------ | ----------------------- | ------------------- | ------------------------------------------------- | -------------------------- | -------------------------------------- |
| 第1話  | 風前の灯                | Hanging by a Thread | アロハ航空243便事故                               | アロハ航空                 | ボーイング737-297                      |
| 第2話  | バグダッド上空          | Attack over Baghdad | DHL貨物便撃墜事件                                 | DHL                        | エアバスA300B4-203F                    |
| 第3話  | 御巣鷹の尾根            | Out of Control      | 日本航空123便墜落事故                             | 日本航空                   | ボーイング747SR-146                    |
| 第4話  | 流血の操縦室            | Suicide Attack      | フェデラル・エクスプレス705便ハイジャック未遂事件 | フェデラル・エクスプレス   | ダグラスDC-10-30F                      |
| 第5話  | 機内の爆弾              | Bomb on Board       | フィリピン航空434便爆破事件                       | フィリピン航空             | ボーイング747-283B                     |
| 第6話  | 誤認                    | Mistaken Identity   | イラン航空655便撃墜事件                           | イラン航空                 | エアバスA300B2-203                     |
| 第7話  | ヘリコプターへの落雷    | Helicopter Down     | ブリストウ56C便不時着水事故                       | ブリストウ・ヘリコプターズ | ユーロコプター AS332L スーパーピューマ |
| 第8話  | エジプト航空990便の悲劇 | EgyptAir 990        | エジプト航空990便墜落事故                         | エジプト航空               | ボーイング767-366ER                    |
| 第9話  | コックピット内の子供    | Kid in the Cockpit  | アエロフロート航空593便墜落事故                   | アエロフロート             | エアバスA310-304                       |
| 第10話 | ハイジャック犯への罠    | African Hijack      | エチオピア航空961便ハイジャック墜落事件           | エチオピア航空             | ボーイング767-260ER                    |

- 第1話「風前の灯」
アロハ航空243便事故
- 第3話「御巣鷹の尾根」
JAL123便事故当該機
B747SR JA8119
1984年春 羽田空港
- 第10話「ハイジャック犯への罠」
エチオピア航空961便事故当該機

### シーズン4
オリジナル版放送日：2007年4月15日–2007年6月17日

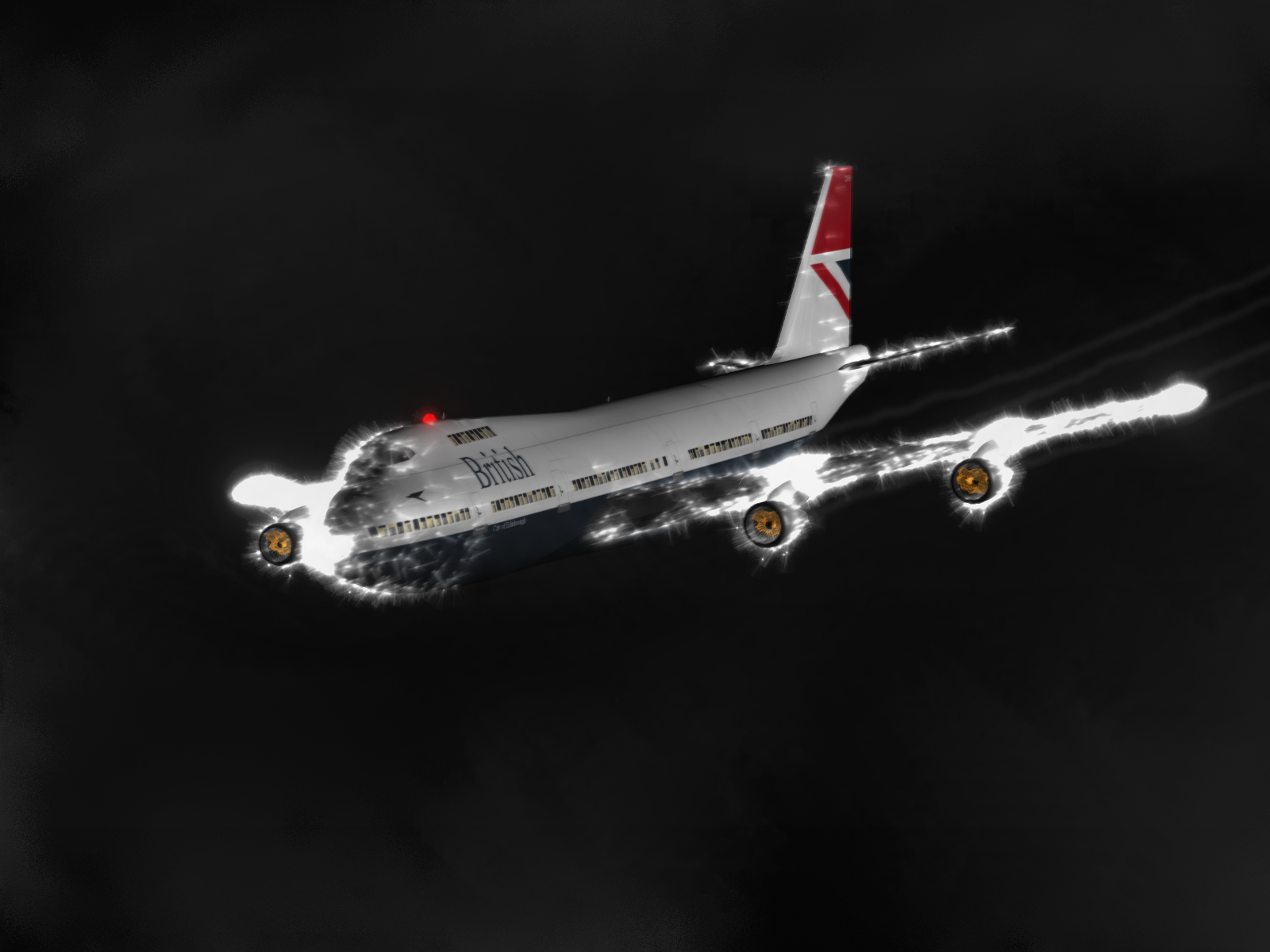
第2話「謎の白い光」 BA9便事故のイメージ
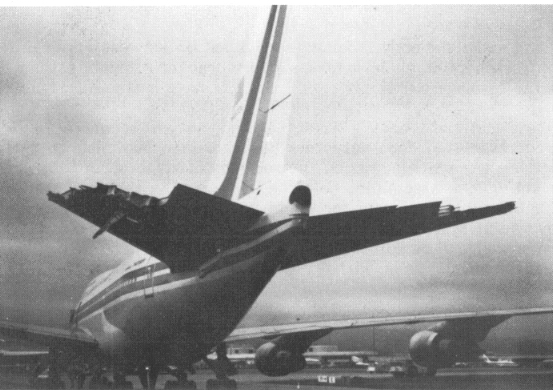
第6話「太平洋上でのパニック」 CI006便事故
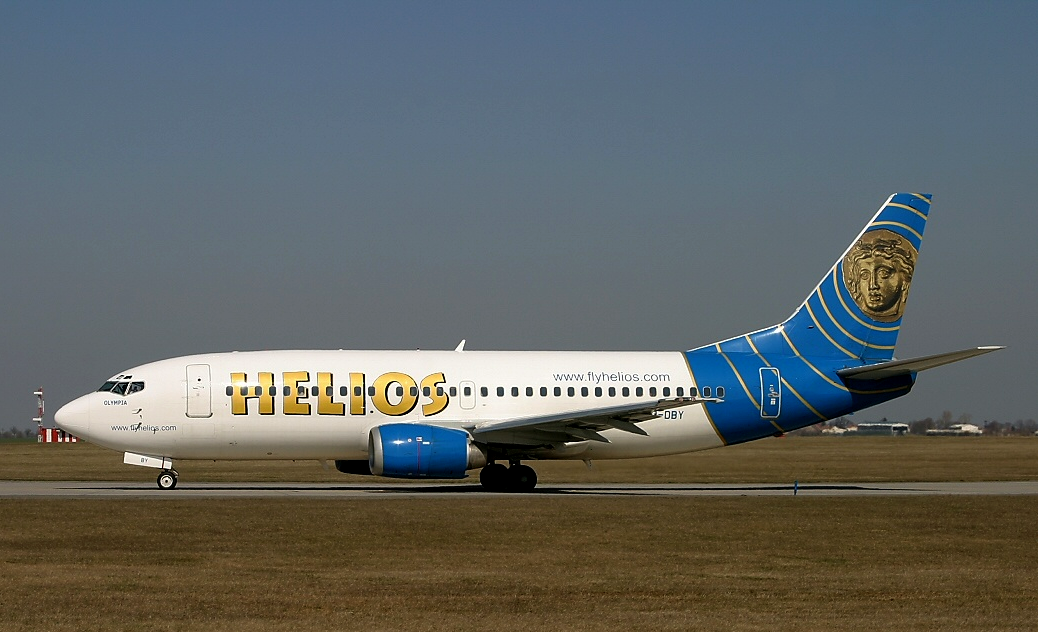
第10話「ゴースト」 ヘリオス航空522便事故当該機 737-300 5B-DBY 2005年3月31日 プラハ・ルズィニエ空港

| 話数   | 日本語版タイトル       | 原題                   | 取り扱われた事故                                | 事故機の所有会社                                     | 機種                          |
| ------ | ---------------------- | ---------------------- | ----------------------------------------------- | ---------------------------------------------------- | ----------------------------- |
| 第1話  | 奇跡の大脱出           | Miracle Escape         | エールフランス358便事故                         | エールフランス                                       | エアバスA340-313E             |
| 第2話  | 謎の白い光             | Falling from the Sky   | ブリティッシュ・エアウェイズ9便エンジン故障事故 | ブリティッシュ・エアウェイズ                         | ボーイング747-236B            |
| 第3話  | 機内炎上               | Fire Fight             | エア・カナダ797便火災事故                       | エア・カナダ                                         | ダグラスDC-9-32               |
| 第4話  | 着陸ミスと事故原因     | Missed Approach        | 大韓航空801便墜落事故                           | 大韓航空                                             | ボーイング747-3B5             |
| 第5話  | 737型機に潜む危険      | Hidden Danger          | ユナイテッド航空585便墜落事故                   | ユナイテッド航空                                     | ボーイング737-291             |
| 第5話  | 737型機に潜む危険      | Hidden Danger          | USエアー427便墜落事故                           | USエアー（現アメリカン航空）                         | ボーイング737-3B7             |
| 第5話  | 737型機に潜む危険      | Hidden Danger          | イーストウインド航空517便急傾斜事故             | イーストウインド航空                                 | ボーイング737-2H5             |
| 第6話  | 太平洋上空でのパニック | Panic over the Pacific | 中華航空006便急降下事故                         | 中華航空（日本語表記を変更し、現チャイナエアライン） | ボーイング747SP-09            |
| 第7話  | 未確認小型飛行機       | Out of Sight           | アエロメヒコ航空498便空中衝突事故               | アエロメヒコ航空                                     | ダグラスDC-9-32               |
| 第7話  | 未確認小型飛行機       | Out of Sight           | アエロメヒコ航空498便空中衝突事故               | 個人所有機                                           | パイパー PA-28-181 アーチャー |
| 第8話  | 紛争地域での墜落       | Inbound                | アメリカ空軍IFO-21便墜落事故                    | アメリカ空軍                                         | ボーイング CT-43A             |
| 第9話  | 方向感覚の喪失         | Desperate Dive         | フラッシュ航空604便墜落事故                     | フラッシュ航空                                       | ボーイング737-3Q8             |
| 第10話 | ゴースト               | Ghost Plane            | ヘリオス航空522便墜落事故                       | ヘリオス航空                                         | ボーイング737-31S             |

- 第2話「謎の白い光」
BA9便事故のイメージ
- 第6話「太平洋上でのパニック」
CI006便事故
- 第10話「ゴースト」
ヘリオス航空522便事故当該機
737-300 5B-DBY
2005年3月31日 プラハ・ルズィニエ空港

### シーズン5
オリジナル版放送日：2007年4月15日–2008年3月2日

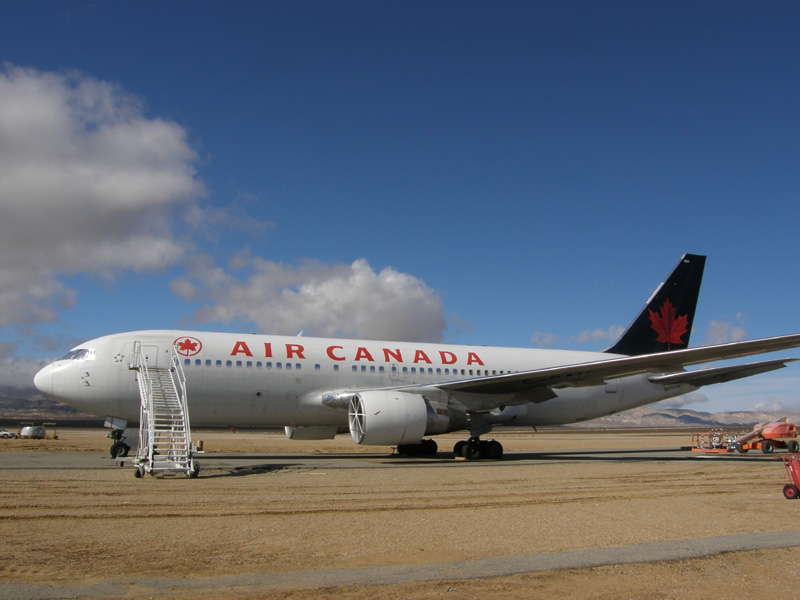
第2話「不運の先に待つ奇跡」 エア・カナダ143便事故当該機 B767-200 C-GAUN 2008年2月1日 モハーヴェ空港
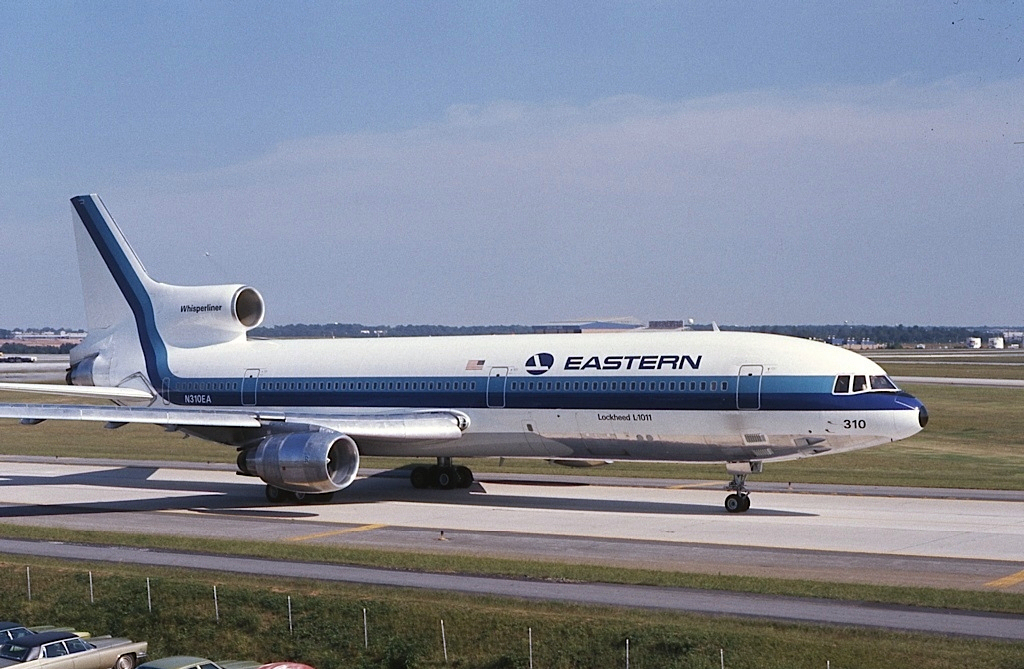
第9話「注意散漫」 イースタン航空401便事故
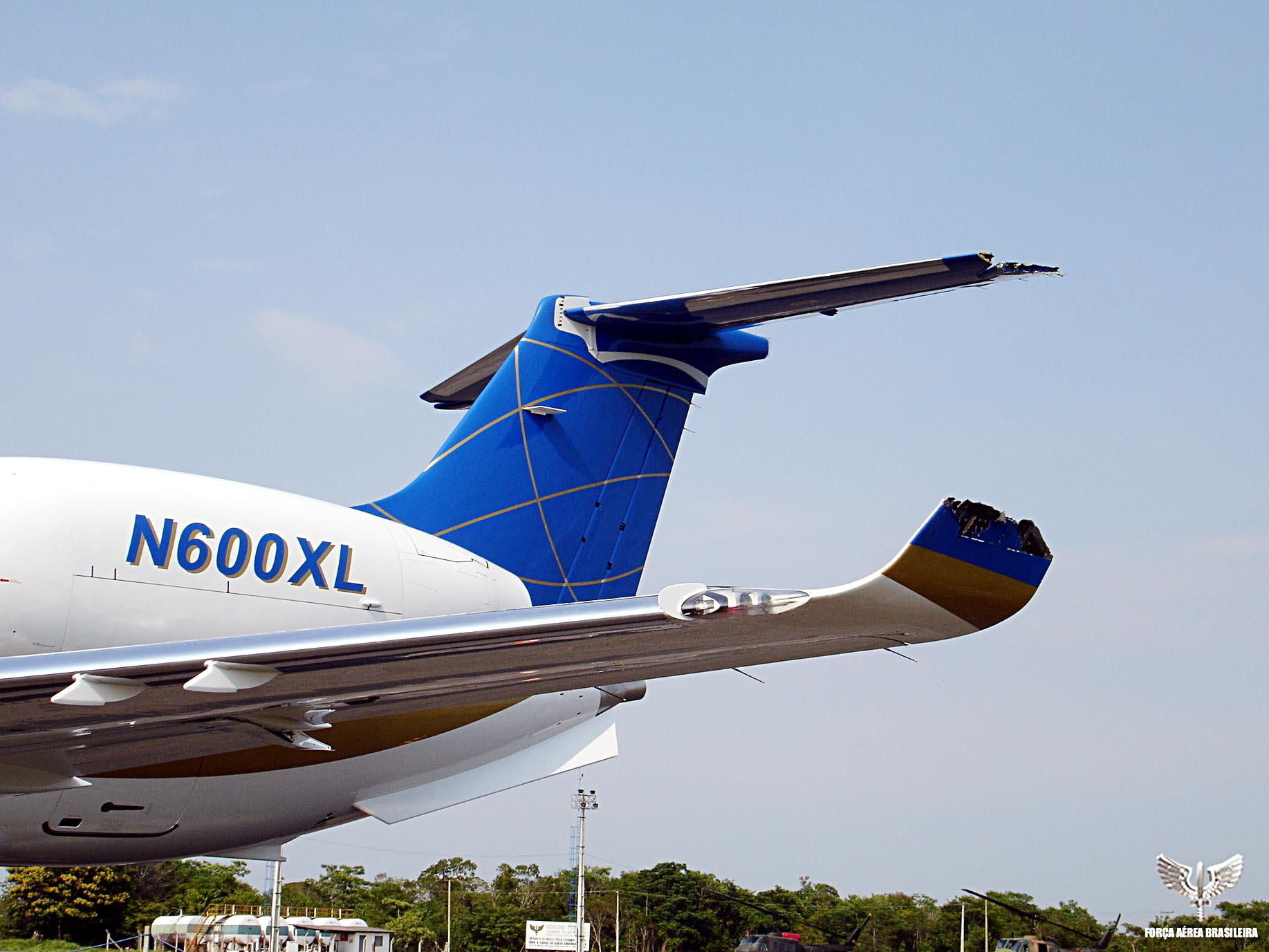
第10話「無線沈黙」 ゴル航空1907便の主翼と衝突したレガシー600の左翼

| 話数   | 日本語版タイトル     | 原題                         | 取り扱われた事故                   | 事故機の所有会社                                                 | 機種                                 |
| ------ | -------------------- | ---------------------------- | ---------------------------------- | ---------------------------------------------------------------- | ------------------------------------ |
| 第1話  | 大地への激突         | Slammed to the Ground        | デルタ航空191便墜落事故            | デルタ航空                                                       | ロッキードL-1011-385-1 トライスター  |
| 第2話  | 不運の先に待つ奇跡   | Miracle Flight               | ギムリー・グライダー               | エア・カナダ                                                     | ボーイング767-233                    |
| 第3話  | キャビンの穴         | Behind Closed Doors          | アメリカン航空96便貨物ドア破損事故 | アメリカン航空                                                   | ダグラスDC-10-10                     |
| 第3話  | キャビンの穴         | Behind Closed Doors          | トルコ航空981便墜落事故            | トルコ航空                                                       | ダグラスDC-10-10                     |
| 第4話  | 謎の炎               | Mystery Fire                 | 南アフリカ航空295便墜落事故        | 南アフリカ航空                                                   | ボーイング747-244M                   |
| 第5話  | ウェイト・オーバー   | Dead Weight                  | エア・ミッドウエスト5481便墜落事故 | エア・ミッドウエスト（USエアウェイズ・エクスプレス便として運航） | ビーチクラフト1900D                  |
| 第6話  | 暴風雨の中へ         | Southern Storm               | サザン航空242便墜落事故            | サザン航空（後に合併を繰り返し、現デルタ航空）                   | ダグラスDC-9-31                      |
| 第7話  | 持ち込まれた小型爆弾 | Explosive Evidence           | エア・インディア182便爆破事件      | エア・インディア                                                 | ボーイング747-237B                   |
| 第7話  | 持ち込まれた小型爆弾 | Explosive Evidence           | 成田空港手荷物爆発事件             |                                                                  |                                      |
| 第8話  | 速度計の警告サイン   | The Plane That Wouldn't Talk | バージェン航空301便墜落事故        | 運航アラス・ナショナル航空 保有 バージェン航空                   | ボーイング757-225                    |
| 第9話  | 注意散漫             | Fatal Distraction            | イースタン航空401便墜落事故        | イースタン航空                                                   | ロッキード L-1011-385-1 トライスター |
| 第10話 | 無線沈黙             | Phantom Strike               | ゴル航空1907便墜落事故             | ゴル航空                                                         | ボーイング737-8EH                    |
| 第10話 | 無線沈黙             | Phantom Strike               | ゴル航空1907便墜落事故             | エクセルエア                                                     | エンブラエル・レガシー600            |

- 第2話「不運の先に待つ奇跡」
エア・カナダ143便事故当該機
B767-200 C-GAUN
2008年2月1日 モハーヴェ空港
- 第9話「注意散漫」
イースタン航空401便事故
- 第10話「無線沈黙」
ゴル航空1907便の主翼と衝突したレガシー600の左翼

### シーズン6
オリジナル版ではシーズン7。
オリジナル版放送日：2009年11月4日–2009年12月17日
| 話数  | 日本語版タイトル               | 原題                    | 取り扱われた事故                    | 事故機の所有会社                                                      | 機種                         |
| ----- | ------------------------------ | ----------------------- | ----------------------------------- | --------------------------------------------------------------------- | ---------------------------- |
| 第1話 | チャイナエアライン611便        | Shattered in Seconds    | チャイナエアライン611便空中分解事故 | チャイナエアライン                                                    | ボーイング747-209B           |
| 第2話 | パンナム103便                  | Lockerbie（ロッカビー） | パンアメリカン航空103便爆破事件     | パンアメリカン航空                                                    | ボーイング747-121            |
| 第3話 | オスロ発 チャーター機          | Silent Killer           | パータンエアー394便墜落事故         | パータンエアー                                                        | コンベア CV-580              |
| 第4話 | サウジアラビア航空763便        | Crash Course            | ニューデリー空中衝突事故            | サウジアラビア航空                                                    | ボーイング747-168B           |
| 第4話 | サウジアラビア航空763便        | Crash Course            | ニューデリー空中衝突事故            | カザフスタン航空                                                      | イリューシンIl-76TD          |
| 第5話 | 米空軍C-5A ギャラクシー        | Operation Babylift      | オペレーション・ベビーリフト        | アメリカ空軍                                                          | ロッキード C-5A ギャラクシー |
| 第6話 | チュニインター1153便           | Ditch the Plane         | チュニインター1153便不時着水事故    | チュニインター（現 チュニスエア・エクスプレス。チュニスエアの子会社） | ATR72-202                    |
| 第7話 | アダム航空574便                | The Plane That Vanished | アダム航空574便墜落事故             | アダム航空                                                            | ボーイング737-4Q8            |
| 第8話 | アメリカン・イーグル航空4184便 | Frozen in Flight        | アメリカン・イーグル4184便墜落事故  | アメリカン・イーグル                                                  | ATR72-212                    |

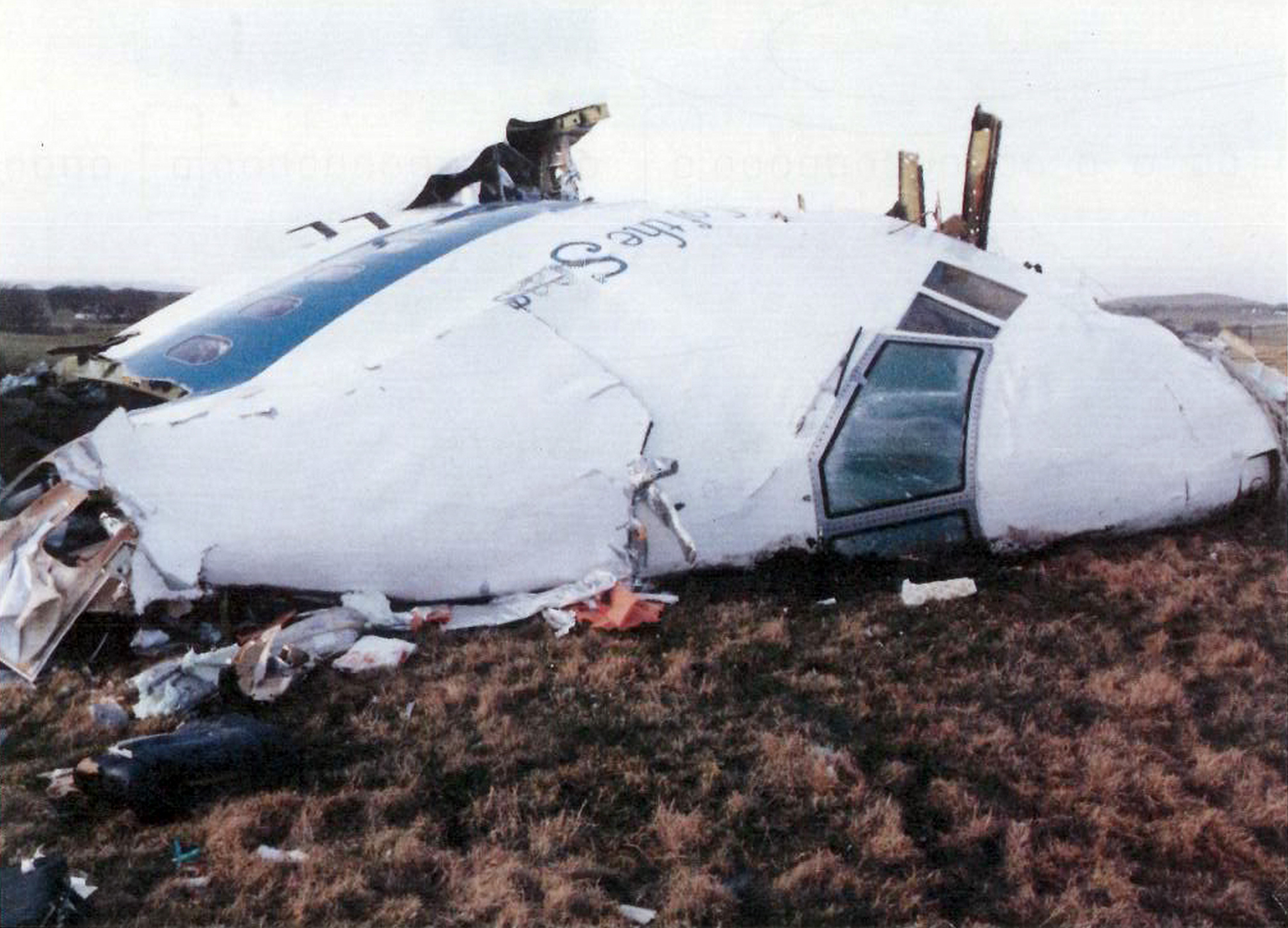
第2話「ロッカビー」 ロッカビー事件
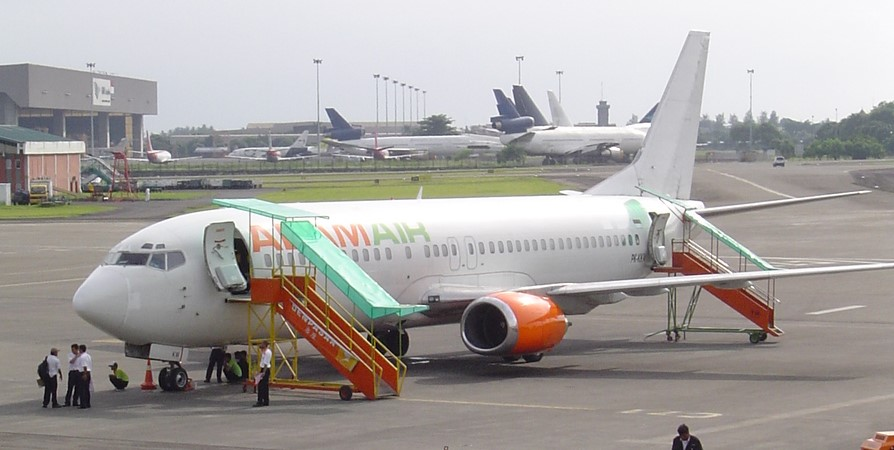
第7話「The Plane That Vanished」 アダム航空574便墜落事故当該機
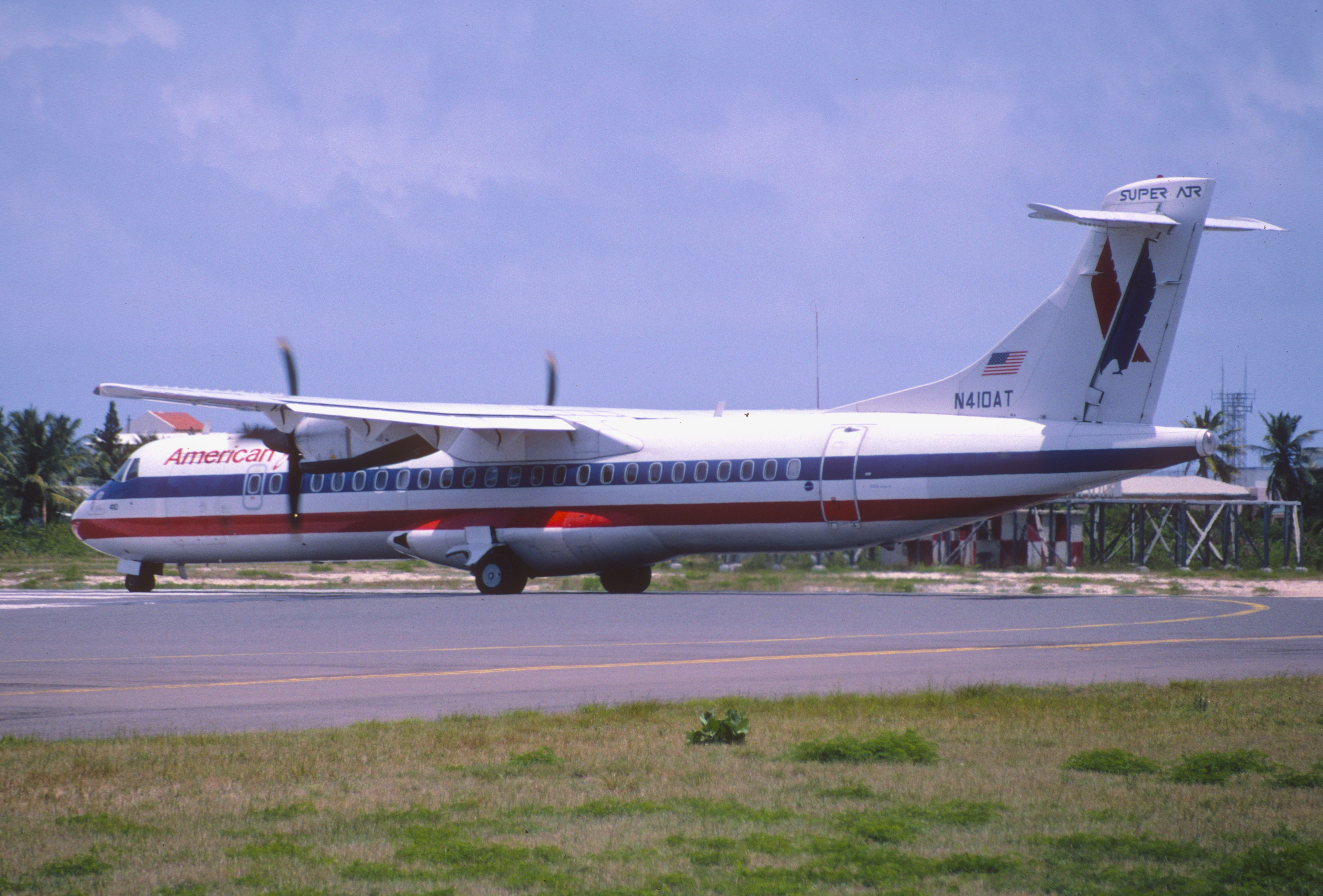
第8話「Frozen in Flight」 同型機のアメリカン・イーグル航空ATR-72

### シーズン7
オリジナル版ではシーズン9。
オリジナル版放送日：2010年7月8日–2010年10月27日

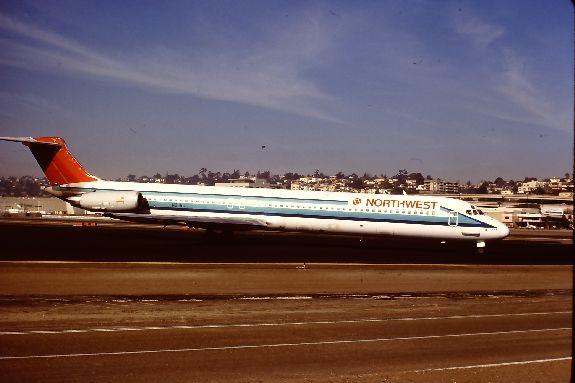
第2話「Cockpit Chaos」 同型機のノースウエスト航空MD-82（リパブリック航空塗装）
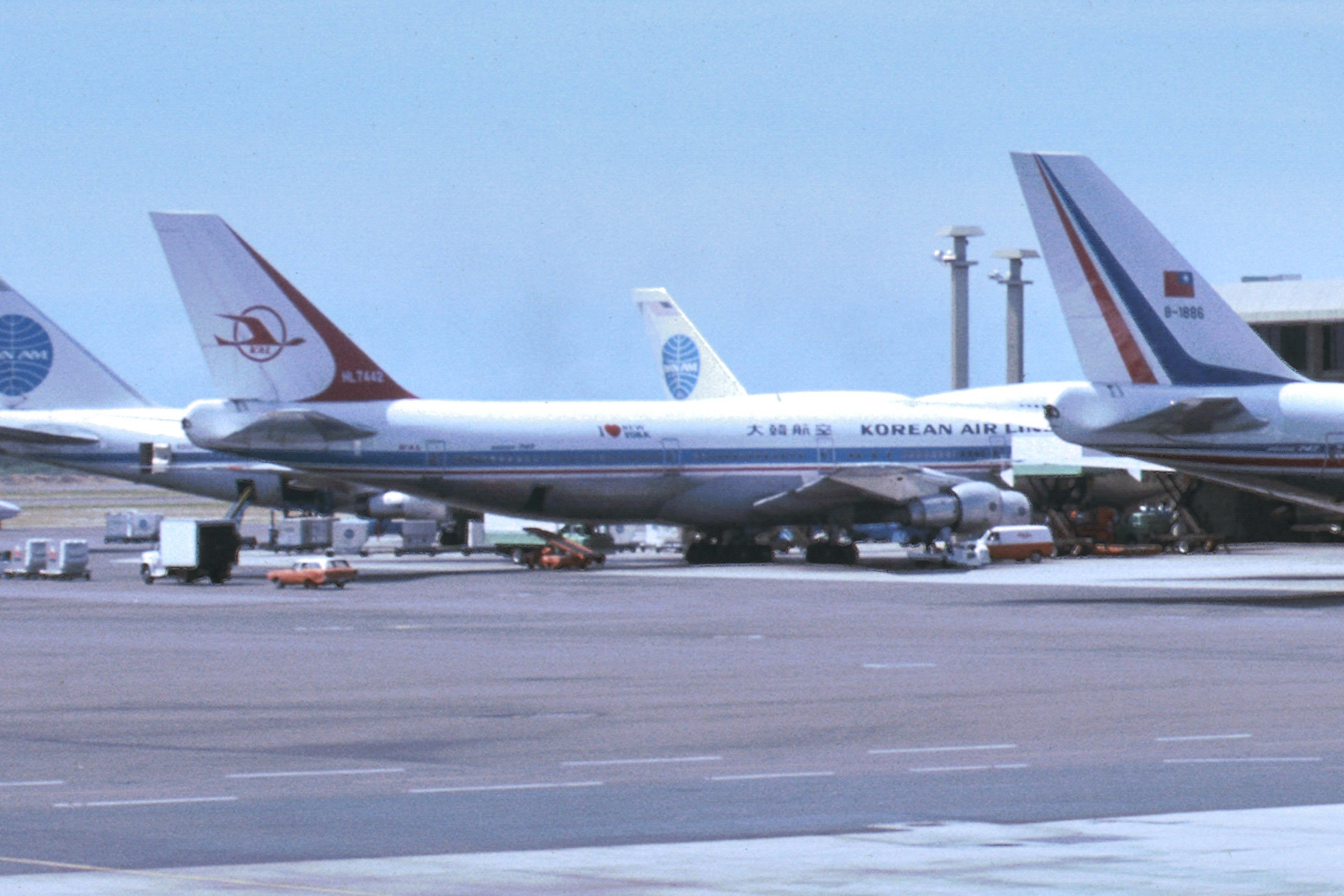
第5話「Target Is Destroyed」 大韓航空機撃墜事件当該機 B747-230B
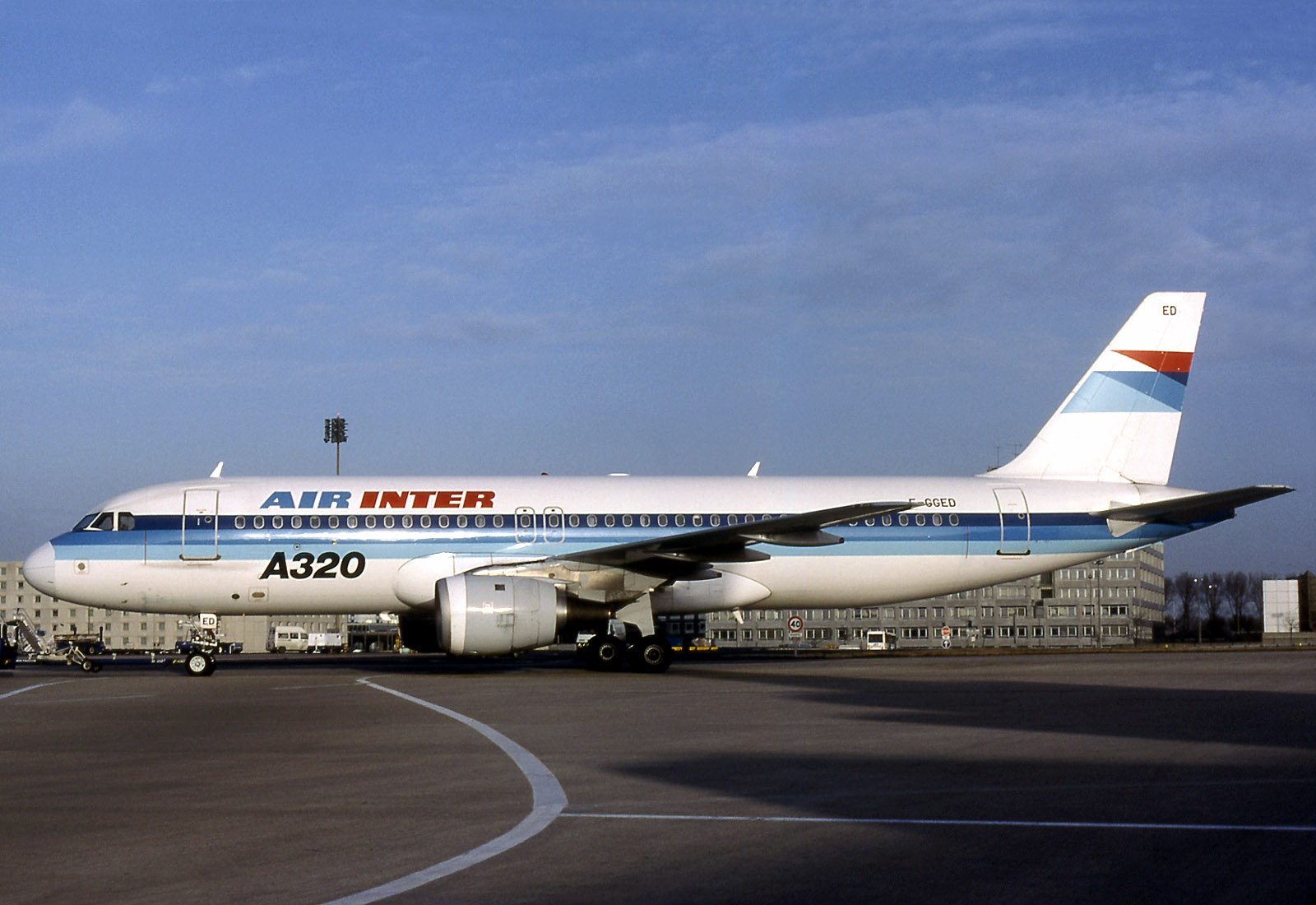
第7話「Doomed to Fail」 エールアンテール148便墜落事故当該機 A320 F-GGED

| 話数  | 日本語版タイトル                         | 原題                 | 取り扱われた事故                                  | 事故機の所有会社                                                             | 機種                                                |
| ----- | ---------------------------------------- | -------------------- | ------------------------------------------------- | ---------------------------------------------------------------------------- | --------------------------------------------------- |
| 第1話 | ブリティッシュ･ エアツアーズ28便         | Panic on the Runway  | ブリティッシュ・エアツアーズ28M便火災事故         | ブリティッシュ・エアツアーズ（改名と合併を繰り返し、現トーマス・クック航空） | ボーイング737-236                                   |
| 第2話 | ノースウエスト航空255便                  | Cockpit Chaos        | ノースウエスト航空255便墜落事故                   | ノースウエスト航空（現デルタ航空）                                           | マクドネル・ダグラスMD-82                           |
| 第3話 | エールフランス296便                      | Pilot vs. Plane      | エールフランス296便事故                           | エールフランス                                                               | エアバスA320-111                                    |
| 第4話 | USエアー1493便                           | Cleared for Disaster | ロサンゼルス国際空港地上衝突事故                  | USエアー （現アメリカン航空）                                                | ボーイング737-3B7                                   |
| 第4話 | USエアー1493便                           | Cleared for Disaster | ロサンゼルス国際空港地上衝突事故                  | スカイウェスト航空                                                           | フェアチャイルド・スウェアリンジェン メトロライナー |
| 第5話 | 大韓航空007便                            | Target Is Destroyed  | 大韓航空機撃墜事件                                | 大韓航空                                                                     | ボーイング747-230B                                  |
| 第6話 | オンタリオ航空1363便                     | Cold Case            | オンタリオ航空1363便墜落事故                      | オンタリオ航空（エア・カナダの子会社、現ジャズ航空）                         | フォッカー F28-1000                                 |
| 第6話 | オンタリオ航空1363便                     | Cold Case            | USエアー405便墜落事故                             | USエアー                                                                     | フォッカー F28-4000                                 |
| 第7話 | エールアンテール148便                    | Doomed to Fail       | エールアンテール148便墜落事故                     | エールアンテール（現エールフランス）                                         | エアバスA320-111                                    |
| 第8話 | チョークス･オーシャン･ エアウェイズ101便 | Miami Mystery        | チョークス・オーシャン・エアウェイズ101便墜落事故 | チョークス・オーシャン・エアウェイズ                                         | グラマンG-73T タービン マラード                     |

- 第2話「Cockpit Chaos」
同型機のノースウエスト航空MD-82（リパブリック航空塗装）
- 第5話「Target Is Destroyed」
大韓航空機撃墜事件当該機
B747-230B
- 第7話「Doomed to Fail」
エールアンテール148便墜落事故当該機
A320 F-GGED

### シーズン8
オリジナル版ではシーズン10、6話構成。日本では5話構成。
オリジナル版放送日：2011年2月27日–2011年3月28日
| 話数  | 日本語版タイトル                 | 原題                | 取り扱われた事故                     | 事故機の所有会社                                           | 機種                         |
| ----- | -------------------------------- | ------------------- | ------------------------------------ | ---------------------------------------------------------- | ---------------------------- |
| 第1話 | クロス航空3597便                 | Cockpit Failure     | クロスエア3597便墜落事故             | クロスエア（現スイスインターナショナルエアラインズ）       | BAeアブロ RJ100              |
| 第2話 | ブリティッシュ・エアウェイズ38便 | The Heathrow Enigma | ブリティッシュ・エアウェイズ38便事故 | ブリティッシュ・エアウェイズ                               | ボーイング777-236ER          |
| 第3話 | スカンジナビア航空751便          | Pilot Betrayed      | スカンジナビア航空751便不時着事故    | スカンジナビア航空                                         | マクドネル・ダグラスMD-81    |
| 第4話 | コンチネンタル航空3407便         | Dead Tired          | コルガン・エア3407便墜落事故         | コルガン・エア（コンチネンタル・コネクション便として運航） | ボンバルディアDHC-8-402 Q400 |
| 第5話 | トルコ航空1951便                 | Who's In Control?   | トルコ航空1951便墜落事故             | トルコ航空                                                 | ボーイング737-8F2            |

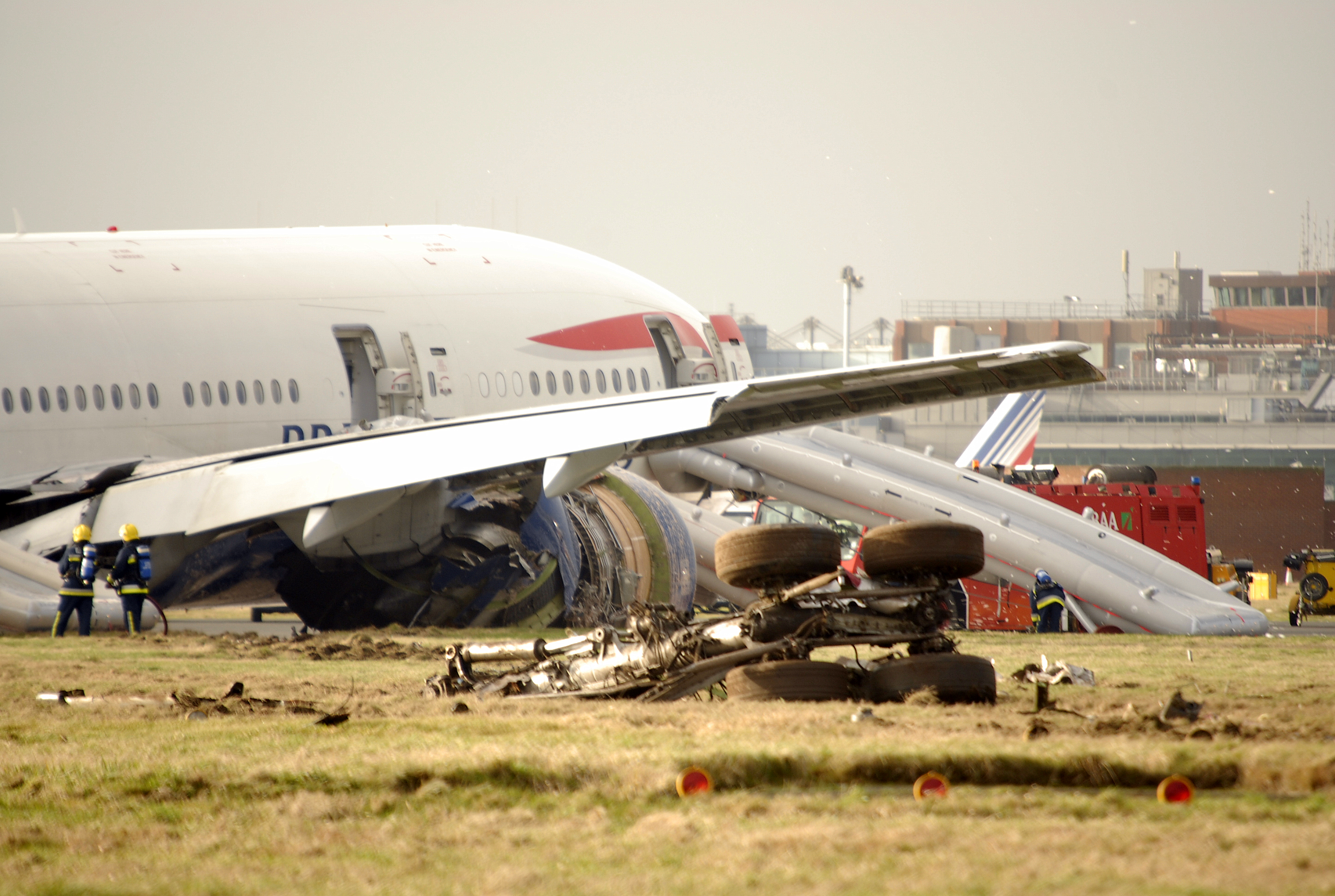
第2話「The Heathrow Enigma」 BA38便事故
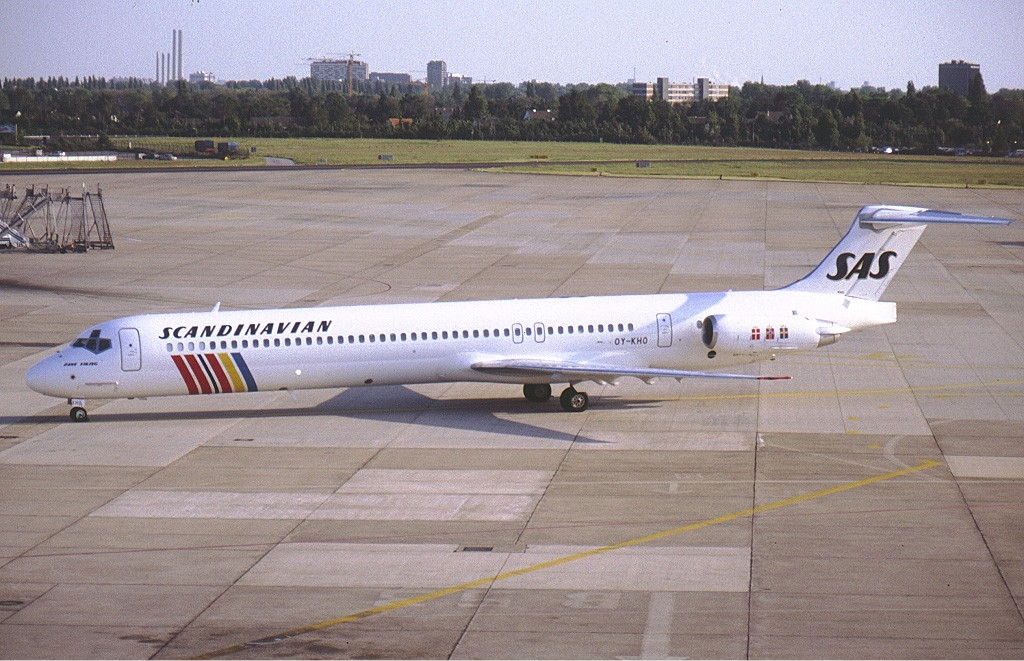
第3話「Pilot Betrayed」 スカンジナビア航空751便不時着事故当該機
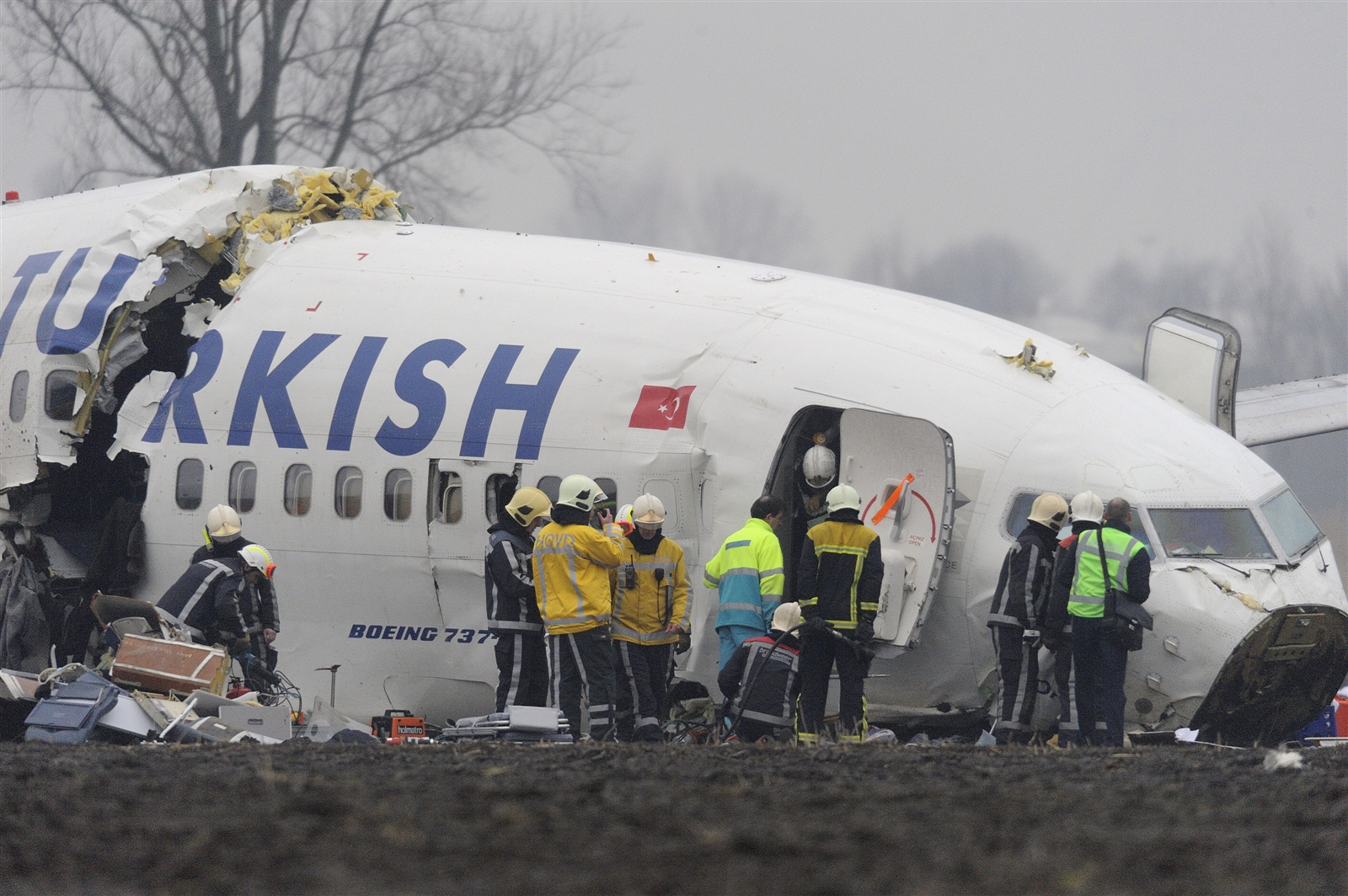
第5話「Who's In Control?」 トルコ航空1951便墜落事故

### シーズン9
オリジナル版ではシーズン11、13話構成。日本では14話構成。
オリジナル版放送日：2011年8月12日–2012年4月13日

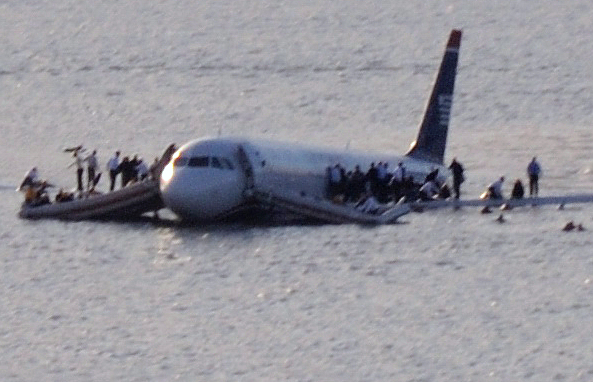
第1話「ハドソン川の奇跡」 USエアウェイズ1549便不時着水事故 2009年1月15日 ハドソン川
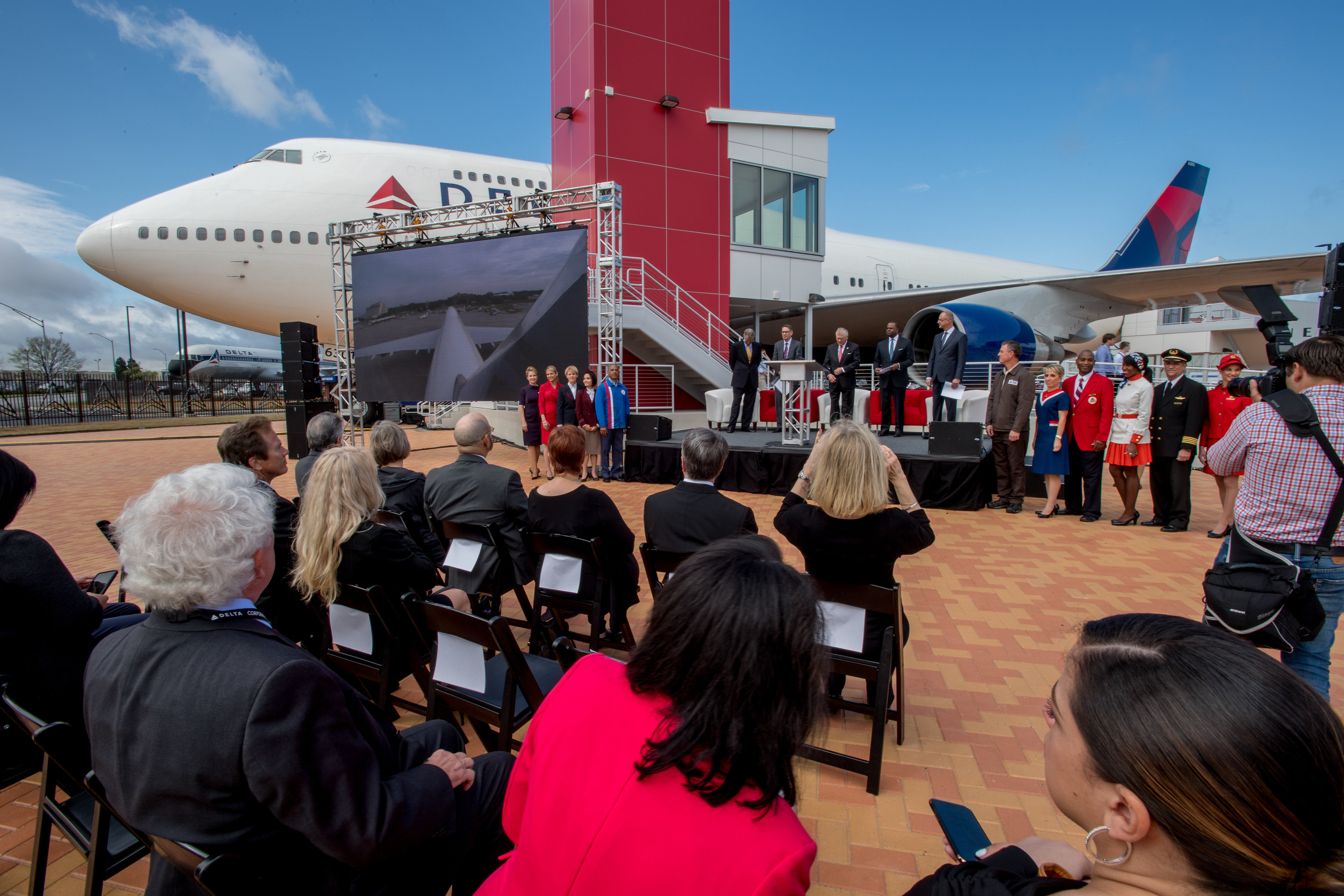
第7話「Turning Point」 NW85便事故当該機 B747-400 N661US（デルタ航空にて退役後） 2017年3月28日 デルタ航空博物館
第14話「Sioux City Fireball」 UA232便不時着事故

| 話数   | 日本語版タイトル                        | 原題                         | 取り扱われた事故                               | 事故機の所有会社                                         | 機種                      |
| ------ | --------------------------------------- | ---------------------------- | ---------------------------------------------- | -------------------------------------------------------- | ------------------------- |
| 第1話  | ハドソン川の奇跡                        | Hudson River Runway          | USエアウェイズ1549便不時着水事故               | USエアウェイズ（現アメリカン航空）                       | エアバスA320-214          |
| 第2話  | タン航空3054便                          | Disaster Runway              | TAM航空3054便オーバーラン事故                  | TAM航空（現LATAM ブラジル）                              | エアバスA320-233          |
| 第3話  | ウエスト・カリビアン航空708便           | The Plane That Flew Too High | ウエスト・カリビアン航空708便墜落事故          | ウエスト・カリビアン航空                                 | マクドネルダグラスMD-82   |
| 第4話  | アロー航空1285便                        | Split Decision               | アロー航空1285便墜落事故                       | アロー航空                                               | ダグラスDC-8-63CF         |
| 第5話  | コンチネンタル・ エクスプレス2574便     | Breakup over Texas           | コンチネンタル・エクスプレス2574便墜落事故     | ブリット航空（コンチネンタル・エクスプレス便として運航） | エンブラエル EMB 120RT    |
| 第6話  | ミュンヘンの悲劇                        | Munich Air Disaster          | ミュンヘンの悲劇                               | 英国欧州航空（現ブリティッシュ・エアウェイズ）           | エアスピード AS-57        |
| 第7話  | ノースウエスト航空85便                  | Turning Point                | ノースウエスト航空85便緊急着陸事故             | ノースウエスト航空（現デルタ航空）                       | ボーイング747-451         |
| 第8話  | 大韓航空8509便                          | Bad Attitude                 | 大韓航空8509便墜落事故                         | 大韓航空                                                 | ボーイング747-2B5F        |
| 第9話  | パシフィック・サウスウエスト航空182便   | Hiding in Plane Sight        | パシフィック・サウスウエスト航空182便墜落事故  | パシフィック・サウスウエスト航空（現アメリカン航空）     | ボーイング727-214         |
| 第9話  | パシフィック・サウスウエスト航空182便   | Hiding in Plane Sight        | パシフィック・サウスウエスト航空182便墜落事故  | 個人所有                                                 | セスナ172M                |
| 第10話 | ナイジェリア航空2120便                  | Desert Inferno               | ナイジェリア航空2120便墜落事故                 | （運航）ナイジェリア航空 （保有）ネーションエアー        | ダグラスDC-8-61           |
| 第11話 | パシフィック・ サウスウエスト航空1771便 | I'm the Problem              | パシフィック・サウスウエスト航空1771便墜落事故 | パシフィック・サウスウエスト航空（現アメリカン航空）     | BAe146-200A               |
| 第12話 | タカ航空110便                           | Nowhere to Land              | タカ航空110便緊急着陸事故                      | TACA航空（改称し、現アビアンカ・エルサルバドル）         | ボーイング737-3T0         |
| 第13話 | スカンジナビア航空686便                 | The Invisible Plane          | リナーテ空港事故                               | スカンジナビア航空                                       | マクドネル・ダグラスMD-87 |
| 第13話 | スカンジナビア航空686便                 | The Invisible Plane          | リナーテ空港事故                               | Air Evex                                                 | セスナ サイテーション CJ2 |
| 第14話 | ユナイテッド航空232便                   | Sioux City Fireball          | ユナイテッド航空232便不時着事故                | ユナイテッド航空                                         | ダグラスDC-10-10          |

- 第1話「ハドソン川の奇跡」
USエアウェイズ1549便不時着水事故
2009年1月15日 ハドソン川
- 第7話「Turning Point」
NW85便事故当該機
B747-400 N661US（デルタ航空にて退役後）
2017年3月28日 デルタ航空博物館[2]
- 第14話「Sioux City Fireball」
UA232便不時着事故

### シーズン10
オリジナル版ではシーズン12。
オリジナル版放送日：2012年8月3日–2013年4月15日

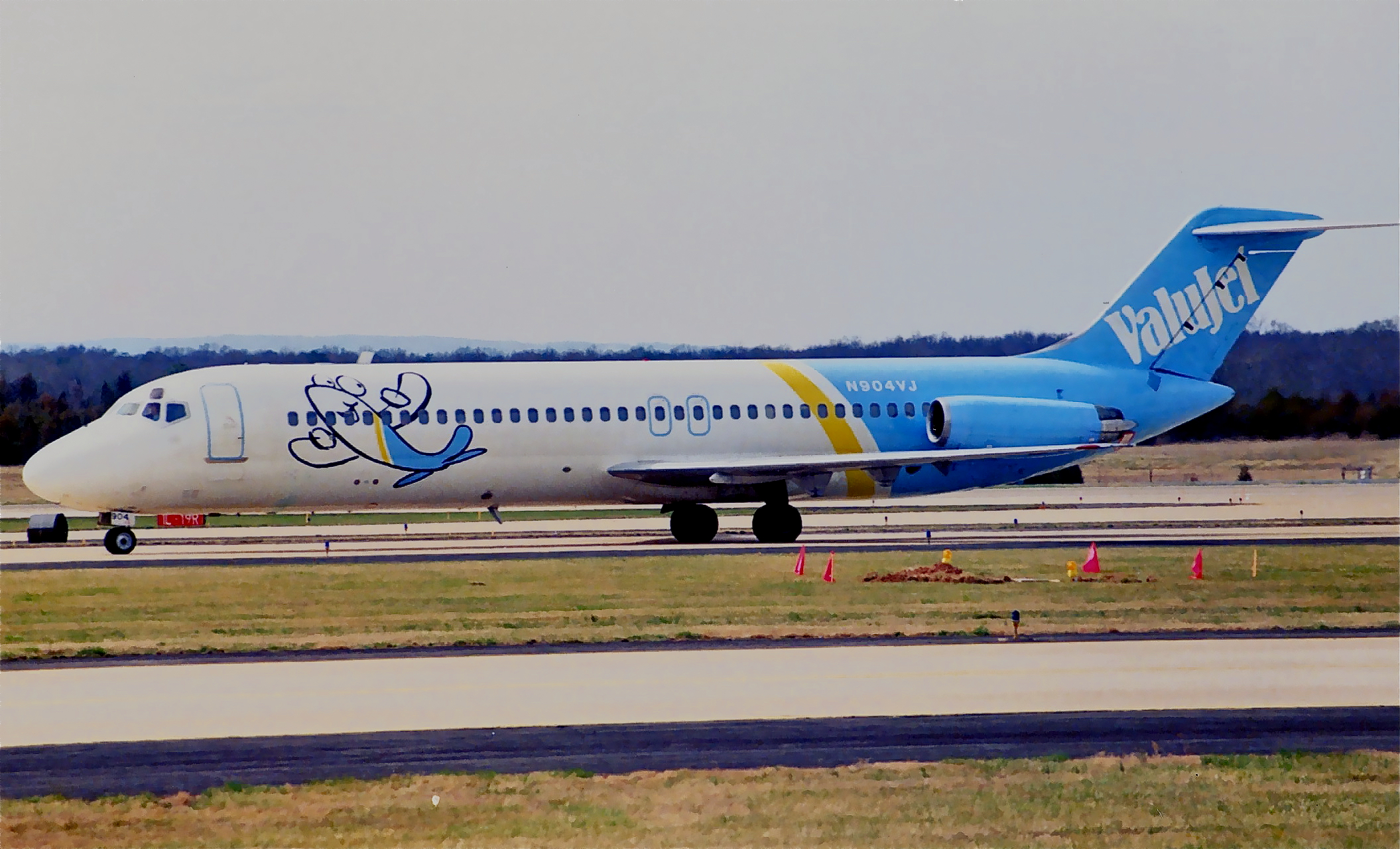
第2話「Fire in the Hold」 バリュージェット航空592便墜落事故当該機
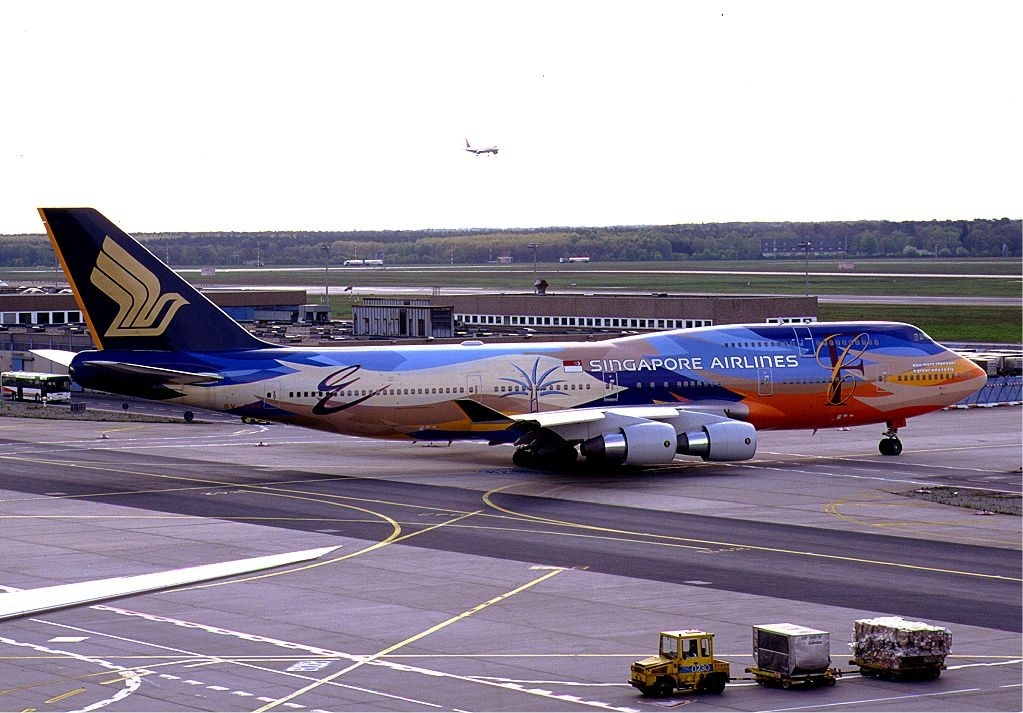
第3話「Typhoon Takeoff」 シンガポール006便離陸失敗事故当該機 747-400 9V-SPK 「トロピカル・メガトップ」 1999年4月24日 フランクフルト
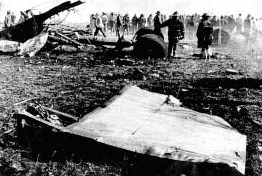
第7話「America's Deadliest」 AA191便墜落事故

| 話数   | 日本語版タイトル               | 原題                           | 取り扱われた事故                          | 事故機の所有会社                                               | 機種                                           |
| ------ | ------------------------------ | ------------------------------ | ----------------------------------------- | -------------------------------------------------------------- | ---------------------------------------------- |
| 第1話  | リーブ・アリューシャン航空8便  | Fight for Control              | リーブ・アリューシャン航空8便緊急着陸事故 | リーブ・アリューシャン航空                                     | ロッキード L-188 エレクトラ                    |
| 第2話  | バリュージェット航空592便      | Fire in the Hold               | バリュージェット航空592便墜落事故         | バリュージェット航空（エアトランと合併。現サウスウエスト航空） | ダグラスDC-9-32                                |
| 第3話  | シンガポール航空006便          | Typhoon Takeoff                | シンガポール航空006便離陸失敗事故         | シンガポール航空                                               | ボーイング747-412                              |
| 第4話  | シルクエアー185便              | Pushed to the Limit            | シルクエアー185便事故                     | シルクエアー                                                   | ボーイング737-36N                              |
| 第5話  | タンス航空204便                | Blind Landing                  | タンス航空204便墜落事故                   | タンス航空                                                     | ボーイング737-244 アドバンス                   |
| 第6話  | グランドキャニオン空中衝突事故 | Grand Canyon Disaster          | グランドキャニオン空中衝突事故            | ユナイテッド航空                                               | ダグラスDC-7 Main Liner                        |
| 第6話  | グランドキャニオン空中衝突事故 | Grand Canyon Disaster          | グランドキャニオン空中衝突事故            | トランス・ワールド航空                                         | ロッキード L-1049 スーパー・コンステレーション |
| 第7話  | アメリカン航空191便            | America's Deadliest            | アメリカン航空191便墜落事故               | アメリカン航空                                                 | ダグラスDC-10-10                               |
| 第8話  | ユナイテッド航空173便          | Fatal Fixation                 | ユナイテッド航空173便燃料切れ墜落事故     | ユナイテッド航空                                               | ダグラスDC-8-61                                |
| 第9話  | ホッケーチームの悲劇           | Lokomotiv Hockey Team Disaster | ヤロスラヴリ旅客機墜落事故                | ヤク・サービス                                                 | ヤコヴレフ Yak-42D                             |
| 第10話 | 大統領の死                     | Death of the President         | ポーランド空軍Tu-154墜落事故              | ポーランド空軍                                                 | ツポレフ Tu-154M                               |
| 第11話 | エチオピア航空409便            | Heading to Disaster            | エチオピア航空409便墜落事故               | エチオピア航空                                                 | ボーイング737-8AS                              |
| 第12話 | サンタバーバラ航空518便        | 28 Seconds to Survive          | サンタバーバラ航空518便墜落事故           | サンタバーバラ航空                                             | ATR42-300                                      |
| 第13話 | エール・フランス447便          | Air France 447: Vanished       | エールフランス447便墜落事故               | エールフランス                                                 | エアバスA330-203                               |

- 第2話「Fire in the Hold」
バリュージェット航空592便墜落事故当該機
- 第3話「Typhoon Takeoff」
シンガポール006便離陸失敗事故当該機
747-400 9V-SPK
「トロピカル・メガトップ」
1999年4月24日 フランクフルト
- 第7話「America's Deadliest」
AA191便墜落事故

### シーズン11
オリジナル版ではシーズン13。
オリジナル版放送日：2013年12月6日–2014年5月9日
| 話数   | 日本語版タイトル              | 原題                                               | 取り扱われた事故                            | 事故機の所有会社                                                   | 機種                                          |
| ------ | ----------------------------- | -------------------------------------------------- | ------------------------------------------- | ------------------------------------------------------------------ | --------------------------------------------- |
| 第1話  | 英国欧州航空548便             | Fight To The Death                                 | 英国欧州航空548便墜落事故                   | 英国欧州航空（現ブリティッシュ・エアウェイズ）                     | ホーカー・シドレー トライデント 1C            |
| 第2話  | ヒューズ・エア・ウエスト706便 | Speed Trap                                         | ヒューズ・エア・ウエスト706便空中衝突事故   | ヒューズ・エア・ウエスト（リパブリック航空が後に買収したため消滅） | ダグラスDC-9-31                               |
| 第2話  | ヒューズ・エア・ウエスト706便 | Speed Trap                                         | ヒューズ・エア・ウエスト706便空中衝突事故   | アメリカ海兵隊                                                     | F-4B ファントム II                            |
| 第3話  | クロスエア498便               | Lost In Translation                                | クロスエア498便墜落事故                     | クロスエア（現スイスインターナショナルエアラインズ）               | サーブ 340B                                   |
| 第4話  | エア・フロリダ90便            | Disaster On The Potomac                            | エア・フロリダ90便墜落事故                  | エア・フロリダ                                                     | ボーイング737-222                             |
| 第5話  | アメリカン航空587便           | Queens Catastrophe                                 | アメリカン航空587便墜落事故                 | アメリカン航空                                                     | エアバスA300B4-605R                           |
| 第6話  | ハリケーン観測機 NOAA42       | Into The Eye of The Storm                          | 1989年アメリカ海洋大気庁P-3エンジン喪失事故 | アメリカ海洋大気庁                                                 | ロッキード WP-3D オライオン                   |
| 第7話  | イタビア航空870便             | Massacre Over The Mediterranean                    | イタビア航空870便事件                       | イタビア航空                                                       | ダグラスDC-9-15                               |
| 第8話  | XLドイツ航空888T便            | Deadly Test                                        | XLドイツ航空888T便墜落事故                  | XL航空                                                             | エアバスA320-232                              |
| 第9話  | エア・モーレア1121便          | Terror In Paradise                                 | エア・モーレア1121便墜落事故                | エア・モーレア                                                     | デ・ハビランド・カナダ DHC-6 ツイン・オッター |
| 第10話 | カンタス航空32便              | Qantas 32:Titanic In The Sky（空飛ぶタイタニック） | カンタス航空32便エンジン爆発事故            | カンタス航空                                                       | エアバスA380-842                              |

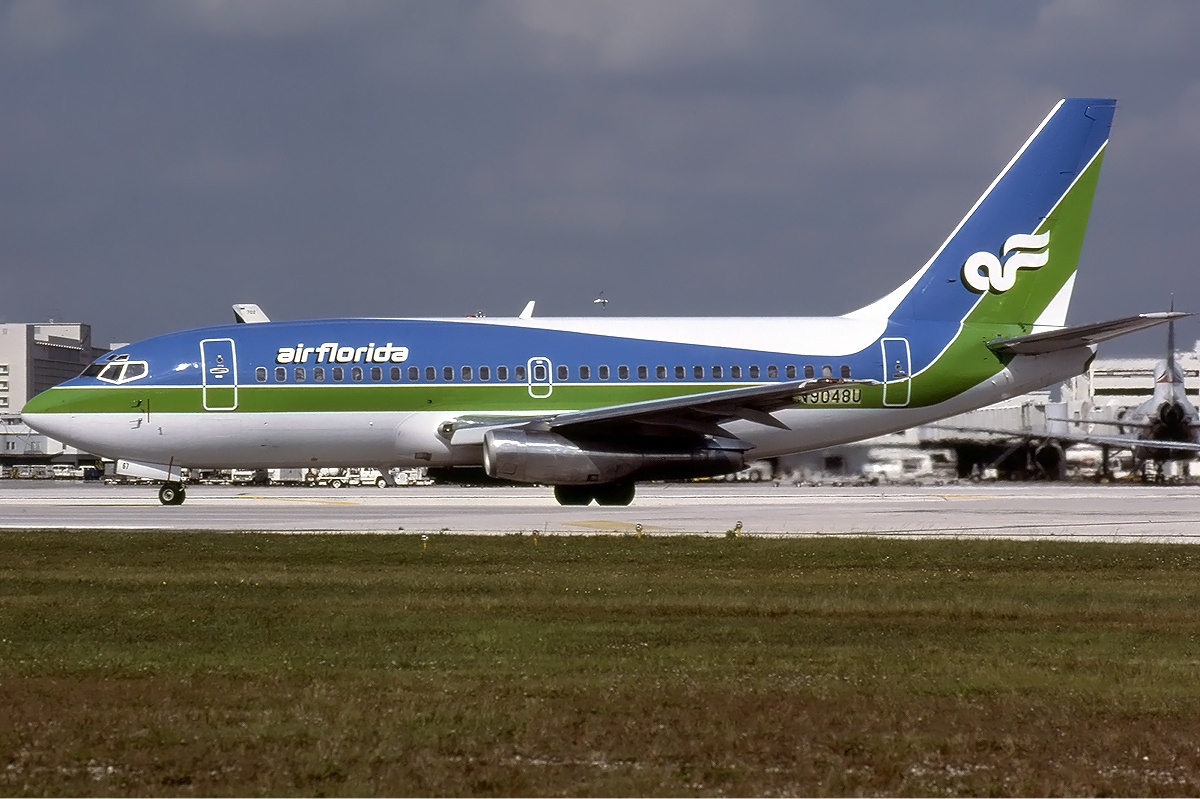
第4話「Disaster On The Potomac」 同型機のエア・フロリダ ボーイング737-200
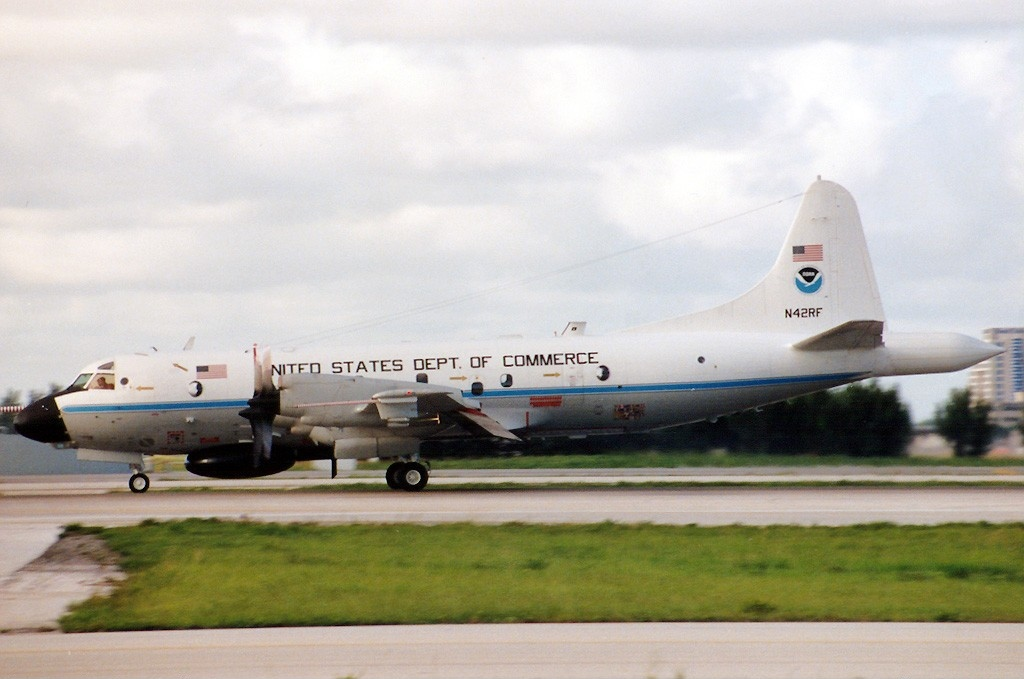
第6話「ハリケーン観測機 NOAA42」 1989年アメリカ海洋大気庁P-3エンジン喪失事故当該機
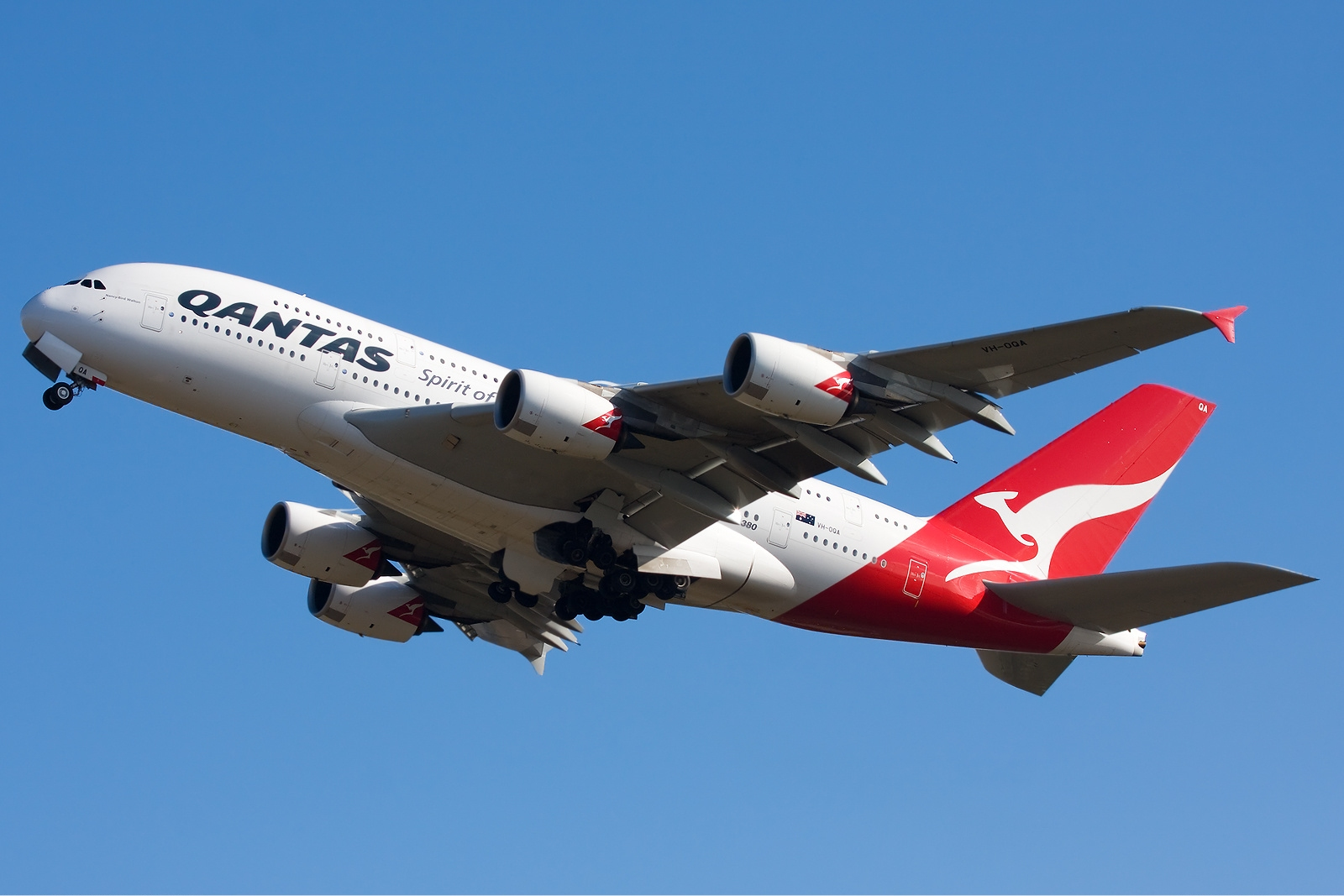
第10話「Qantas 32:Titanic In The Sky」カンタス32便エンジン爆発事故当該機

### シーズン12
オリジナル版ではシーズン14、11話構成。小型機ながら、ジョン・フィッツジェラルド・ケネディ・ジュニアの墜落事故を扱った回が目玉となっている。日本では最終回のマレーシア航空370便墜落事故を扱った回のみカットされて放送された。
オリジナル版放送日：2015年1月5日–2015年2月15日

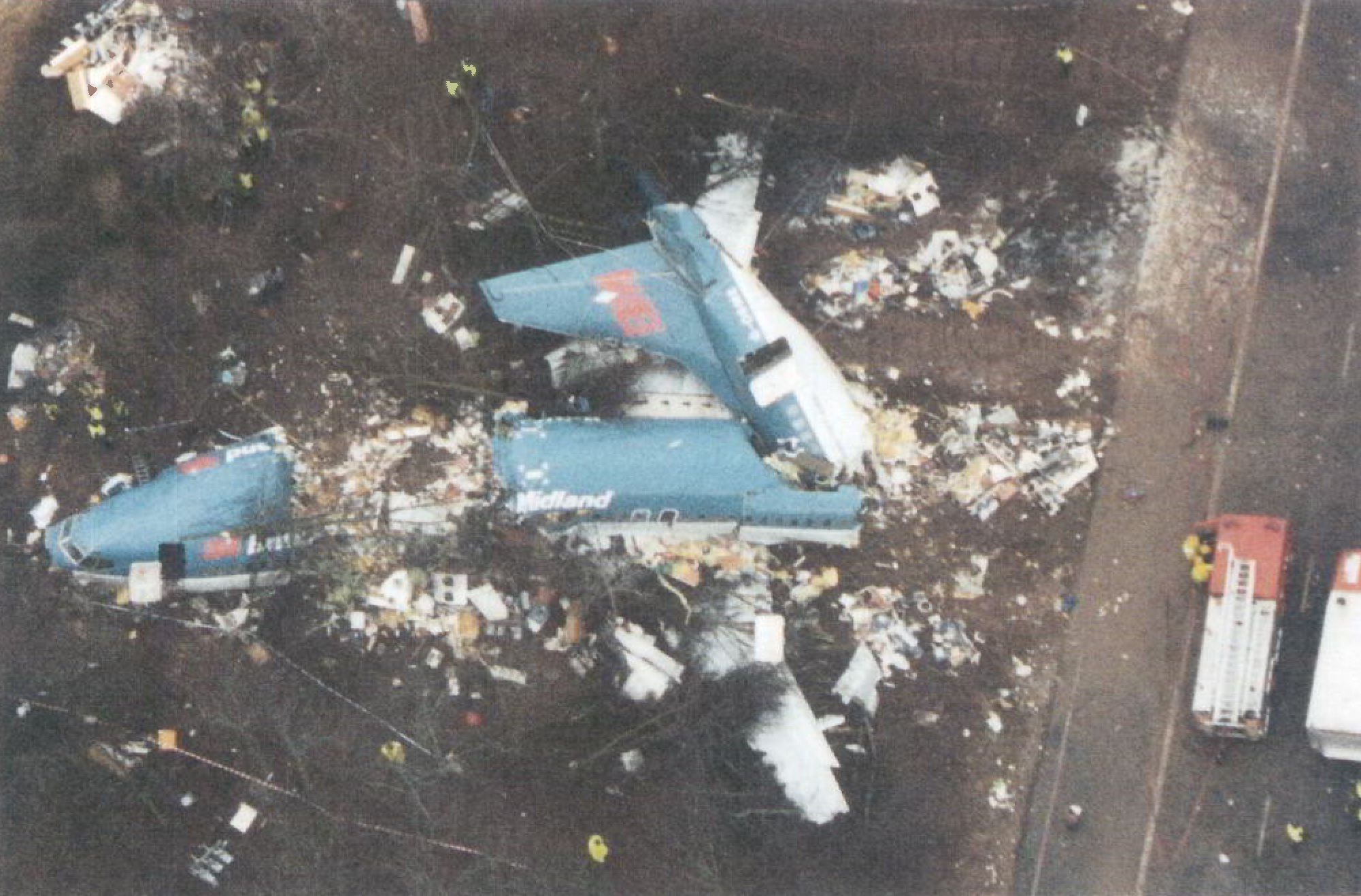
第1話「Total Engine Failure」 ブリティッシュ・ミッドランド航空92便不時着事故
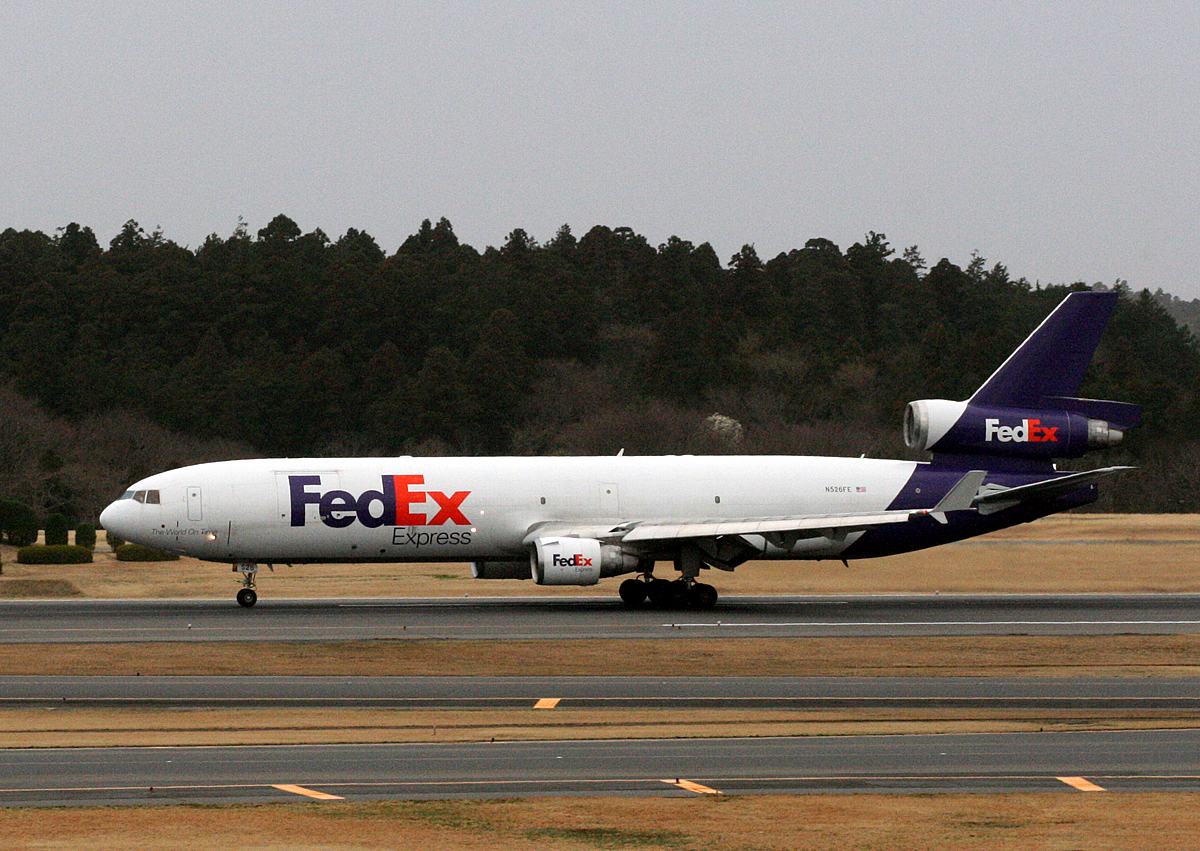
第5話「Death At Narita」 FedEx80便着陸失敗事故当該機 MD-11F N526FE 2009年3月22日（事故前日）成田空港
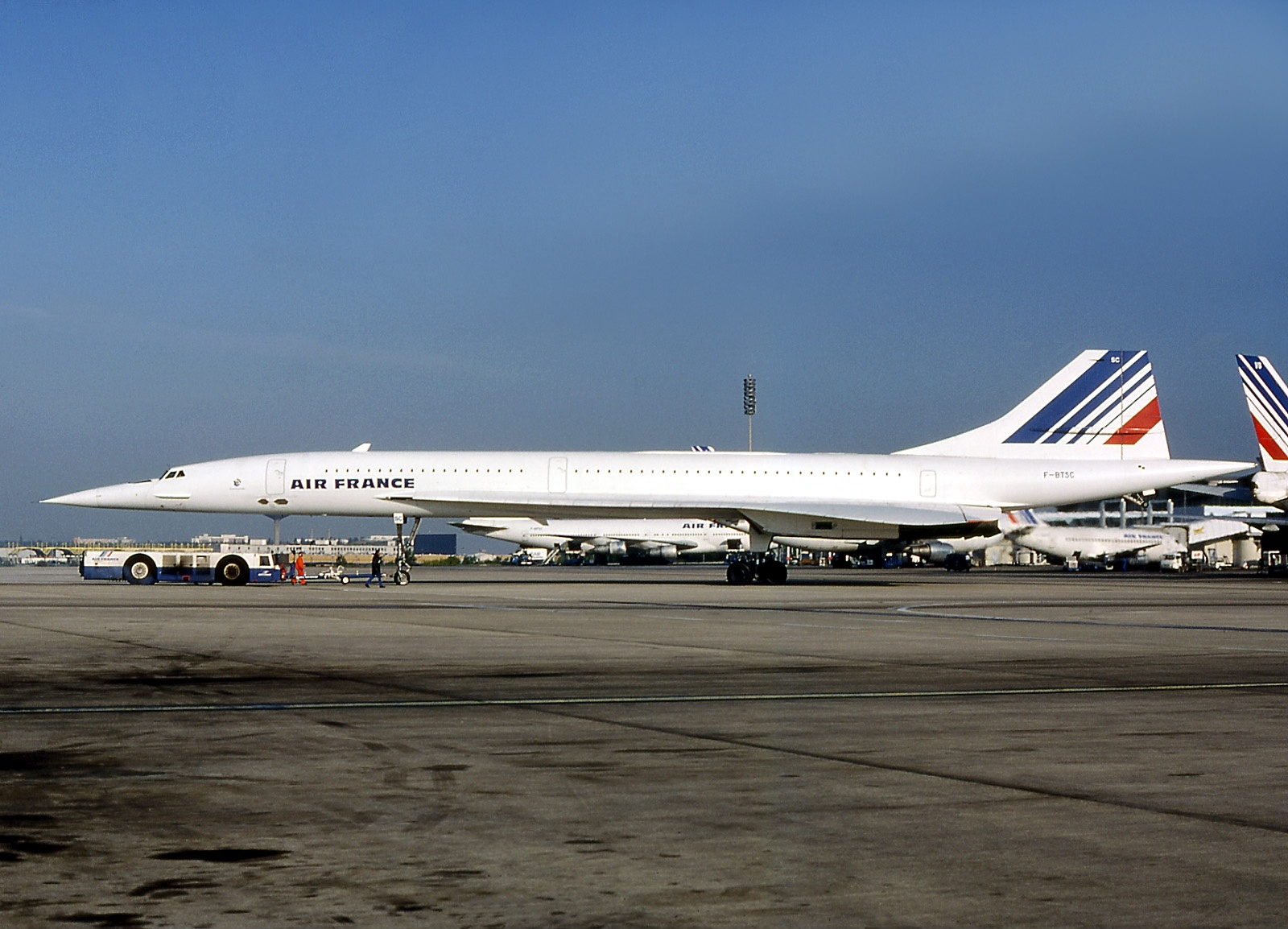
第7話「Concorde — Up In Flames」 コンコルド墜落事故当該機 コンコルド F-BTSC 1985年7月5日 シャルル・ド・ゴール空港

| 話数   | 日本語版タイトル                    | 原題                            | 取り扱われた事故                               | 事故機の所有会社                                             | 機種                                                    |
| ------ | ----------------------------------- | ------------------------------- | ---------------------------------------------- | ------------------------------------------------------------ | ------------------------------------------------------- |
| 第1話  | ブリティッシュミッドランド航空92便  | Total Engine Failure            | ブリティッシュミッドランド航空92便不時着事故   | ブリティッシュ・ミッドランド航空（現bmi）                    | ボーイング737-400                                       |
| 第2話  | ラウダ航空004便                     | Niki Lauda: Tragedy in the Air  | ラウダ航空004便墜落事故                        | ラウダ航空                                                   | ボーイング767-329ER                                     |
| 第3話  | ヴァリグ・ブラジル航空254便         | Vanishing Act                   | ヴァリグ・ブラジル航空254便墜落事故            | ヴァリグ・ブラジル航空（後にゴル航空に買収され事実上消滅）   | ボーイング737-241                                       |
| 第4話  | コパ航空201便                       | Sideswiped                      | コパ航空201便墜落事故                          | コパ航空                                                     | ボーイング737-204 アドバンス                            |
| 第5話  | フェデックス・エクスプレス80便      | Death At Narita                 | フェデラル・エクスプレス14便着陸失敗事故       | フェデラル・エクスプレス                                     | マクドネル・ダグラスMD-11F                              |
| 第5話  | フェデックス・エクスプレス80便      | Death At Narita                 | フェデックス・エクスプレス80便着陸失敗事故     | フェデックス・エクスプレス                                   | マクドネル・ダグラスMD-11F                              |
| 第6話  | ケネディ家の悲劇                    | The Death of JFK Jr.            | ジョン・F・ケネディ・ジュニア 自家用機墜落事故 | ジョン・F・ケネディ・ジュニア                                | パイパー PA-32R-301 サラトガ II                         |
| 第7話  | エールフランス4590便 コンコルド炎上 | Concorde — Up In Flames         | コンコルド墜落事故                             | エールフランス                                               | アエロスパシアル・BAe コンコルド                        |
| 第8話  | 政府チャーター機 暗殺疑惑           | Inner City Carnage              | 2008年メキシコ内務省チャーター機墜落事故       | メキシコ内務省（SEGOB）                                      | リアジェット45                                          |
| 第9話  | マンクス2 霧の7100便                | 3rd Time Unlucky                | マンクス2 7100便着陸失敗事故                   | （運航）マンクス2（現シティウィング） （保有）フライトライン | フェアチャイルド・スウェアリンジェン SA227-BC メトロIII |
| 第10話 | ファーストエア6560便                | Death In The Arctic             | ファーストエア6560便墜落事故                   | ファースト・エアー                                           | ボーイング737-210C                                      |
| 第11話 | （日本未放送）                      | What Happened to Malaysian 370? | マレーシア航空370便墜落事故                    | マレーシア航空                                               | ボーイング777-200ER                                     |

- 第1話「Total Engine Failure」
ブリティッシュ・ミッドランド航空92便不時着事故
- 第5話「Death At Narita」
FedEx80便着陸失敗事故当該機
MD-11F N526FE
2009年3月22日（事故前日）成田空港
- 第7話「Concorde — Up In Flames」
コンコルド墜落事故当該機
コンコルド F-BTSC
1985年7月5日 シャルル・ド・ゴール空港

### シーズン13
オリジナル版ではシーズン15。
オリジナル版放送日：2016年1月6日–2016年2月15日

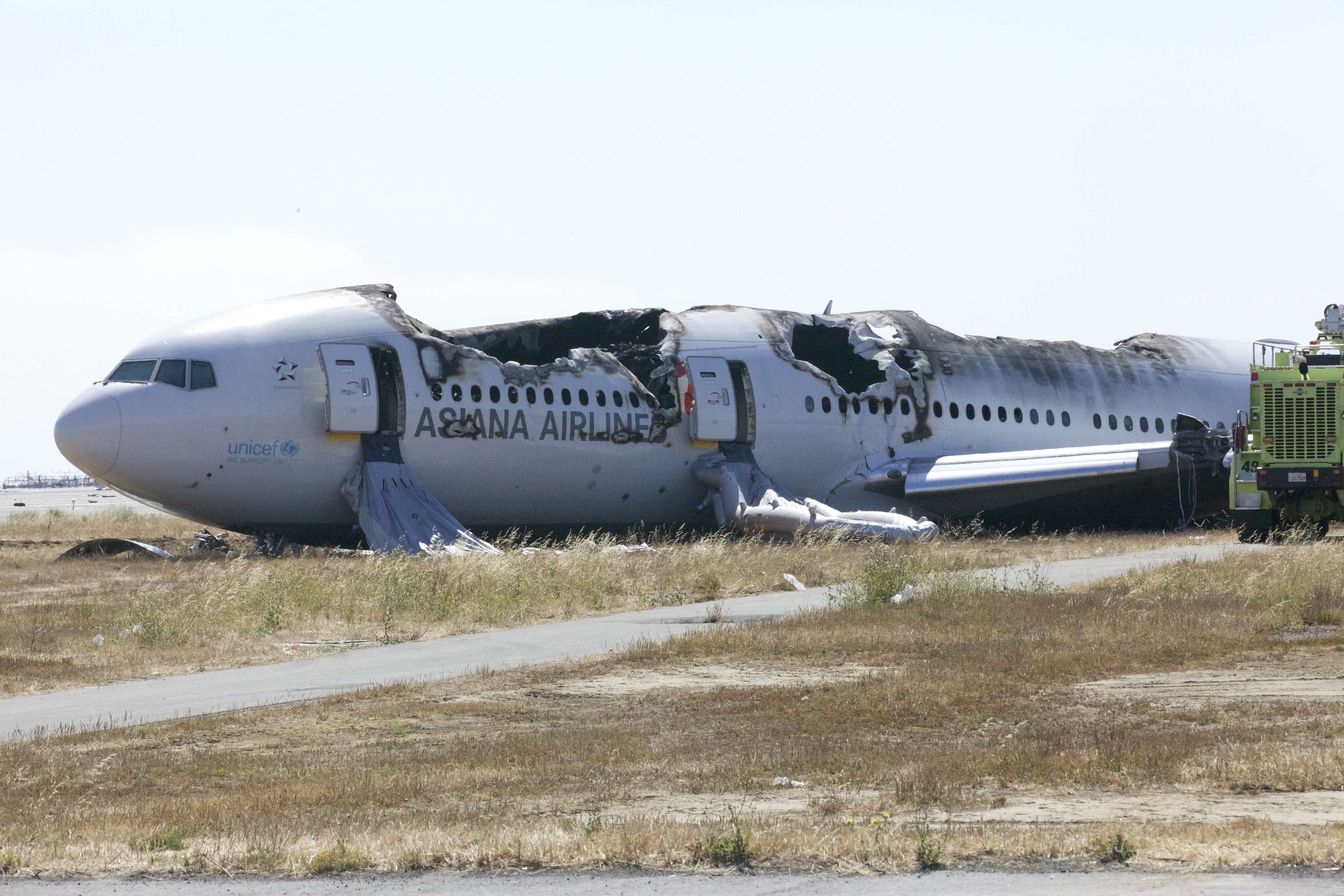
第2話「Terror in San Francisco」 アシアナ航空214便着陸失敗事故 2013年7月6日 サンフランシスコ国際空港
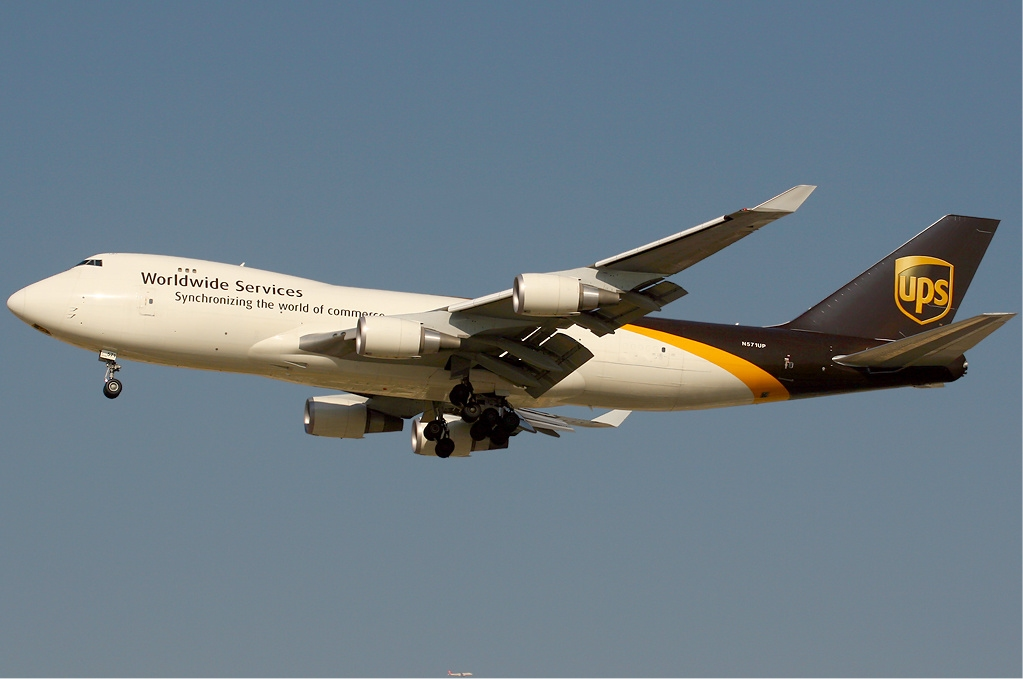
第4話「Fatal Delivery」 UPS6便墜落事故当該機 747-400F N571UP 2008年11月21日 ドバイ空港
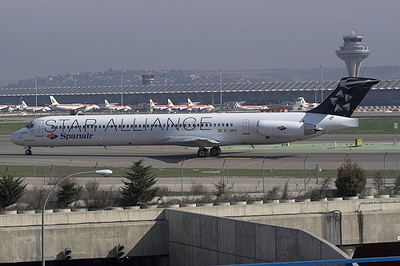
第7話「Deadly Delay」 スパンエアー5022便離陸失敗事故当該機

| 話数   | 日本語版タイトル                           | 原題                    | 取り扱われた事故                                    | 事故機の所有会社                                                  | 機種                              |
| ------ | ------------------------------------------ | ----------------------- | --------------------------------------------------- | ----------------------------------------------------------------- | --------------------------------- |
| 第1話  | ユナイテッドエクスプレス5925便             | Fatal Transmission      | ユナイテッド・エクスプレス5925便地上衝突事故        | ユナイテッド・エクスプレスとグレイトレイクス航空のコードシェア便  | ビーチクラフト1900C               |
| 第1話  | ユナイテッドエクスプレス5925便             | Fatal Transmission      | ユナイテッド・エクスプレス5925便地上衝突事故        | 個人所有機                                                        | ビーチクラフト65-A90 キング・エア |
| 第2話  | アシアナ航空214便                          | Terror in San Francisco | アシアナ航空214便着陸失敗事故                       | アシアナ航空                                                      | ボーイング777-28E/ER              |
| 第3話  | エル・アル航空1862便                       | High Rise Catastrophe   | エル・アル航空1862便墜落事故                        | エル・アル航空                                                    | ボーイング747-258F/SCD            |
| 第4話  | UPS航空6便                                 | Fatal Delivery          | UPS航空6便墜落事故                                  | UPS航空                                                           | ボーイング747-44AF/SCD            |
| 第5話  | 国連チャーター機 DC-6                      | Deadly Mission          | 1961年国連チャーター機墜落事故                      | トランスエア・スウェーデン                                        | ダグラスDC-6B                     |
| 第6話  | アトランティック・エアウェイズ670便        | Edge of Disaster        | アトランティック・エアウェイズ670便オーバーラン事故 | アトランティック・エアウェイズ                                    | BAe146-200A                       |
| 第7話  | スパンエア5022便                           | Deadly Delay            | スパンエアー5022便離陸失敗事故                      | スパンエアー                                                      | マクドネル・ダグラスMD-82         |
| 第8話  | ガルーダ・インドネシア航空200便            | Fatal Focus             | ガルーダ・インドネシア航空200便墜落事故             | ガルーダ・インドネシア航空                                        | ボーイング737-4B7                 |
| 第9話  | アトランティック・サウスイースト航空2311便 | Steep Impact            | アトランティック・サウスイースト航空2311便墜落事故  | アトランティック・サウスイースト航空（現 エクスプレス・ジェット） | エンブラエル EMB 120RT Brasilia   |
| 第10話 | TAM航空402便                               | Carnage in São Paulo    | TAM航空402便離陸失敗事故                            | TAM航空                                                           | フォッカー 100                    |

- 第2話「Terror in San Francisco」
アシアナ航空214便着陸失敗事故
2013年7月6日 サンフランシスコ国際空港
- 第4話「Fatal Delivery」
UPS6便墜落事故当該機
747-400F N571UP
2008年11月21日 ドバイ空港
- 第7話「Deadly Delay」
スパンエアー5022便離陸失敗事故当該機

### シーズン14
オリジナル版ではシーズン16。
オリジナル版放送日：2016年6月7日–2016年7月12日

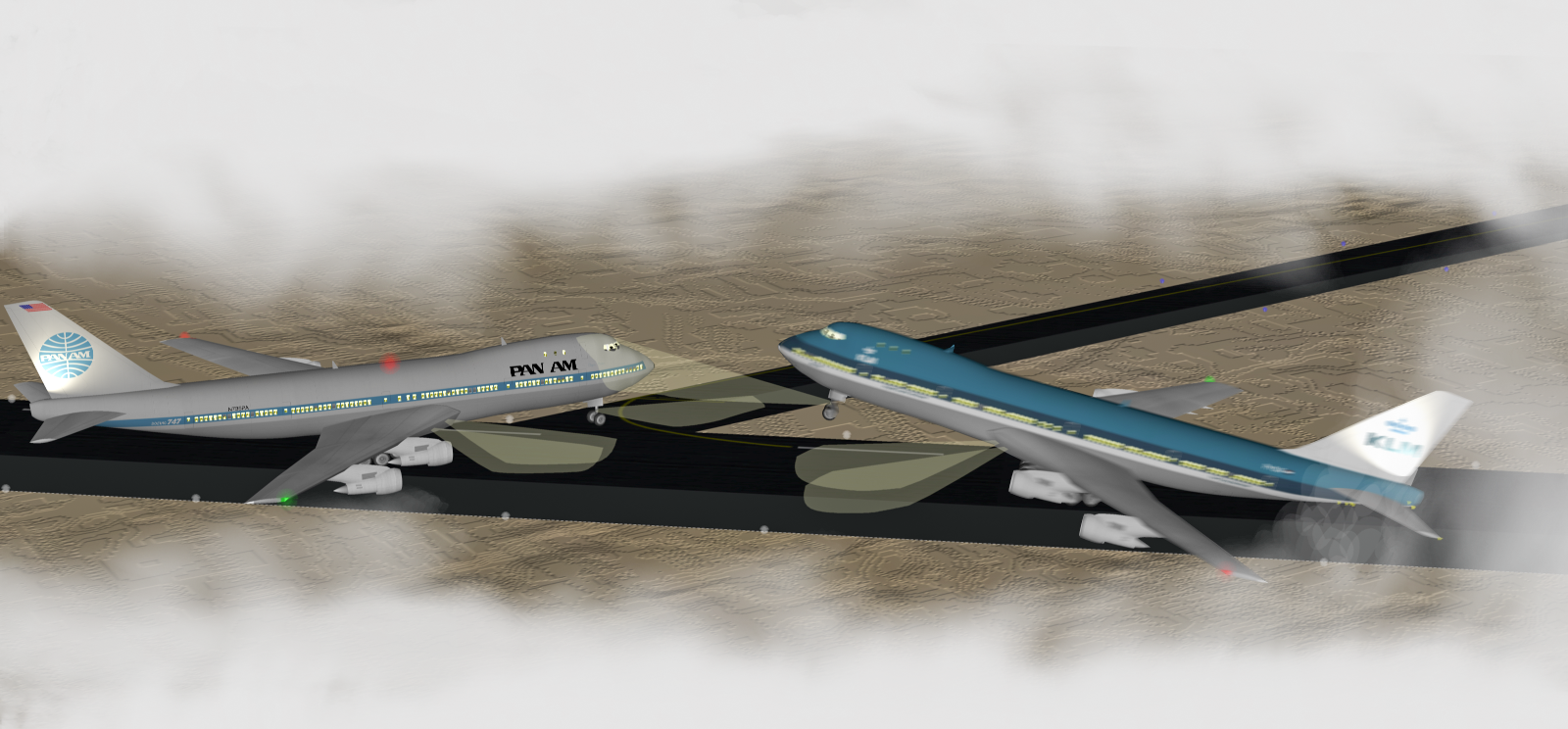
第3話「ボーイング747の衝突事故」 テネリフェ空港ジャンボ機衝突事故の衝突時のCG
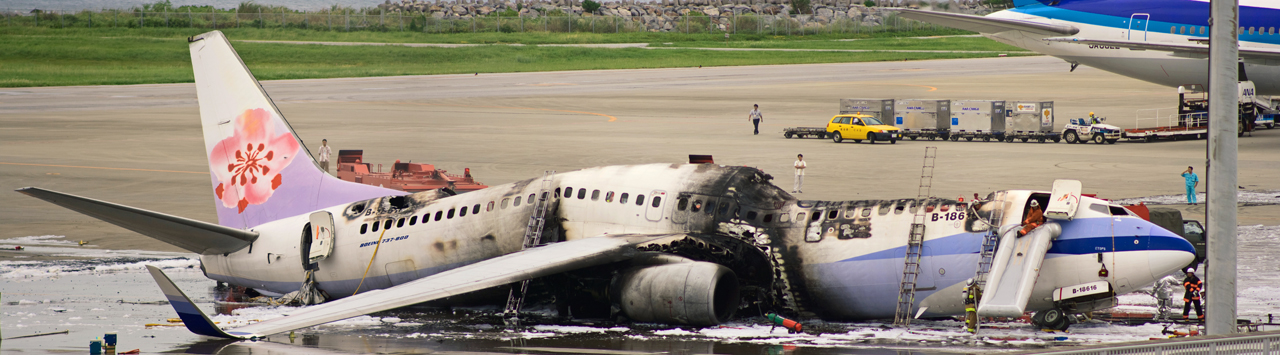
第4話「沖縄での炎上事故」 CI120便炎上事故 2007年8月20日 那覇空港
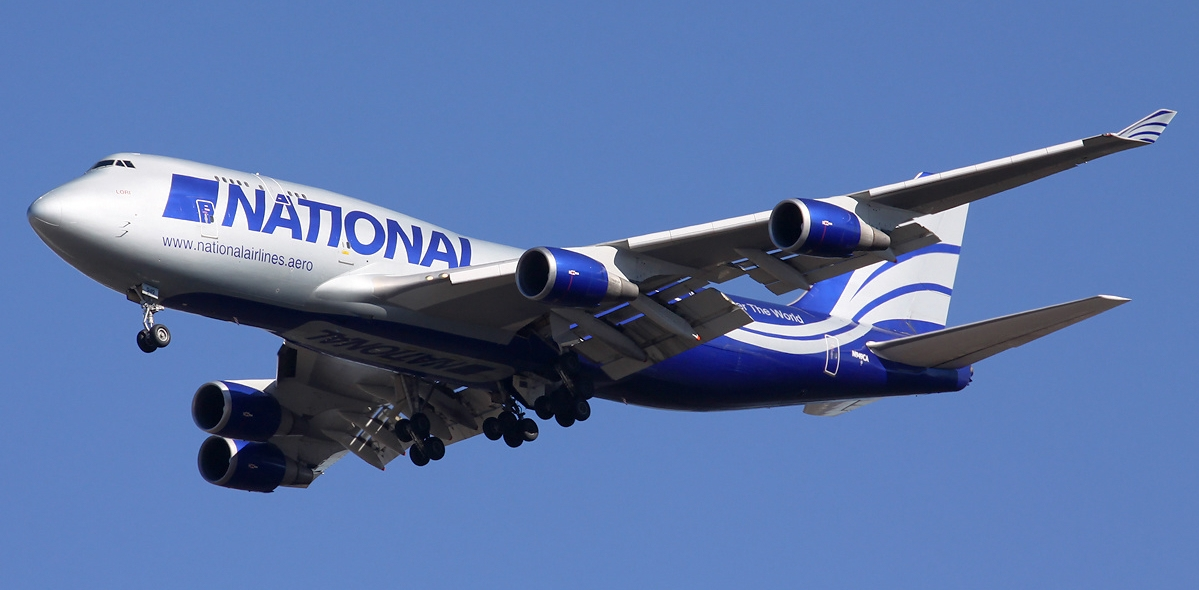
第10話「Afghan Nightmare」 ナショナル・エアラインズ102便墜落事故当該機 747-400BCF N949CA 2012年12月22日 アトランタ空港

| 話数   | 日本語版タイトル                   | 原題                      | 取り扱われた事故                          | 事故機の所有会社                                                   | 機種                               |
| ------ | ---------------------------------- | ------------------------- | ----------------------------------------- | ------------------------------------------------------------------ | ---------------------------------- |
| 第1話  | 自家用ジェットの悲劇               | Deadly Silence            | 1999年リアジェット35墜落事故              | サンジェット                                                       | リアジェット35                     |
| 第2話  | 9.11:ペンタゴンへの攻撃            | 9/11: The Pentagon Attack | アメリカン航空77便テロ事件                | アメリカン航空                                                     | ボーイング757-223                  |
| 第3話  | ボーイング747の衝突事故            | Disaster at Tenerife      | テネリフェ空港ジャンボ機衝突事故          | パンアメリカン航空                                                 | ボーイング747–121                  |
| 第3話  | ボーイング747の衝突事故            | Disaster at Tenerife      | テネリフェ空港ジャンボ機衝突事故          | KLMオランダ航空                                                    | ボーイング747-206B                 |
| 第4話  | 沖縄での炎上事故                   | Deadly Detail             | チャイナエアライン120便炎上事故           | チャイナエアライン                                                 | ボーイング737-800                  |
| 第5話  | プロテウス航空706便                | Deadly Detour             | プロテウス航空706便空中衝突事故           | プロテウス航空                                                     | ビーチクラフト1900D                |
| 第5話  | プロテウス航空706便                | Deadly Detour             | プロテウス航空706便空中衝突事故           | 個人所有機                                                         | セスナ 177RG                       |
| 第6話  | コンチネンタル・エクスプレス2286便 | Dangerous Approach        | トランス・コロラド航空2286便墜落事故      | トランス・コロラド航空（コンチネンタル・エクスプレス便として運航） | フェアチャイルドSA227-AC Metro III |
| 第7話  | ジャーマンウイングス9525便         | Murder in the Skies       | ジャーマンウイングス9525便墜落事故        | ジャーマンウイングス                                               | エアバスA320-211                   |
| 第8話  | ガルーダ・インドネシア航空421便    | River Runway              | ガルーダ・インドネシア航空421便不時着事故 | ガルーダ・インドネシア航空                                         | ボーイング737-3Q8                  |
| 第9話  | インドネシア・エアアジア8501便     | Deadly Solution           | インドネシア・エアアジア8501便墜落事故    | インドネシア・エアアジア                                           | エアバスA320-216                   |
| 第10話 | ナショナル・エアラインズ102便      | Afghan Nightmare          | ナショナル・エアラインズ102便墜落事故     | ナショナル・エアラインズ                                           | ボーイング747-428BCF               |

- 第3話「ボーイング747の衝突事故」
テネリフェ空港ジャンボ機衝突事故の衝突時のCG
- 第4話「沖縄での炎上事故」
CI120便炎上事故
2007年8月20日 那覇空港
- 第10話「Afghan Nightmare」
ナショナル・エアラインズ102便墜落事故当該機
747-400BCF N949CA
2012年12月22日 アトランタ空港

### シーズン15
オリジナル版ではシーズン17。
オリジナル版放送日：2017年2月20日–2017年10月2日

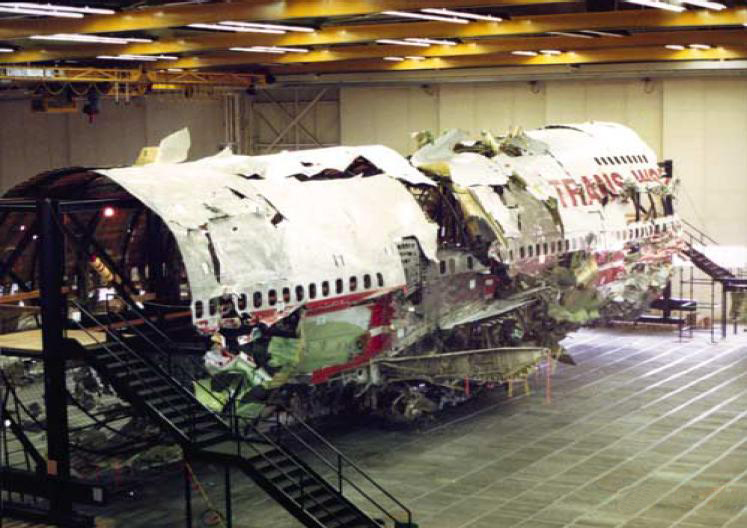
第4話「Explosive Proof」 TWA800便墜落事故 復元された機体の残骸
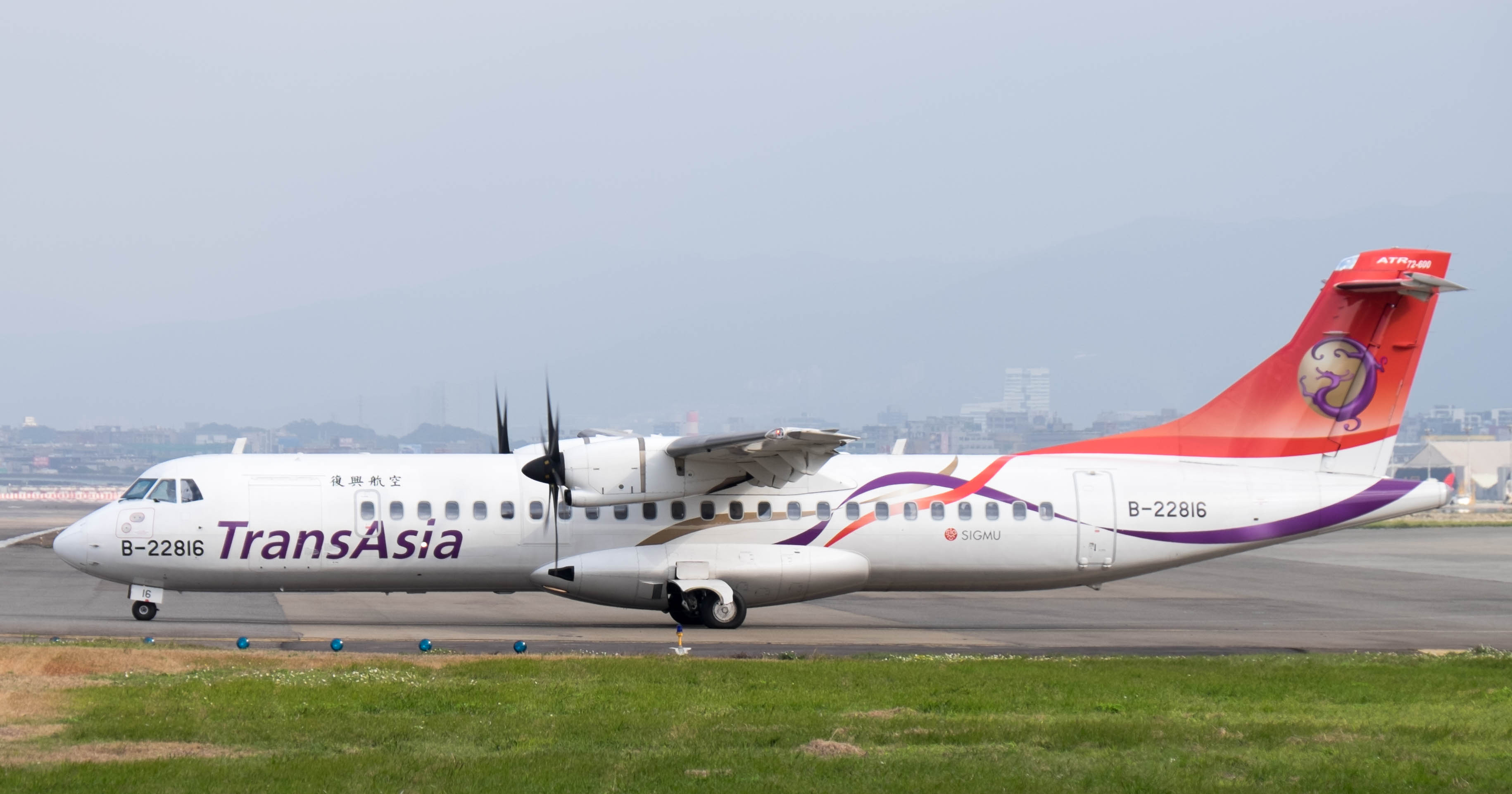
第7話「Caught on Tape」 トランスアジア航空235便墜落事故当該機 2015年1月
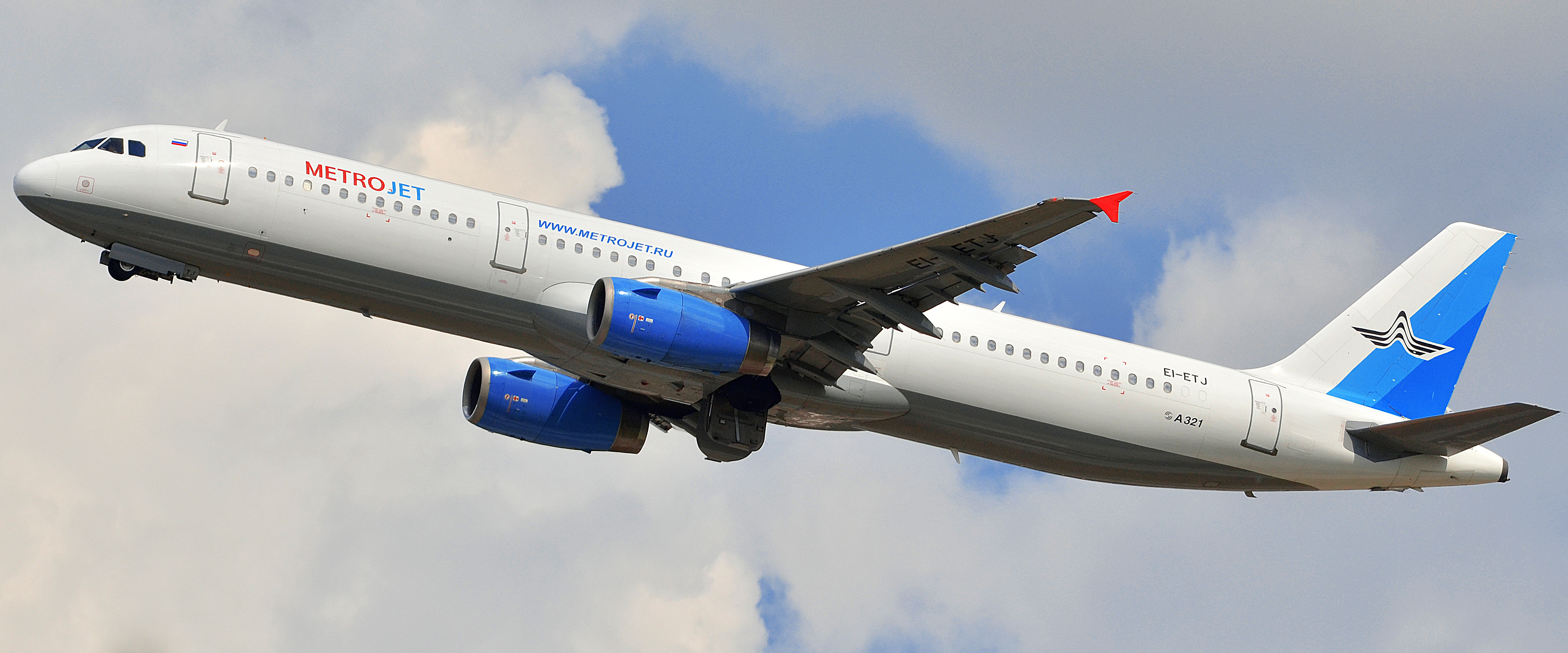
第8話「ロシア航空機 テロの悲劇」 メトロジェット9268便爆破事件当該機 2014年8月5日

| 話数   | 日本語版タイトル                 | 原題               | 取り扱われた事故                         | 事故機の所有会社                                                                               | 機種                                |
| ------ | -------------------------------- | ------------------ | ---------------------------------------- | ---------------------------------------------------------------------------------------------- | ----------------------------------- |
| 第1話  | ノースウエスト・エアリンク5719便 | Killer Attitude    | ノースウエスト・エアリンク5719便墜落事故 | エクスプレス・エアラインズII（ノースウエスト・エアリンク便として運航。現デルタ・コネクション） | ハンドレページ ジェットストリーム31 |
| 第2話  | コムエアー3272便                 | Deadly Myth        | コムエアー3272便墜落事故                 | コムエアー（デルタ・コネクション便として運航）                                                 | エンブラエル EMB 120 RT Brasilia    |
| 第3話  | 中国国際航空129便                | Turning Point      | 中国国際航空129便墜落事故                | 中国国際航空                                                                                   | ボーイング767-2J6ER                 |
| 第4話  | トランスワールド航空800便        | Explosive Proof    | トランス・ワールド航空800便墜落事故      | トランス・ワールド航空                                                                         | ボーイング747-131                   |
| 第5話  | ガルーダ・インドネシア航空152便  | Lethal Turn        | ガルーダ・インドネシア航空152便墜落事故  | ガルーダ・インドネシア航空                                                                     | エアバスA300B4-220                  |
| 第6話  | USエアー1016便                   | Storming Out       | USエアー1016便墜落事故                   | USエアー                                                                                       | マクドネル・ダグラスDC-9-31         |
| 第7話  | トランスアジア航空235便          | Caught on Tape     | トランスアジア航空235便墜落事故          | トランスアジア航空                                                                             | ATR72–600                           |
| 第8話  | ロシア航空機 テロの悲劇          | Terror over Egypt  | メトロジェット9268便爆破事件             | メトロジェット                                                                                 | エアバスA321-231                    |
| 第9話  | ラパ航空3142便                   | Deadly Discussions | LAPA 3142便離陸失敗事故                  | LAPA                                                                                           | ボーイング737-204C                  |
| 第10話 | タイ国際航空311便                | The Lost Plane     | タイ国際航空311便墜落事故                | タイ国際航空                                                                                   | エアバスA310-304                    |

- 第4話「Explosive Proof」
TWA800便墜落事故
復元された機体の残骸
- 第7話「Caught on Tape」
トランスアジア航空235便墜落事故当該機
2015年1月
- 第8話「ロシア航空機 テロの悲劇」
メトロジェット9268便爆破事件当該機
2014年8月5日

### シーズン16
オリジナル版ではシーズン18。
オリジナル版放送日：2018年2月13日–2018年7月4日

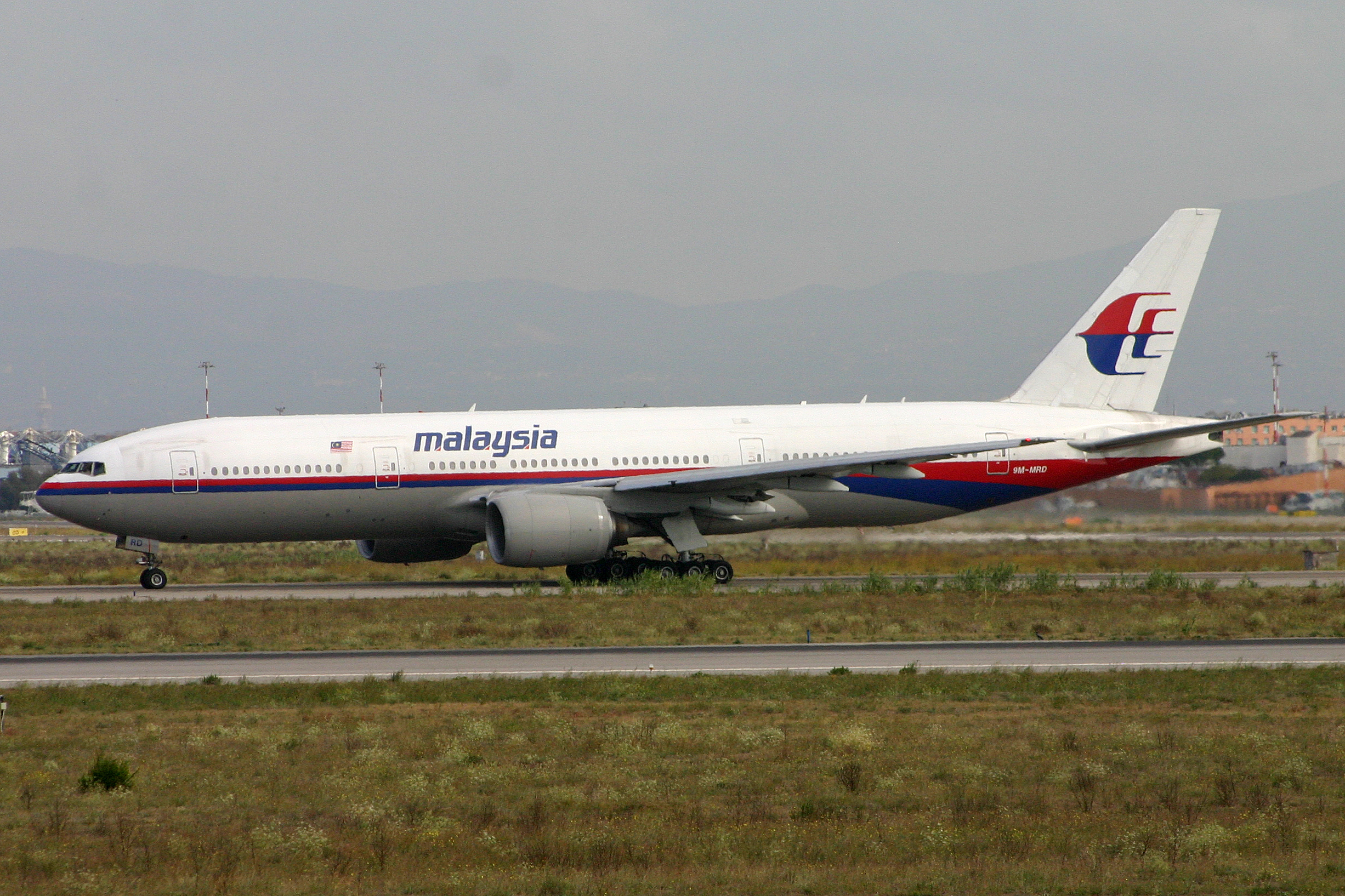
第4話「Deadly Airspace」 マレーシア航空17便撃墜事件当該機
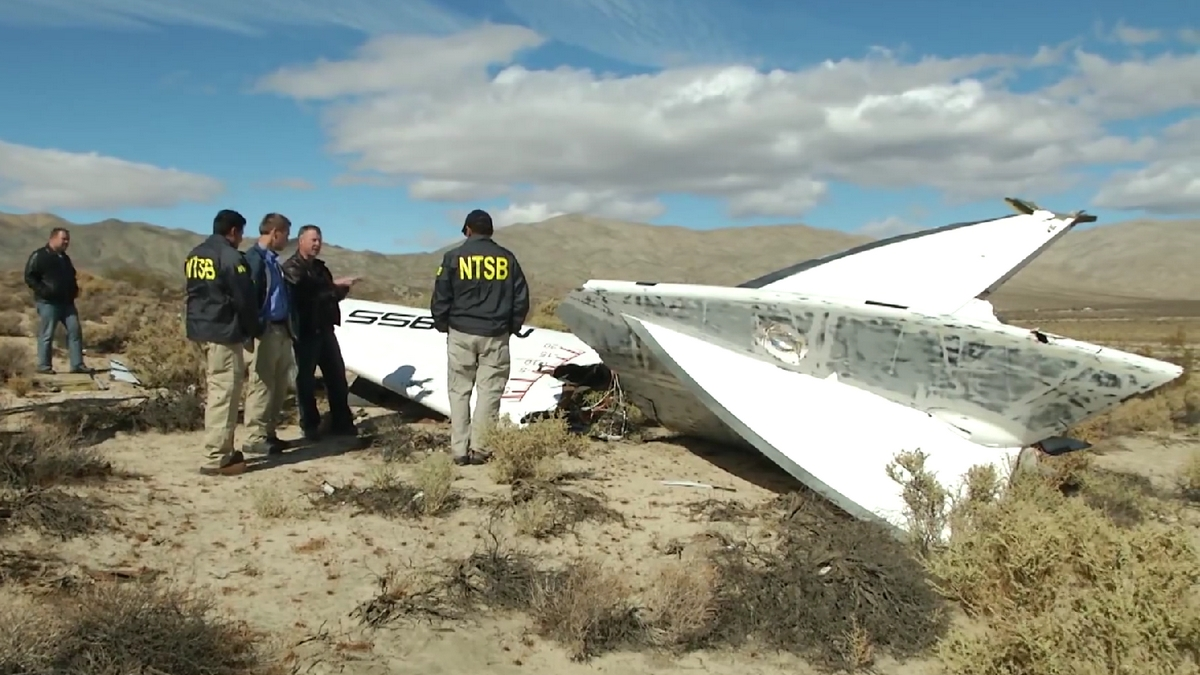
第6話「スペースシップ2」 VSSエンタープライズ墜落事故
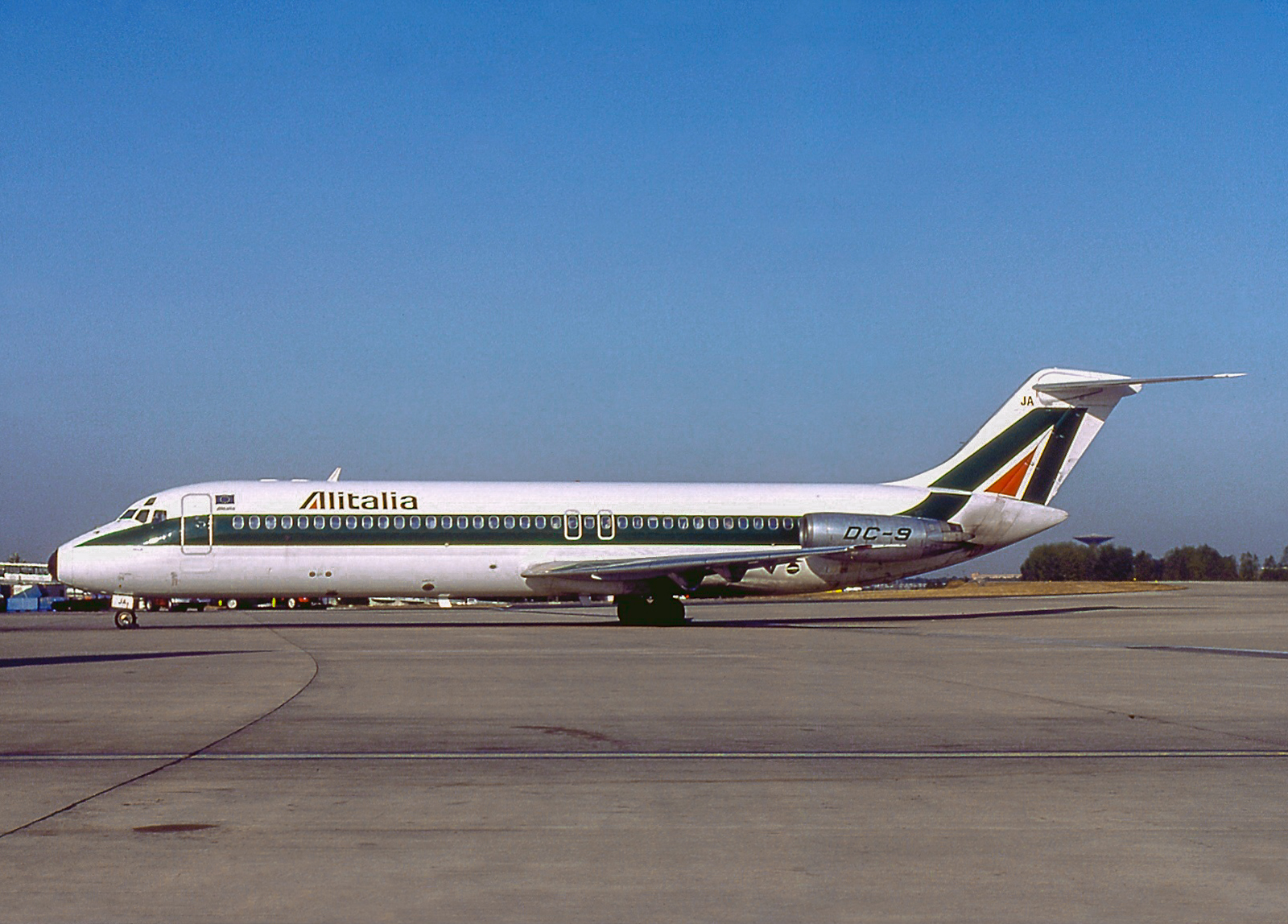
第8話「Deadly Inclination」 アリタリア航空404便墜落事故当該機

| 話数   | 日本語版タイトル              | 原題               | 取り扱われた事故                        | 事故機の所有会社                      | 機種                             |
| ------ | ----------------------------- | ------------------ | --------------------------------------- | ------------------------------------- | -------------------------------- |
| 第1話  | エメリー・ワールドワイド17便  | Nuts and Bolts     | エメリー・ワールドワイド17便墜落事故    | エメリー・ワールドワイド（現UPS航空） | ダグラス DC-8-71F                |
| 第2話  | トランスアジア航空222便       | Blown Away         | トランスアジア航空222便着陸失敗事故     | トランスアジア航空                    | ATR 72-500                       |
| 第3話  | デルタ航空1141便              | Deadly Distraction | デルタ航空1141便墜落事故                | デルタ航空                            | ボーイング727-232Adv             |
| 第4話  | マレーシア航空17便 撃墜事件   | Deadly Airspace    | マレーシア航空17便撃墜事件              | マレーシア航空                        | ボーイング777-2H6ER              |
| 第5話  | スホーイ・スーパージェット100 | Deadly Display     | スホーイ・スーパージェット100の墜落事故 | スホーイ                              | スホーイ・スーパージェット100-95 |
| 第6話  | スペースシップ2               | Deadly Mission     | VSSエンタープライズ墜落事故             | ヴァージン・ギャラクティック          | スペースシップツー               |
| 第7話  | カンタス航空72便              | Free Fall          | カンタス航空72便急降下事故              | カンタス航空                          | エアバスA330-303                 |
| 第8話  | アリタリア航空404便           | Deadly Inclination | アリタリア航空404便墜落事故             | アリタリア航空                        | ダグラス DC-9-32                 |
| 第9話  | 名古屋空港の悲劇              | Deadly Go Round    | 中華航空140便墜落事故                   | 中華航空（現チャイナエアライン）      | エアバスA300B4-622R              |
| 第10話 | コンチネンタル航空1713便      | Dead Of Winter     | コンチネンタル航空1713便離陸失敗事故    | コンチネンタル航空                    | ダグラス DC-9-14                 |

- 第4話「Deadly Airspace」
マレーシア航空17便撃墜事件当該機
- 第6話「スペースシップ2」
VSSエンタープライズ墜落事故
- 第8話「Deadly Inclination」
アリタリア航空404便墜落事故当該機

### シーズン17
オリジナル版ではシーズン19。
オリジナル版放送日：2019年1月2日–2019年3月6日

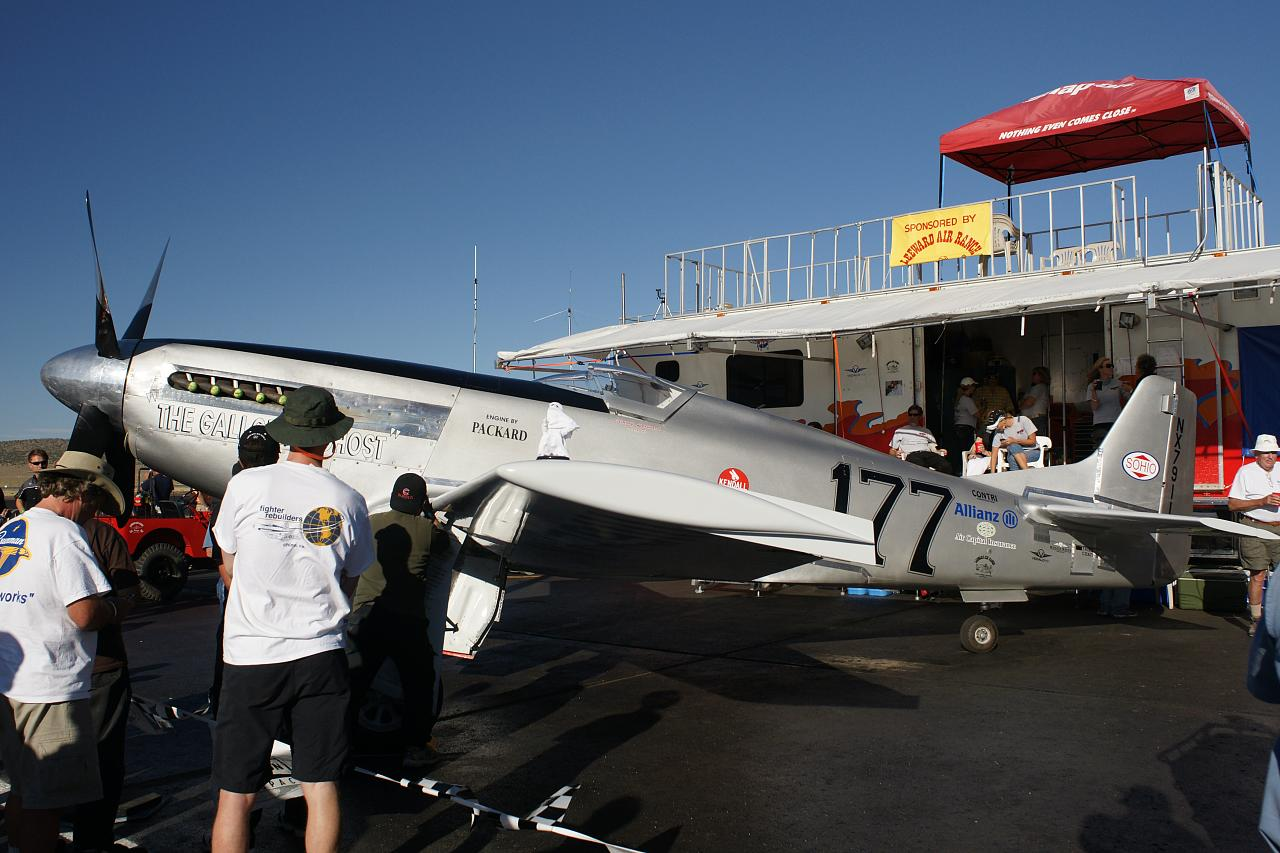
第2話「ギャロッピング・ゴースト」 2011年リノ・エアレース墜落事故当該機
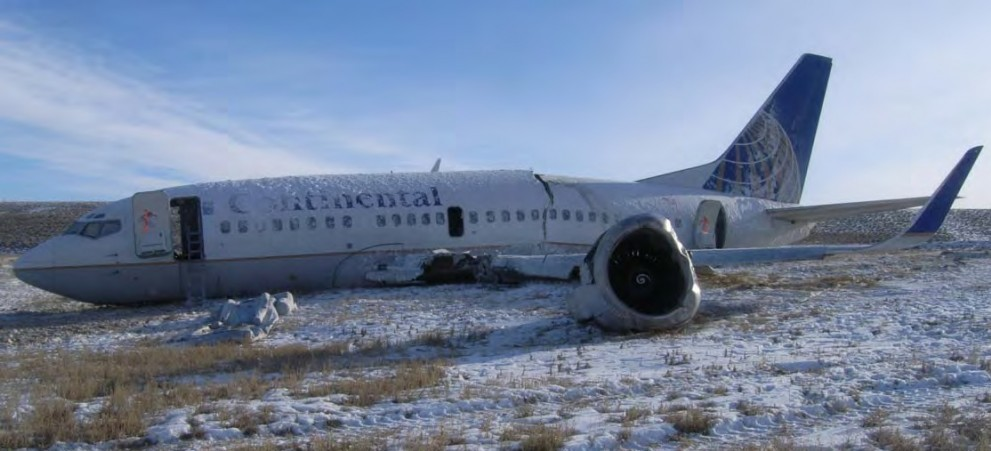
第7話「Runway Runoff」 コンチネンタル航空1404便離陸失敗事故
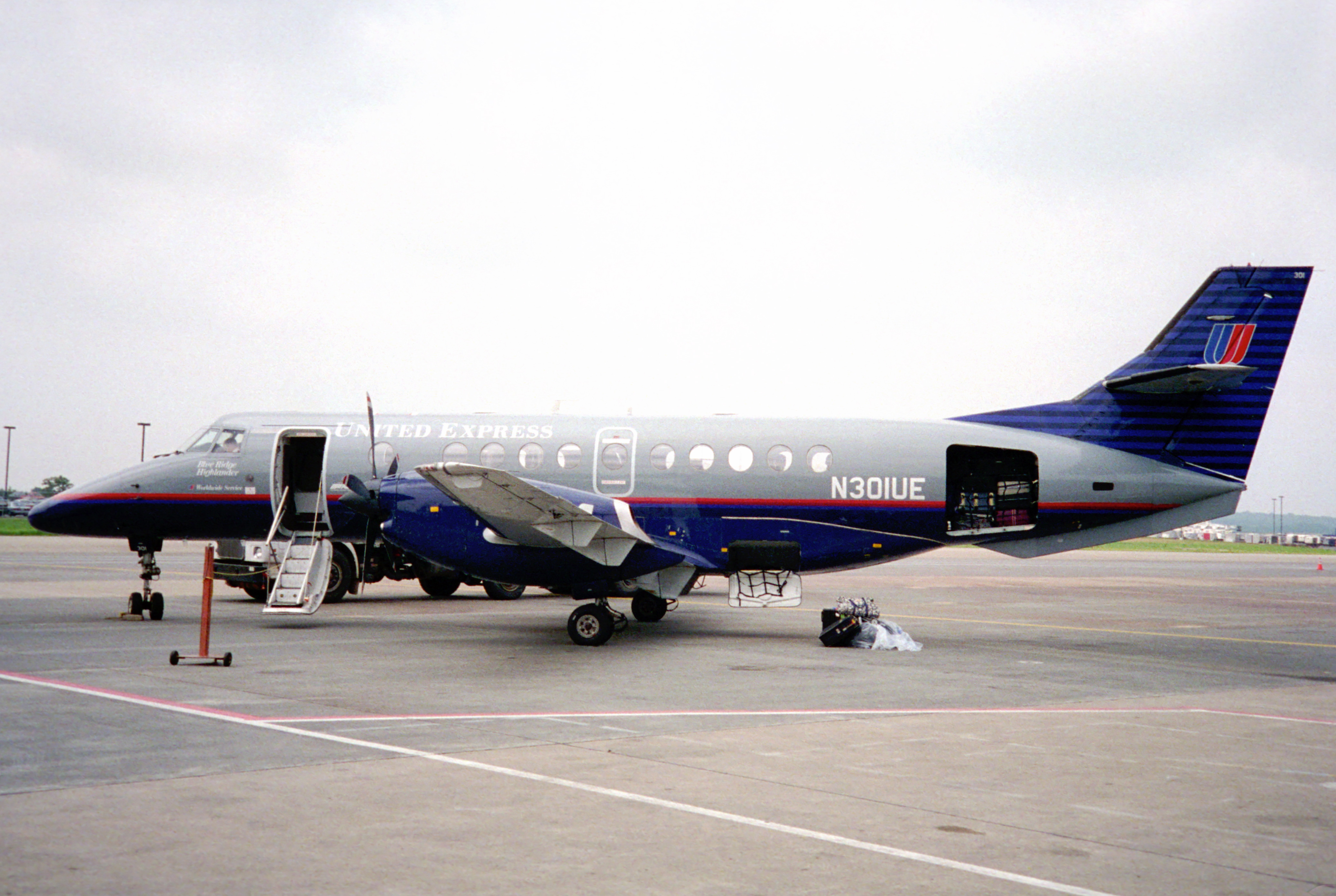
第10話「スラム・ダンク」 同型機のユナイテッド・エクスプレス ジェットストリーム41

| 話数   | 日本語版タイトル                 | 原題                         | 取り扱われた事故                                | 事故機の所有会社                                                         | 機種                              |
| ------ | -------------------------------- | ---------------------------- | ----------------------------------------------- | ------------------------------------------------------------------------ | --------------------------------- |
| 第1話  | キャセイパシフィック航空780便    | Deadly Descent               | キャセイパシフィック航空780便事故               | キャセイパシフィック航空                                                 | エアバスA330-342                  |
| 第2話  | ギャロッピング・ゴースト         | Death Race                   | 2011年リノ・エアレース墜落事故                  | ジミー・リーワード                                                       | ノースアメリカン P-51D マスタング |
| 第3話  | KLMシティホッパー433便           | Fatal Approach               | KLMシティホッパー433便墜落事故                  | KLMシティホッパー                                                        | サーブ 340B                       |
| 第4話  | AIA808便                         | Borderline Tactics           | アメリカン・インターナショナル航空808便墜落事故 | アメリカン・インターナショナル航空（現カリッタ航空）                     | ダグラス DC-8-61F                 |
| 第5話  | ファイン航空101便                | Deadly Pitch                 | ファイン航空101便墜落事故                       | ファイン航空                                                             | ダグラス DC-8-61F                 |
| 第6話  | タロム航空371便                  | Fatal Climb                  | タロム航空371便墜落事故                         | タロム航空                                                               | エアバスA310-324                  |
| 第7話  | コンチネンタル航空1404便         | Runway Runoff （滑走路逸脱） | コンチネンタル航空1404便離陸失敗事故            | コンチネンタル航空                                                       | ボーイング737-524                 |
| 第8話  | アエロフロート・ノルド821便      | Lethal Limits                | アエロフロート821便墜落事故                     | アエロフロート・ノルド（現ノルダヴィア）                                 | ボーイング737-505                 |
| 第9話  | ラミア航空2933便                 | Football Tragedy             | ラミア航空2933便墜落事故                        | ラミア航空                                                               | アブロ RJ85                       |
| 第10話 | ユナイテッド・エクスプレス6291便 | Slam Dunk                    | ユナイテッド・エクスプレス6291便墜落事故        | アトランティック・コースト航空（ユナイテッド・エクスプレス便として運航） | BAe ジェットストリーム 41         |

- 第2話「ギャロッピング・ゴースト」
2011年リノ・エアレース墜落事故当該機
- 第7話「Runway Runoff」
コンチネンタル航空1404便離陸失敗事故
- 第10話「スラム・ダンク」
同型機のユナイテッド・エクスプレス ジェットストリーム41

### シーズン18
オリジナル版ではシーズン20。
オリジナル版放送日：2020年1月9日–2020年3月12日

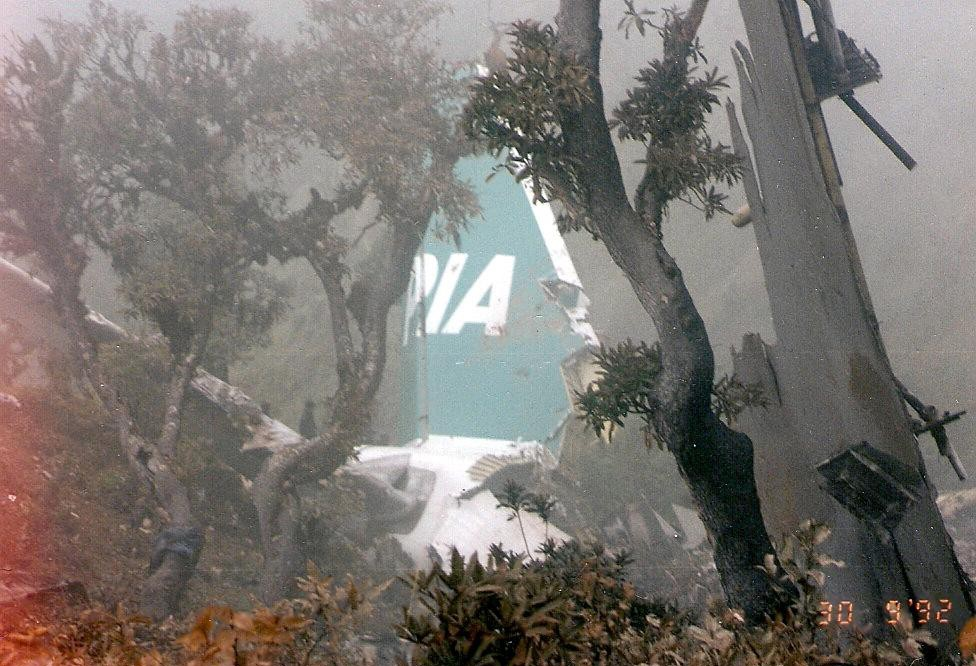
第1話「Kathmandu Decent」 パキスタン国際航空268便墜落事故
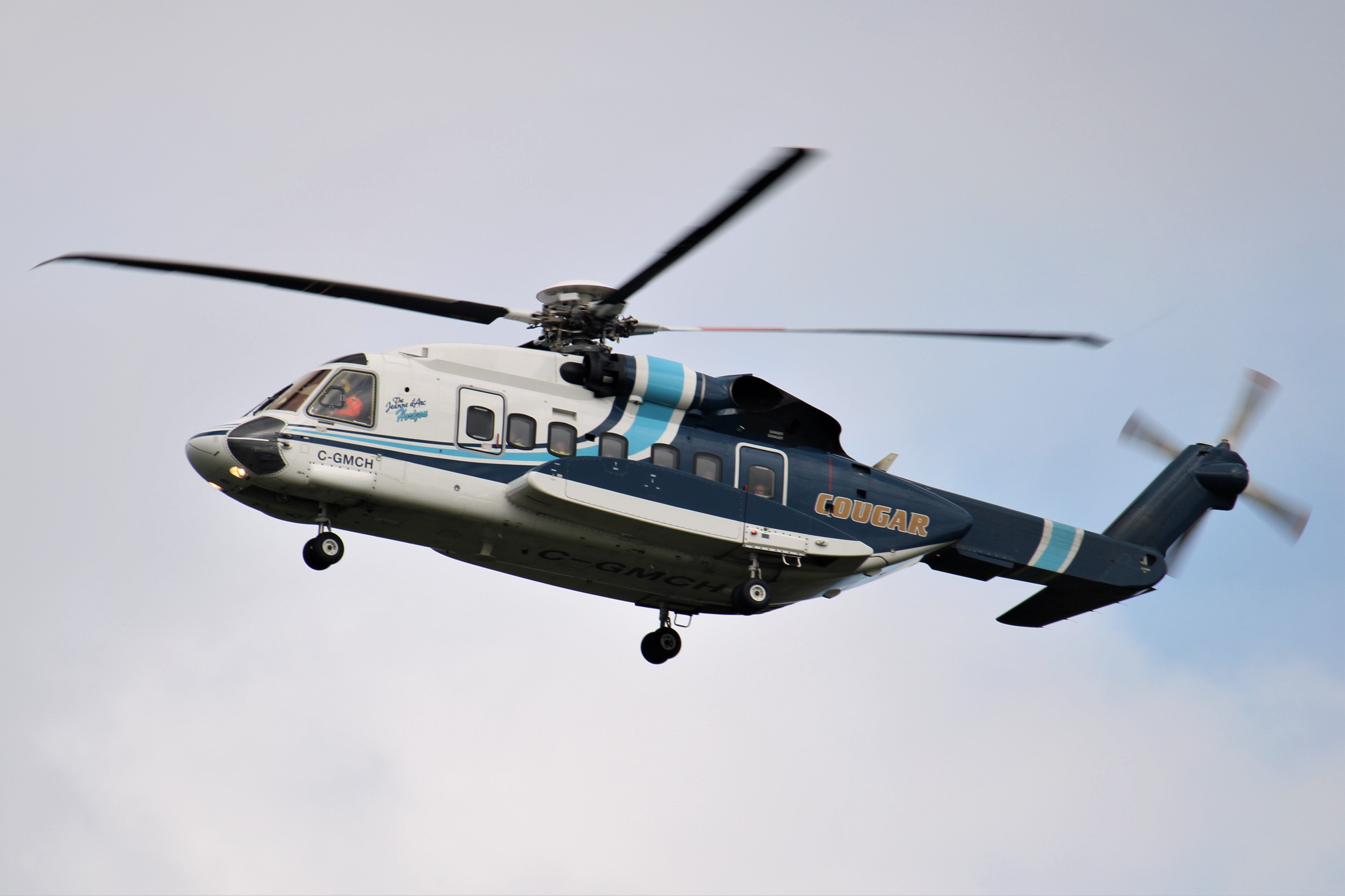
第7話「Atlantic Ditching」 同型機のシコルスキー S-92
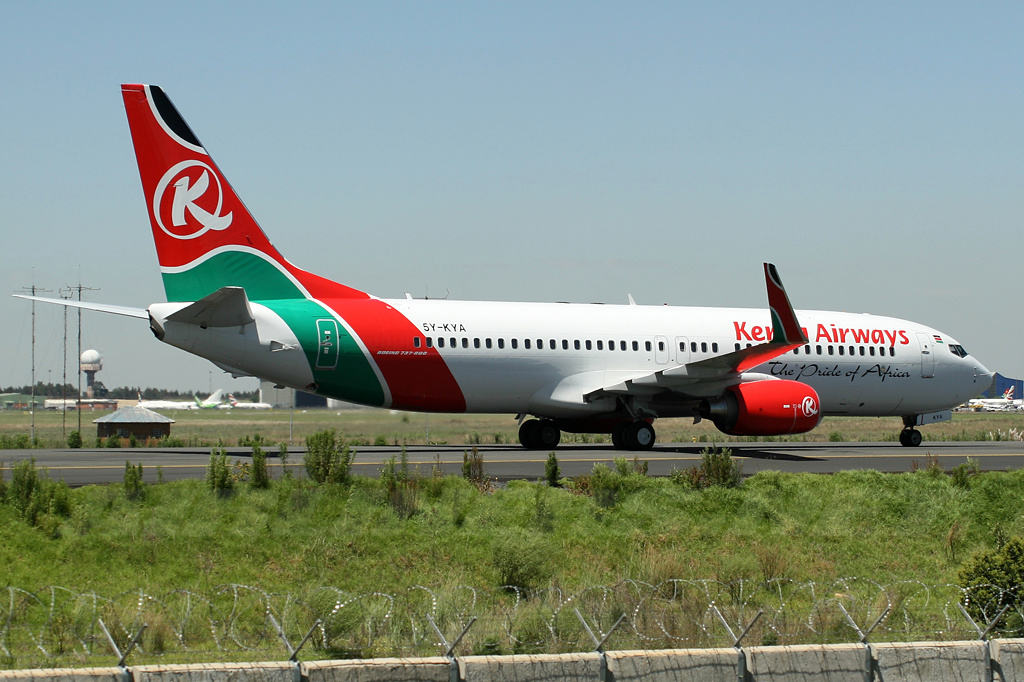
第10話「Stormy Cockpit」 ケニア航空507便墜落事故当該機

| 話数   | 日本語版タイトル                                 | 原題                | 取り扱われた事故                          | 事故機の所有会社             | 機種                          |
| ------ | ------------------------------------------------ | ------------------- | ----------------------------------------- | ---------------------------- | ----------------------------- |
| 第1話  | パキスタン国際航空268便                          | Kathmandu Decent    | パキスタン国際航空268便墜落事故           | パキスタン国際航空           | エアバスA300B4-203            |
| 第2話  | ウエスト・エア・スウェーデン294便                | Impossible Pitch    | ウエスト・エア・スウェーデン294便墜落事故 | ウエスト・エア・スウェーデン | ボンバルディア CRJ200PF       |
| 第3話  | ユニー航空873便                                  | Explosive Touchdown | ユニー航空873便火災事故                   | ユニー航空                   | マクドネル・ダグラス MD-90-30 |
| 第4話  | ノースウエスト航空1482便/ノースウエスト航空299便 | Taxiway Turmoil     | デトロイト空港衝突事故                    | ノースウエスト航空           | マクドネル・ダグラス DC-9-14  |
| 第4話  | ノースウエスト航空1482便/ノースウエスト航空299便 | Taxiway Turmoil     | デトロイト空港衝突事故                    | ノースウエスト航空           | ボーイング 727-251Adv         |
| 第5話  | アイレス航空8250便                               | Runway Breakup      | アイレス航空8250便着陸失敗事故            | アイレス航空                 | ボーイング737-73V             |
| 第6話  | SOL航空5428便                                    | Icy Descent         | SOL航空5428便墜落事故                     | SOL航空                      | サーブ 340A                   |
| 第7話  | クーガー・ヘリコプター91便                       | Atlantic Ditching   | クーガー・ヘリコプターズ91便墜落事故      | クーガー・ヘリコプターズ     | シコルスキー S-92             |
| 第8話  | トリガナ航空267便                                | No Warning          | トリガナ航空267便墜落事故                 | トリガナ航空                 | ATR 42-300                    |
| 第9話  | LAMモザンビーク航空470便                         | Cockpit Killer      | LAMモザンビーク航空470便墜落事故          | LAMモザンビーク航空          | エンブラエル ERJ-190          |
| 第10話 | ケニア航空507便                                  | Stormy Cockpit      | ケニア航空507便墜落事故                   | ケニア航空                   | ボーイング737-8AL             |

- 第1話「Kathmandu Decent」
パキスタン国際航空268便墜落事故
- 第7話「Atlantic Ditching」
同型機のシコルスキー S-92
- 第10話「Stormy Cockpit」
ケニア航空507便墜落事故当該機

### シーズン19
オリジナル版ではシーズン21。
オリジナル版放送日：2021年4月4日–2021年6月6日

第2話「Playing Catch Up」 エグゼクフライト1526便墜落事故当該機
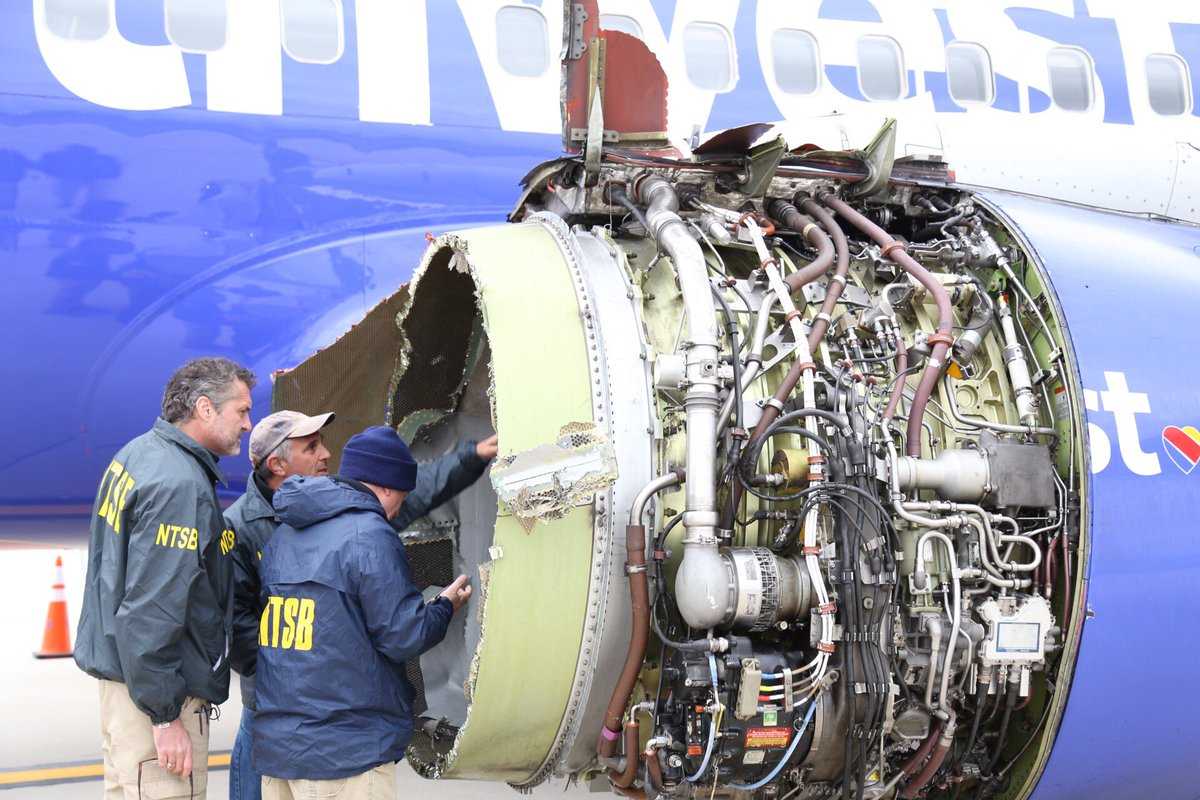
第5話「Cabin Catastrophe」 サウスウエスト航空1380便エンジン爆発事故
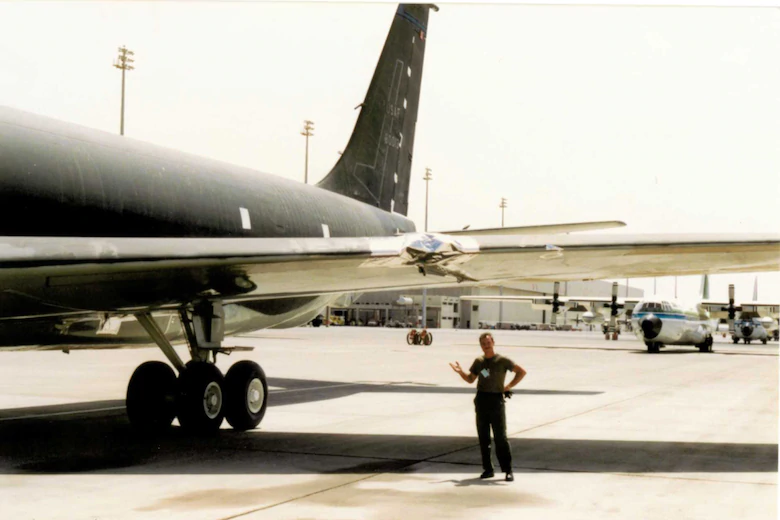
第7話「Mission Disaster」 1991年米空軍KC-135エンジン脱落事故

| 話数   | 日本語版タイトル                      | 原題                    | 取り扱われた事故                              | 事故機の所有会社                 | 機種                                                   |
| ------ | ------------------------------------- | ----------------------- | --------------------------------------------- | -------------------------------- | ------------------------------------------------------ |
| 第1話  | ローガンエアー6780便                  | North Sea Nightmare     | ローガンエアー6780便事故                      | ローガンエアー                   | サーブ 2000                                            |
| 第2話  | エグゼクフライト1526便                | Playing Catch Up        | エグゼクフライト1526便墜落事故                | エグゼクフライト                 | ブリティッシュ・エアロスペース BAe-125-700A            |
| 第3話  | コムエアー5191便                      | Tragic Takeoff          | コムエアー5191便離陸失敗事故                  | コムエアー                       | ボンバルディア CRJ-100ER                               |
| 第4話  | ライオン・エア610便                   | Grounded: Boeing Max 8  | ライオン・エア610便墜落事故                   | ライオン・エア                   | ボーイング 737 MAX 8                                   |
| 第5話  | サウスウエスト航空1380便              | Cabin Catastrophe       | サウスウエスト航空1380便エンジン爆発事故      | サウスウエスト航空               | ボーイング 737-7H4                                     |
| 第6話  | USバングラ航空211便                   | Meltdown Over Kathmandu | USバングラ航空211便着陸失敗事故               | USバングラ航空                   | ボンバルディア DHC-8-Q402                              |
| 第7話  | アメリカ空軍KC-135                    | Mission Disaster        | 1991年アメリカ空軍KC-135エンジン脱落事故      | アメリカ空軍                     | ボーイング KC-135E                                     |
| 第8話  | アンセット・ニュージーランド航空703便 | Caught in a Jam         | アンセット・ニュージーランド航空703便墜落事故 | アンセット・ニュージーランド航空 | デ・ハビランド・カナダ DHC-8-102                       |
| 第9話  | プロップエア420便                     | Seconds From Touchdown  | プロップエア420便墜落事故                     | プロップエア                     | フェアチャイルド スウェアリンジェン SA226-TC メトロ II |
| 第10話 | UPS航空1354便                         | Deadly Delivery         | UPS航空1354便墜落事故                         | UPS航空                          | エアバスA300F4-622R                                    |

- 第2話「Playing Catch Up」
エグゼクフライト1526便墜落事故当該機
- 第5話「Cabin Catastrophe」
サウスウエスト航空1380便エンジン爆発事故
- 第7話「Mission Disaster」
1991年米空軍KC-135エンジン脱落事故

### シーズン20
オリジナル版ではシーズン22。
オリジナル版放送日：2022年1月3日–2022年2月12日

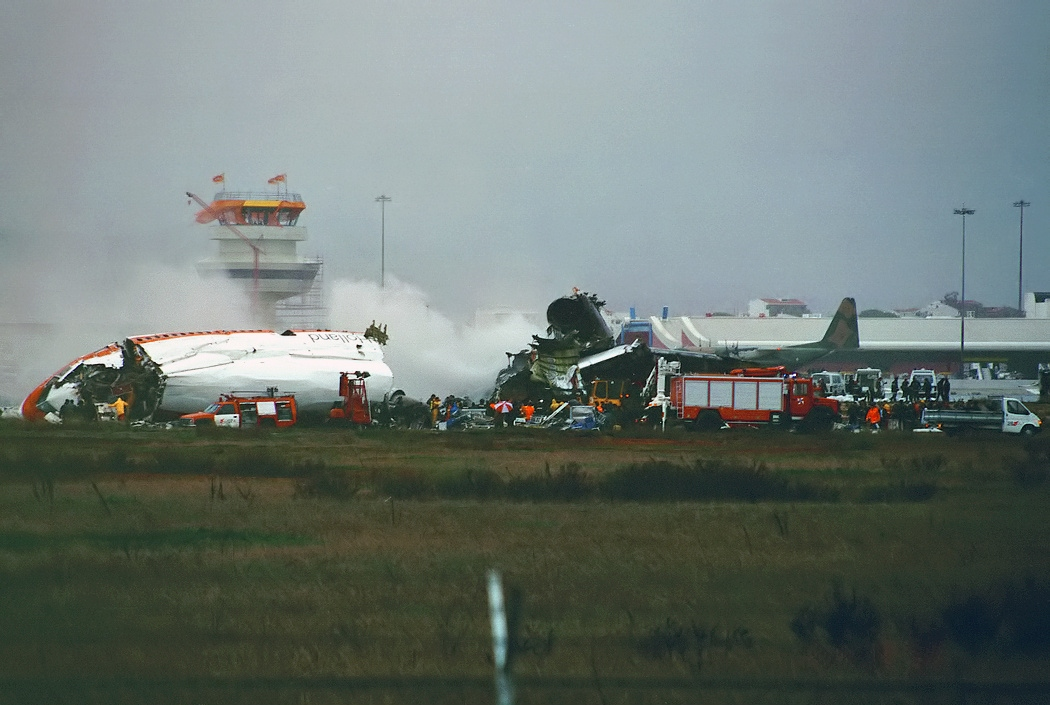
第2話「Peril over Portugal」 マーティンエアー495便着陸失敗事故
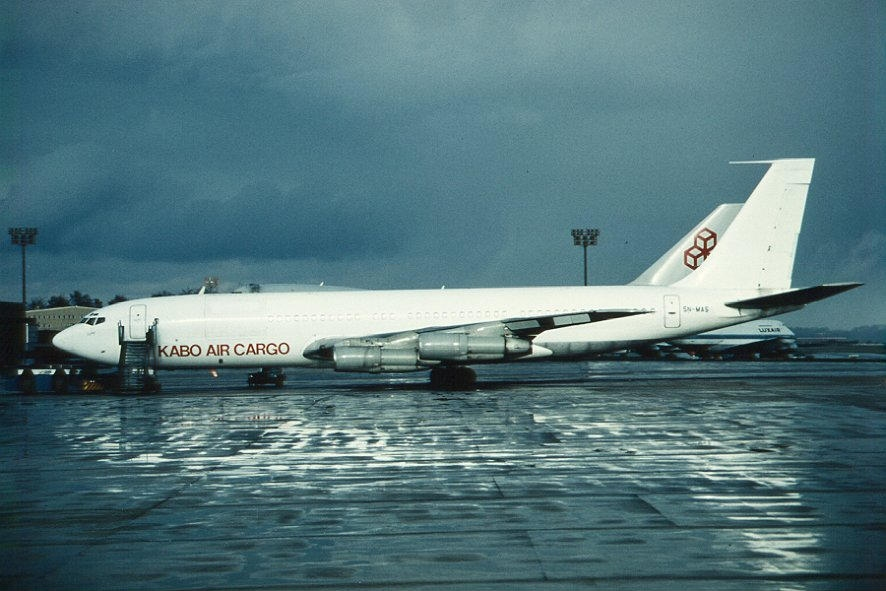
第4話「Double Trouble」 トランスエア・サービス671便エンジン脱落事故当該機
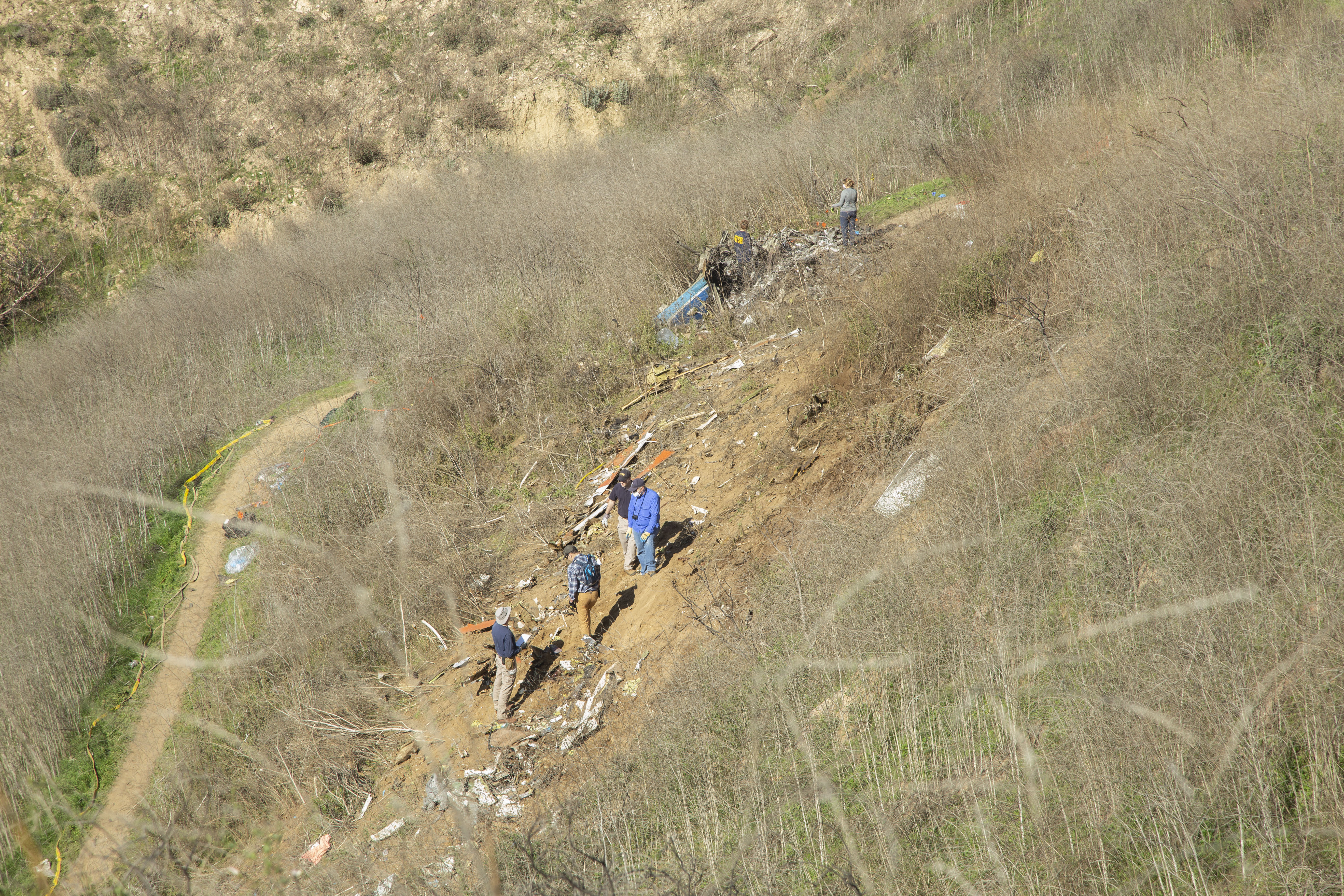
第10話「Loss of a Legend」 2020年カラバサスヘリコプター墜落事故

| 話数   | 日本語版タイトル                | 原題                 | 取り扱われた事故                            | 事故機の所有会社         | 機種                                |
| ------ | ------------------------------- | -------------------- | ------------------------------------------- | ------------------------ | ----------------------------------- |
| 第1話  | フライドバイ981便               | Holding Pattern      | フライドバイ981便墜落事故                   | フライドバイ             | ボーイング 737-8KN                  |
| 第2話  | マーティンエアー495便           | Peril over Portugal  | マーティンエアー495便着陸失敗事故           | マーティンエアー         | マクドネル・ダグラス DC-10-30CF     |
| 第3話  | ノースロップ・グラマンB2        | Stealth Bomber Down  | 2008年アンダーセン空軍基地B-2墜落事故       | アメリカ空軍             | ノースロップ・グラマン B-2          |
| 第4話  | トランスエア・サービス671便     | Double Trouble       | トランスエア・サービス671便エンジン脱落事故 | トランスエア・サービス   | ボーイング707-321C                  |
| 第5話  | アラスカ航空261便               | Pacific Plunge       | アラスカ航空261便墜落事故                   | アラスカ航空             | マクドネル・ダグラスMD-83           |
| 第6話  | トランス・ワールド航空841便     | Terror over Michigan | トランス・ワールド航空841便急降下事故       | トランス・ワールド航空   | ボーイング727-31                    |
| 第7話  | アメリカン航空1572便            | Tree Strike Terror   | アメリカン航空1572便着陸失敗事故            | アメリカン航空           | マクドネル・ダグラス MD-83          |
| 第8話  | エア・イリノイ710便             | Pitch Black          | エア・イリノイ710便墜落事故                 | エア・イリノイ           | ホーカー・シドレー HS-748 series 2A |
| 第9話  | アメリカン・イーグル航空3379便  | Turboprop Terror     | フラッグシップ航空3379便墜落事故            | フラッグシップ航空       | BAe ジェットストリーム32            |
| 第10話 | カラバサス ヘリコプター墜落事故 | Loss of a Legend     | 2020年カラバサスヘリコプター墜落事故        | アイランド・エクスプレス | シコルスキー S-76B                  |

- 第2話「Peril over Portugal」
マーティンエアー495便着陸失敗事故
- 第4話「Double Trouble」
トランスエア・サービス671便エンジン脱落事故当該機
- 第10話「Loss of a Legend」
2020年カラバサスヘリコプター墜落事故

### シーズン21
オリジナル版ではシーズン23。
シーズン3に続いて、再び日本航空123便墜落事故を扱っている。
オリジナル版放送日：2023年1月3日–2023年3月7日

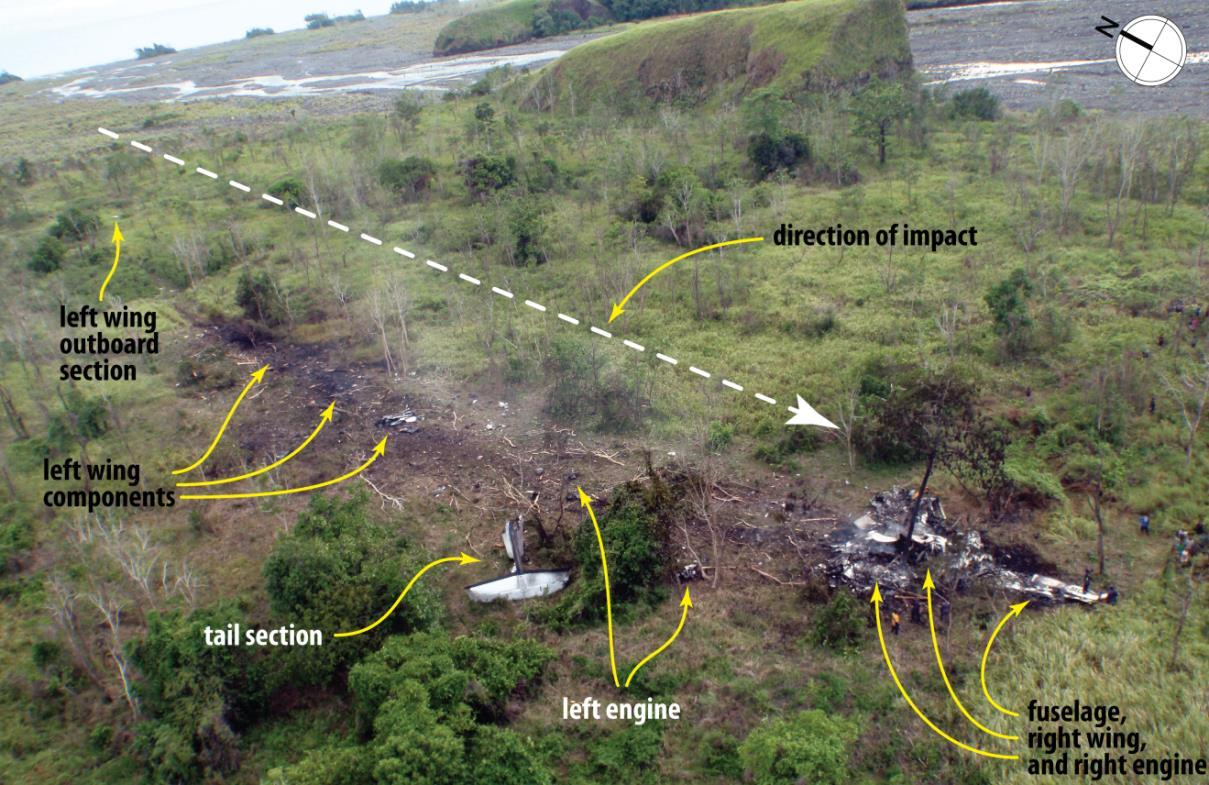
第4話「Power Play」 エアラインズPNG 1600便不時着事故
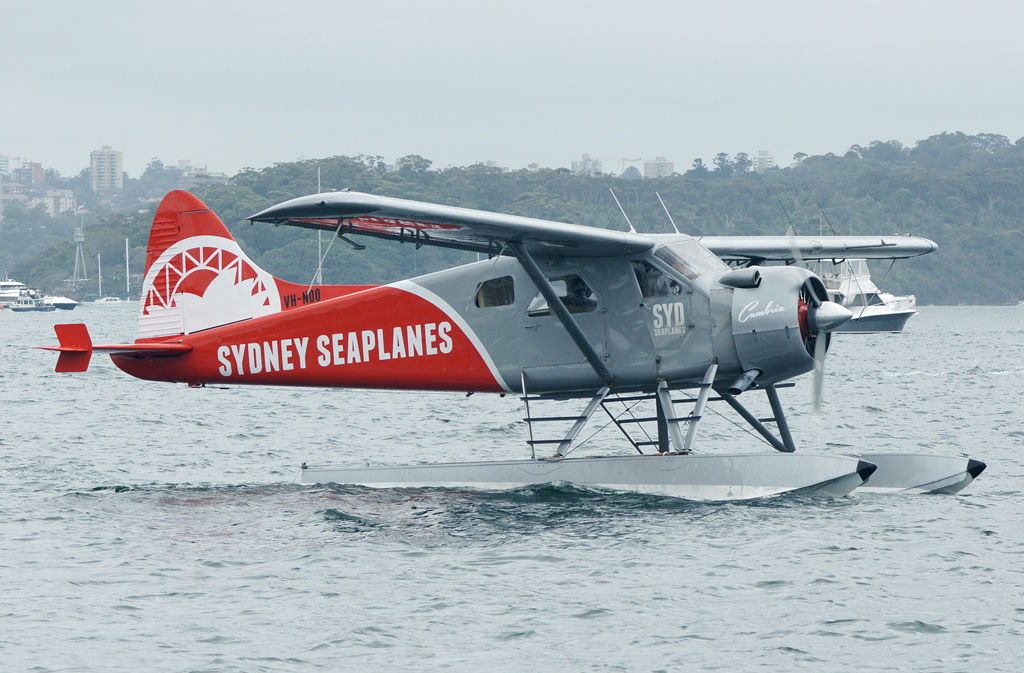
第7話「Dream Flight Disaster」 2017年シドニー・シープレーンズDHC-2墜落事故当該機
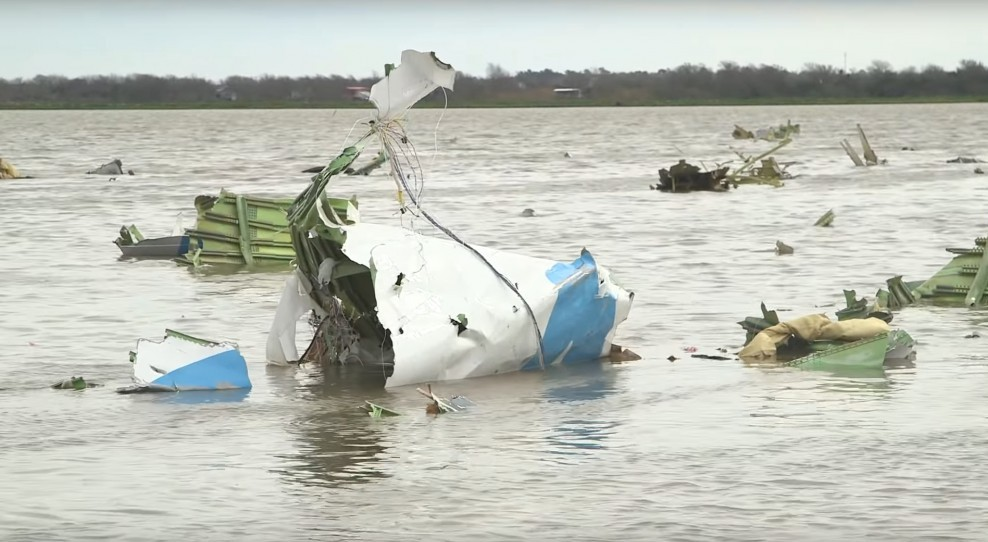
第9話「Delivery To Disaster」 アトラス航空3591便墜落事故

| 話数   | 日本語版タイトル              | 原題                           | 取り扱われた事故                              | 事故機の所有会社                                         | 機種                             |
| ------ | ----------------------------- | ------------------------------ | --------------------------------------------- | -------------------------------------------------------- | -------------------------------- |
| 第1話  | コーポレート航空5966便        | Deadly Exchange                | コーポレート航空5966便墜落事故                | コーポレート航空（アメリカン・コネクション便として運航） | BAe ジェットストリーム32         |
| 第2話  | インディペンデント航空1851便  | Mixed Signals                  | インディペンデント航空1851便墜落事故          | インディペンデント航空                                   | ボーイング707-331B               |
| 第3話  | 日本航空123便                 | Pressure Point                 | 日本航空123便墜落事故                         | 日本航空                                                 | ボーイング747SR-46               |
| 第4話  | PNG航空1600便                 | Power Play                     | エアラインズPNG 1600便不時着事故              | エアラインズPNG                                          | デ・ハビランド・カナダ DHC-8-103 |
| 第5話  | エア・アスタナ1388便          | Control Catastrophe            | エア・アスタナ1388便事故                      | エア・アスタナ                                           | エンブラエル E190-100LR          |
| 第6話  | 四川航空8633便                | Cockpit Catastrophe            | 四川航空8633便不時着事故                      | 四川航空                                                 | エアバス A319-133                |
| 第7話  | 年の瀬の悪夢                  | Dream Flight Disaster          | 2017年シドニー・シープレーンズDHC-2墜落事故   | シドニー・シープレーンズ                                 | デ・ハビランド・カナダ DHC-2     |
| 第8話  | バルカン・ブルガリア航空013便 | Deadly Deception               | バルカン・ブルガリア航空013便ハイジャック事件 | バルカン・ブルガリア航空                                 | アントノフ An-24B                |
| 第9話  | アトラス航空3591便            | Delivery To Disaster           | アトラス航空3591便墜落事故                    | アトラス航空（アマゾン・エア便として運航）               | ボーイング767-375BCF             |
| 第10話 | エジプト航空804便             | Mystery Over The Mediterranean | エジプト航空804便墜落事故                     | エジプト航空                                             | エアバスA320-232                 |

- 第4話「Power Play」
エアラインズPNG 1600便不時着事故
- 第7話「Dream Flight Disaster」
2017年シドニー・シープレーンズDHC-2墜落事故当該機
- 第9話「Delivery To Disaster」
アトラス航空3591便墜落事故

### シーズン22
オリジナル版ではシーズン24。
オリジナル版放送日：2024年2月11日–2024年4月14日

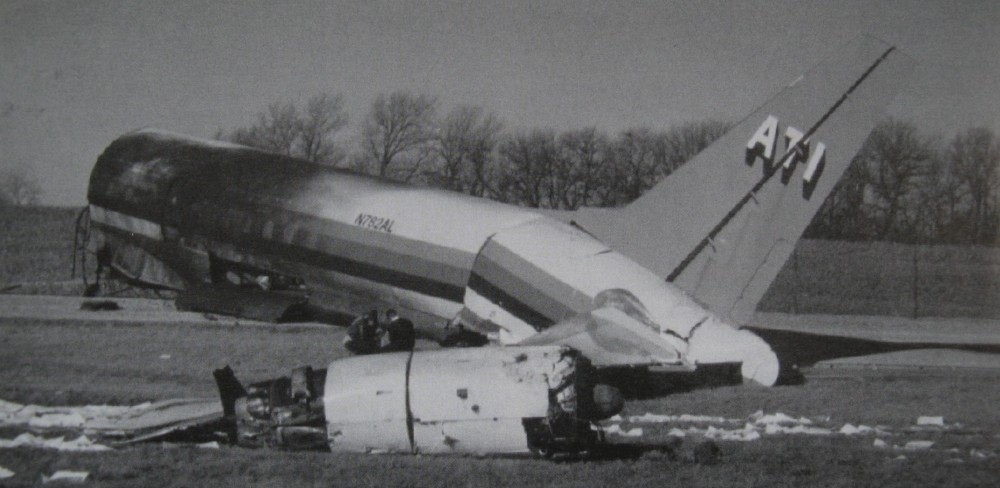
第3話「Deadly Departure」 エア・トランスポート・インターナショナル782便墜落事故
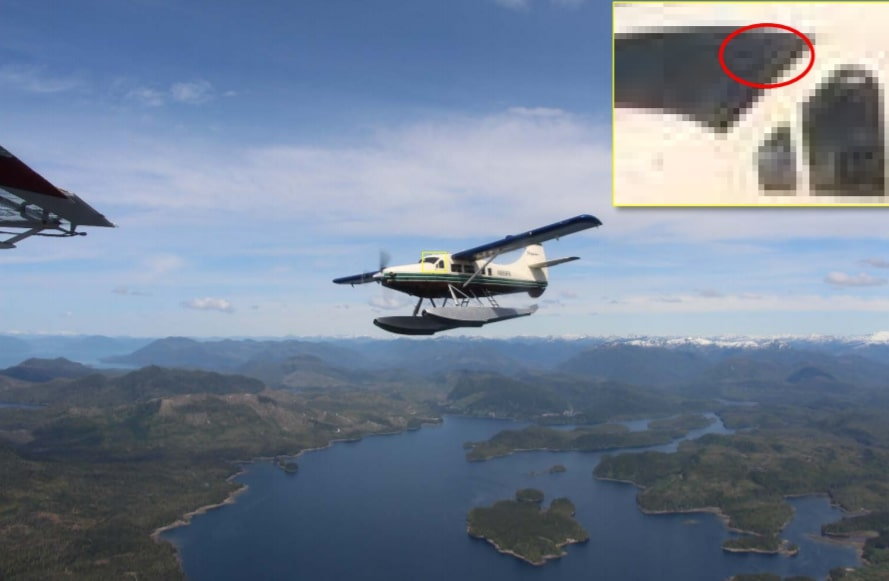
第4話「Without Warning」 2019年アラスカ空中衝突事故
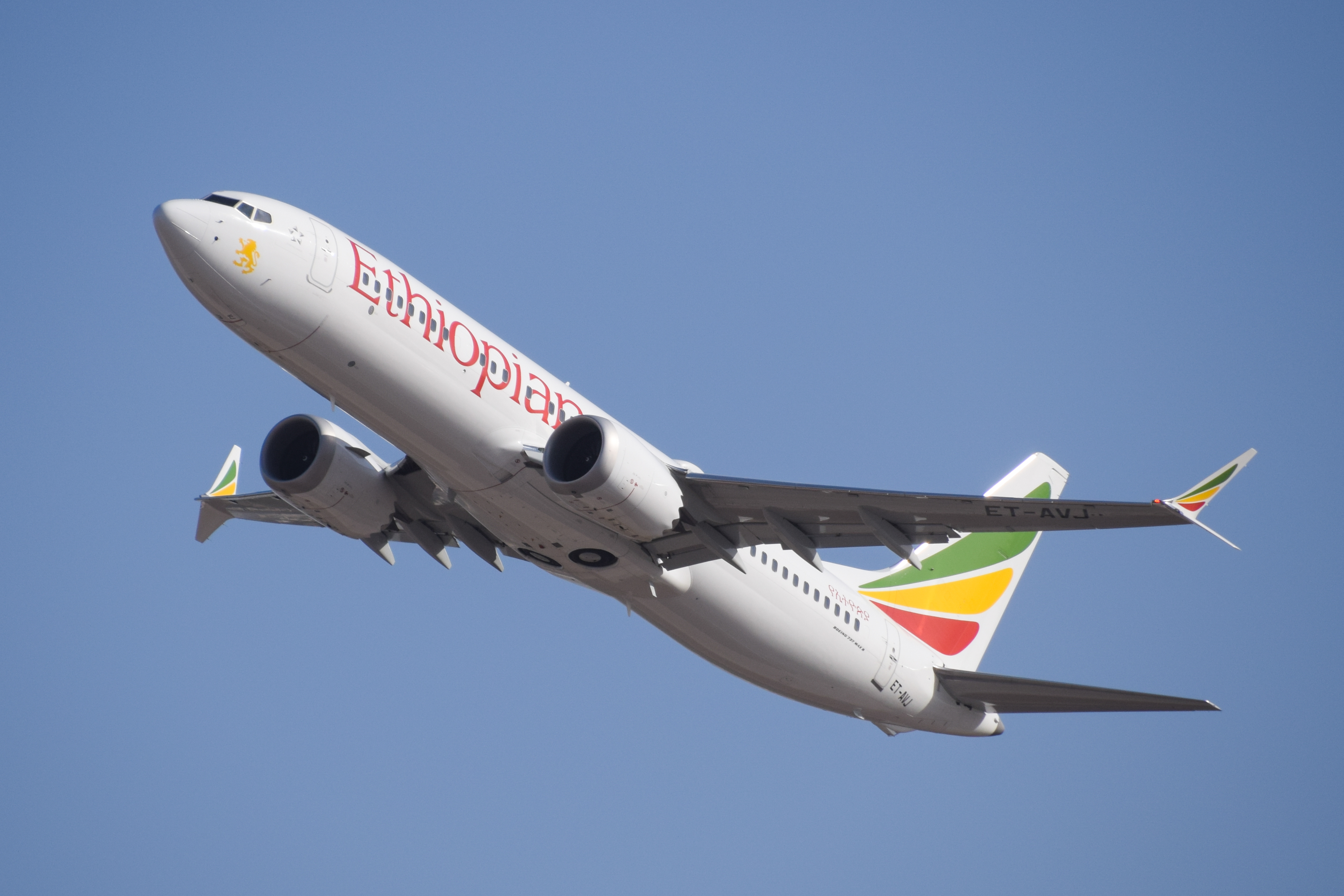
第10話「Deadly Directive」 エチオピア航空302便墜落事故当該機

| 話数   | 日本語版タイトル                              | 原題                     | 取り扱われた事故                                      | 事故機の所有会社                         | 機種                                            |
| ------ | --------------------------------------------- | ------------------------ | ----------------------------------------------------- | ---------------------------------------- | ----------------------------------------------- |
| 第1話  | ユナイテッド航空811便                         | Terror Over The Pacific  | ユナイテッド航空811便貨物ドア脱落事故                 | ユナイテッド航空                         | ボーイング747-122                               |
| 第2話  | ペンエアー3296便                              | Disaster at Dutch Harbor | ペンエアー3296便着陸失敗事故                          | ペンエアー                               | サーブ 2000                                     |
| 第3話  | エア・トランスポート・インターナショナル782便 | Deadly Departure         | エア・トランスポート・インターナショナル782便墜落事故 | エア・トランスポート・インターナショナル | ダグラス DC-8-63F                               |
| 第4話  | ミスティ・フィヨルド 水上飛行機衝突事故       | Without Warning          | 2019年アラスカ空中衝突事故                            | マウンテン・エア・サービス               | デ・ハビランド・カナダ DHC-2                    |
| 第4話  | ミスティ・フィヨルド 水上飛行機衝突事故       | Without Warning          | 2019年アラスカ空中衝突事故                            | タクアン航空                             | デ・ハビランド・カナダ DHC-3                    |
| 第5話  | チャイナエアライン676便                       | Eleven Deadly Seconds    | チャイナエアライン676便墜落事故                       | チャイナエアライン                       | エアバスA300B4-622R                             |
| 第6話  | ピルグリム航空458便                           | Fight for Survival       | ピルグリム航空458便不時着事故                         | ピルグリム航空                           | デ・ハビランド・カナダ DHC-6 ツインオッター 100 |
| 第7話  | コルガン・エア9446便                          | Pitch Battle             | コルガン・エア9446便墜落事故                          | コルガン・エア                           | ビーチクラフト 1900D                            |
| 第8話  | サウディア163便                               | Under Fire               | サウジアラビア航空163便火災事故                       | サウジアラビア航空                       | ロッキード トライスターL1011-200                |
| 第9話  | パイパーPA-46“マリブ”墜落事故                 | Lost Star Footballer     | 2019年パイパー PA-46墜落事故                          | 個人所有                                 | パイパー PA-46                                  |
| 第10話 | エチオピア航空302便                           | Deadly Directive         | エチオピア航空302便墜落事故                           | エチオピア航空                           | ボーイング737 MAX 8                             |

- 第3話「Deadly Departure」
エア・トランスポート・インターナショナル782便墜落事故
- 第4話「Without Warning」
2019年アラスカ空中衝突事故
- 第10話「Deadly Directive」
エチオピア航空302便墜落事故当該機

### シーズン23
オリジナル版ではシーズン25。
オリジナル版放送日：2025年2月2日–2025年5月26日

第1話「Pacific Ditching」 トランスエア810便不時着水事故
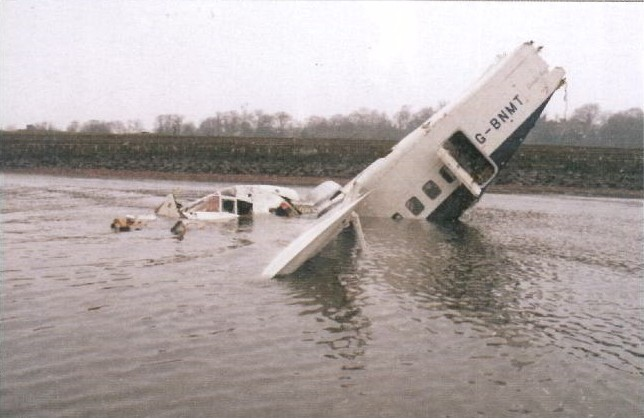
第4話「Powerless Plunge」 ローガンエアー670A便不時着水事故
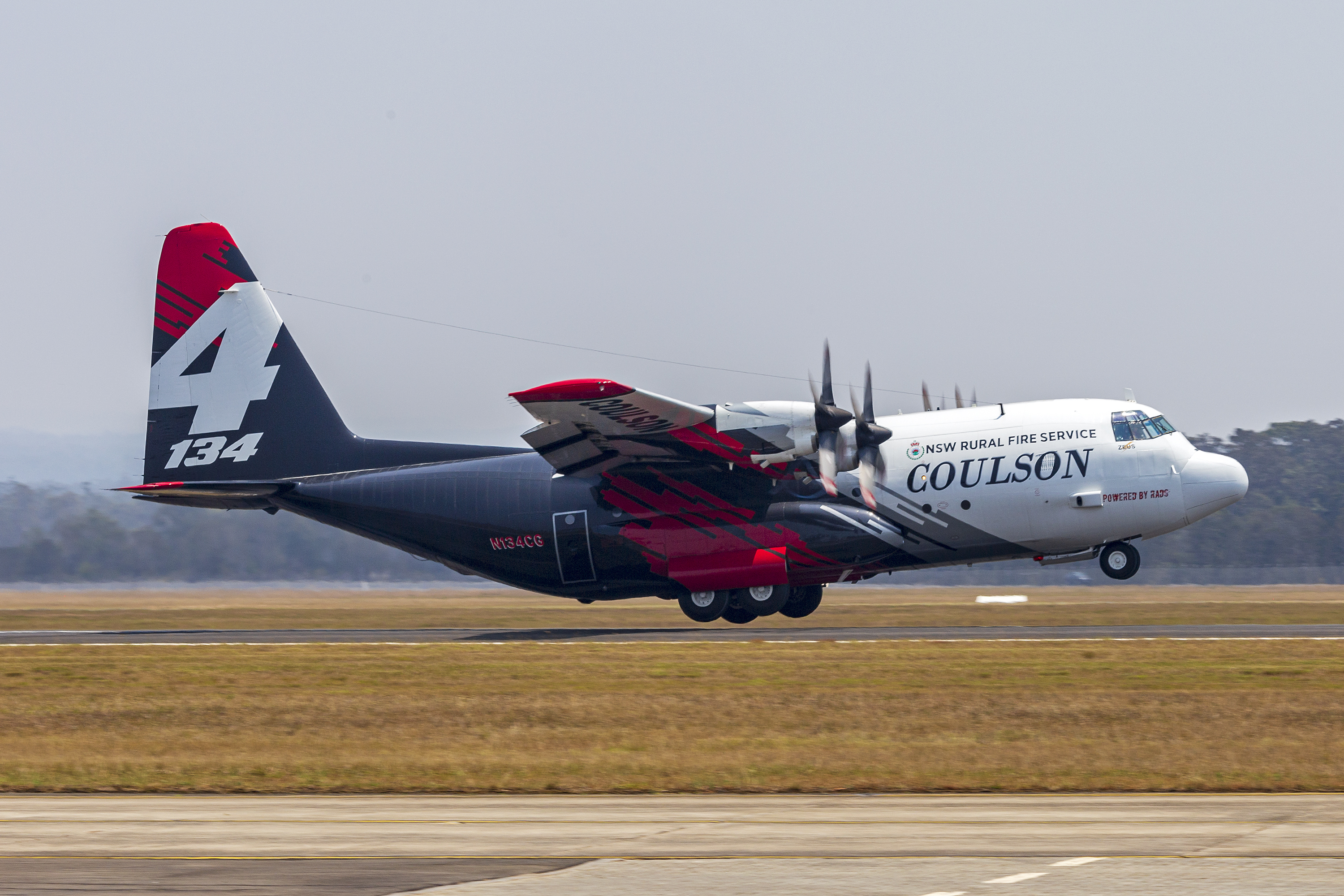
第8話「Firebomber Down」 2020年コールソン航空C-130墜落事故当該機

| 話数   | 日本語版タイトル                      | 原題                  | 取り扱われた事故                              | 事故機の所有会社                 | 機種                                                |
| ------ | ------------------------------------- | --------------------- | --------------------------------------------- | -------------------------------- | --------------------------------------------------- |
| 第1話  | トランスエア810便                     | Pacific Ditching      | トランスエア810便不時着水事故                 | トランスエア                     | ボーイング 737-275C                                 |
| 第2話  | エア・タホマ185便                     | Running on Empty      | エア・タホマ185便墜落事故                     | エア・タホマ                     | コンベア580                                         |
| 第3話  | スリウィジャヤ航空182便               | Power Struggle        | スリウィジャヤ航空182便墜落事故               | スリウィジャヤ航空               | ボーイング737-524                                   |
| 第4話  | ルクスエア9642便                      | Second Thoughts       | ルクスエア9642便墜落事故                      | ルクスエア                       | フォッカー 50                                       |
| 第5話  | ローガンエアー670A便                  | Powerless Plunge      | ローガンエアー670A便不時着水事故              | ローガンエアー                   | ショート360-100                                     |
| 第6話  | 中国東方航空583便                     | Cabin Chaos           | 中国東方航空583便乱高下事故                   | 中国東方航空                     | マクドネル・ダグラス MD-11                          |
| 第7話  | ミッドウエスト・エクスプレス航空105便 | Deadly Climb          | ミッドウエスト・エクスプレス航空105便墜落事故 | ミッドウエスト・エクスプレス航空 | マクドネル・ダグラス DC-9-14                        |
| 第8話  | 空中消火機 C-130 ハーキュリーズ       | Firebomber Down       | 2020年コールソン航空C-130墜落事故             | コールソン航空                   | ロッキード EC-130Q                                  |
| 第9話  | ユーバーリンゲン空中衝突事故          | Collision Catastrophe | ユーバーリンゲン空中衝突事故                  | DHL International Aviation ME    | ボーイング757-23APF                                 |
| 第9話  | ユーバーリンゲン空中衝突事故          | Collision Catastrophe | ユーバーリンゲン空中衝突事故                  | バシキール航空                   | Tu-154M                                             |
| 第10話 | エアボーン・エクスプレス827便         | Fatal Test Flight     | エアボーン・エクスプレス827便墜落事故         | エアボーン・エクスプレス         | ダグラス DC-8-63F                                   |
| 第11話 | ロサンゼルス国際空港地上衝突事故      | NO EXIT               | ロサンゼルス国際空港地上衝突事故              | USエアー（現アメリカン航空）     | ボーイング737-3B7                                   |
| 第11話 | ロサンゼルス国際空港地上衝突事故      | NO EXIT               | ロサンゼルス国際空港地上衝突事故              | スカイウェスト航空               | フェアチャイルド・スウェアリンジェン メトロライナー |

- 第1話「Pacific Ditching」
トランスエア810便不時着水事故
- 第4話「Powerless Plunge」
ローガンエアー670A便不時着水事故
- 第8話「Firebomber Down」
2020年コールソン航空C-130墜落事故当該機

### 番外編 スペシャル･レポート
オリジナル版ではシーズン6。
オリジナル版放送日：2008年4月9日–2008年6月11日
| 話数  | 日本語版タイトル | 原題                                                   | 取り扱われた事故 |
| ----- | ---------------- | ------------------------------------------------------ | --- |
| 第1話 | 裂けた機体       | RIPPED APART                                           | ユナイテッド航空811便貨物ドア脱落事故 ブリティッシュ・エアウェイズ5390便不時着事故 アロハ航空243便事故 ヘリオス航空522便墜落事故                                                            |
| 第2話 | 3つの空域        | FATAL FIX（UK, Australia） / Fatal Flaw（Canada, USA） | アラスカ航空261便墜落事故 アトランティック・サウスイースト航空529便不時着事故 日本航空123便墜落事故 ユナイテッド航空585便墜落事故 USエアー427便墜落事故 イーストウインド航空517便急傾斜事故 |
| 第3話 | パイロットは誰？ | WHO'S FLYING THE PLANE?                                | アエロペルー603便墜落事故 中華航空006便急降下事故 アエロフロート航空593便墜落事故 フラッシュ航空604便墜落事故 エアトランサット236便滑空事故 （参考）エチオピア航空961便ハイジャック墜落事件 |

### 番外編2 スペシャル･レポート
オリジナル版ではシーズン8。
オリジナル版放送日：2009年6月10日–2009年6月17日
| 話数  | 日本語版タイトル | 原題             | 取り扱われた事故 |
| ----- | ---------------- | ---------------- | --- |
| 第1話 | 通信システム故障 | SYSTEM BREAKDOWN | グランドキャニオン空中衝突事故 アエロメヒコ航空498便空中衝突事故 アビアンカ航空52便墜落事故 ゴル航空1907便墜落事故 ユーバーリンゲン空中衝突事故 |
| 第2話 | 残酷な空         | CRUEL SKIES      | サザン航空242便墜落事故 デルタ航空191便墜落事故 アメリカン航空1420便オーバーラン事故 ブリティッシュ・エアウェイズ9便エンジン故障事故            |

### 番外編3 惨劇の全貌
オリジナル版ではシーズン18の一部。
オリジナル版放送日：2018年7月9日–2018年12月17日
| 話数   | 日本語版タイトル                 | 原題                    | 取り扱われた事故 |
| ------ | -------------------------------- | ----------------------- | --- |
| 第1話  | 誤解の悲劇                       | COMMUNICATION BREAKDOWN | ユナイテッド・エクスプレス5925便地上衝突事故 ガルーダ・インドネシア航空152便墜落事故 テネリフェ空港ジャンボ機衝突事故 |
| 第2話  | 人的要因                         | BAD ATTITUDE            | 英国欧州航空548便墜落事故 ノースウエスト・エアリンク5719便墜落事故 トランス・コロラド航空2286便墜落事故               |
| 第3話  | 機長の活躍                       | HERO PILOTS             | USエアウェイズ1549便不時着水事故 ギムリー・グライダー タカ航空110便緊急着陸事故                                       |
| 第4話  | 操縦不能                         | PLANE VERSUS PILOT      | エールフランス296便事故 XLドイツ航空888T便墜落事故 エールフランス447便墜落事故                                        |
| 第5話  | 撃墜                             | EXPLOSIVE EVIDENCE      | メトロジェット9268便墜落事故 大韓航空機撃墜事件 マレーシア航空17便撃墜事件                                            |
| 第6話  | コックピットの殺人者             | KILLER IN THE COCKPIT?  | シルクエアー185便墜落事故 ジャーマンウイングス9525便墜落事故 マレーシア航空370便墜落事故                              |
| 第7話  | 見えない手がかり                 | MISSING PIECES          | ブリティッシュ・エアウェイズ38便事故 バリュージェット航空592便墜落事故 パンアメリカン航空103便爆破事件                |
| 第8話  | 事故か陰謀か                     | CONTROVERSIAL CRASHES   | ミュンヘンの悲劇 アロー航空1285便墜落事故 ポーランド空軍Tu-154墜落事故                                                |
| 第9話  | ステライル・コックピット・ルール | DEADLY DISTRACTIONS     | デルタ航空1141便墜落事故 イースタン航空401便墜落事故 スホーイ・スーパージェット100の墜落事故                          |
| 第10話 | 火炎地獄                         | FIRE ON BOARD           | ブリティッシュ・エアツアーズ28M便火災事故 ナイジェリア航空2120便墜落事故 UPS航空6便墜落事故                           |

### 番外編4 惨劇の全貌 2
オリジナル版放送日：2019年6月5日–2019年8月7日
| 話数   | 日本語版タイトル | 原題             | 取り扱われた事故                                                                                                 |
| ------ | ---------------- | ---------------- | --- |
| 第1話  | マスコミの圧力   | HEADLINE NEWS    | アメリカン航空77便テロ事件 トランス・ワールド航空800便墜落事故 コンコルド墜落事故                                |
| 第2話  | 稚拙なミス       | ROOKIE ERRORS    | LAPA 3142便離陸失敗事故 アメリカン航空587便墜落事故 コルガン・エア3407便墜落事故                                 |
| 第3話  | 空中衝突         | COLLISION COURSE | ヒューズ・エア・ウエスト706便空中衝突事故 パシフィック・サウスウエスト航空182便墜落事故 ニューデリー空中衝突事故 |
| 第4話  | エンジン停止     | ENGINES OUT      | キャセイパシフィック航空780便事故 ブリティッシュ・エアウェイズ9便エンジン故障事故 中華航空006便急降下事故        |
| 第5話  | 燃料トラブル     | FUEL TROUBLE     | ユナイテッド航空173便燃料切れ墜落事故 チャイナエアライン120便炎上事故 ヴァリグ・ブラジル航空254便墜落事故        |
| 第6話  | 滑走路視認       | RUNWAY IN SIGHT  | ガルーダ・インドネシア航空200便墜落事故 デルタ航空191便墜落事故 アシアナ航空214便着陸失敗事故                    |
| 第7話  | 危険な積み荷     | PERILOUS PAYLOAD | ファイン航空101便墜落事故 エア・ミッドウエスト5481便墜落事故 ナショナル・エアラインズ102便墜落事故               |
| 第8話  | 設計ミス         | DESIGN FLAWS     | ラウダ航空004便墜落事故 トルコ航空DC-10パリ墜落事故 アトランティック・サウスイースト航空2311便墜落事故           |
| 第9話  | 無線沈黙         | RADIO SILENCE    | ヘリオス航空522便墜落事故 チャイナエアライン611便空中分解事故 1999年リアジェット35墜落事故                       |
| 第10話 | 空間識失調       | DEADLY CONFUSION | ジョン・F・ケネディ・ジュニア 自家用機墜落事故 フラッシュ航空604便墜落事故 アダム航空574便墜落事故               |

### 番外編5 惨劇の全貌 3
オリジナル版放送日：2020年9月3日–2020年11月5日
| 話数   | 日本語版タイトル       | 原題                   | 取り扱われた事故                                                                                            |
| ------ | ---------------------- | ---------------------- | --- |
| 第1話  | 一瞬の決断             | HEAT OF THE MOMENT     | トランスアジア航空235便墜落事故 KLMシティホッパー433便墜落事故 VSSエンタープライズ墜落事故                  |
| 第2話  | 計器故障               | INSTRUMENT CONFUSION   | コパ航空201便墜落事故 大韓航空8509便墜落事故 アエロフロート821便墜落事故                                    |
| 第3話  | 要人墜落               | VIP ON BOARD           | 1961年国連チャーター機墜落事故 ラミア航空2933便墜落事故 アメリカ空軍IFO-21便墜落事故                        |
| 第4話  | 空港セキュリティの欠陥 | LAPSE IN SECURITY      | パシフィック・サウスウエスト航空1771便墜落事故 エア・インディア182便爆破事件 ユニー航空873便火災事故        |
| 第5話  | 山腹衝突               | MOUNTAIN IMPACT        | タイ国際航空311便墜落事故 中国国際航空129便墜落事故 エールアンテール148便墜落事故                           |
| 第6話  | 生存の条件             | SURVIVORS              | サザン航空242便墜落事故 コンチネンタル航空1404便離陸失敗事故 大韓航空801便墜落事故                          |
| 第7話  | 降り注ぐ死             | DEATH FROM ABOVE       | 2011年リノ・エアレース墜落事故 2008年メキシコ内務省チャーター機墜落事故 アエロメヒコ航空498便空中衝突事故   |
| 第8話  | パイロットの勇気       | COURAGE IN THE COCKPIT | ユナイテッド航空232便不時着事故 カンタス航空32便エンジン爆発事故 ノースウエスト航空85便緊急着陸事故         |
| 第9話  | 整備不良               | MAINTENANCE MISTAKES   | コンチネンタル・エクスプレス2574便墜落事故 エメリー・ワールドワイド17便墜落事故 パータンエアー394便墜落事故 |
| 第10話 | 離陸失敗               | TAKE OFF TRAGEDIES     | シンガポール航空006便離陸失敗事故 ノースウエスト航空255便墜落事故 スパンエアー5022便離陸失敗事故            |

### 番外編6 惨劇の全貌 4
オリジナル版放送日：2021年1月11日–2021年3月15日
| 話数   | 日本語版タイトル | 原題                | 取り扱われた事故                                                                                                  |
| ------ | ---------------- | ------------------- | --- |
| 第1話  | 死の夜間飛行     | DEAD OF NIGHT       | アイレス航空8250便着陸失敗事故 エチオピア航空409便墜落事故 ウエスト・エア・スウェーデン294便墜落事故              |
| 第2話  | エンジン落下     | ENGINE GONE         | アメリカン航空191便墜落事故 リーブ・アリューシャン航空8便緊急着陸事故 エル・アル航空1862便墜落事故                |
| 第3話  | 生死を分ける決断 | LETHAL CHOICES      | ブリティッシュミッドランド航空92便不時着事故 TAM航空402便離陸失敗事故 インドネシア・エアアジア8501便墜落事故      |
| 第4話  | 危険な滑走路     | RISKY RUNWAYS       | TAM航空3054便オーバーラン事故 パキスタン国際航空268便墜落事故 アトランティック・エアウェイズ670便オーバーラン事故 |
| 第5話  | 無謀な着陸       | LANDINGS GONE WRONG | クロスエア3597便墜落事故 トリガナ航空267便墜落事故 トランスアジア航空222便着陸失敗事故                            |
| 第6話  | 凍った翼         | FROZEN WINGS        | エア・フロリダ90便墜落事故 コムエアー3272便墜落事故 SOL航空5428便墜落事故                                         |
| 第7話  | 滑走路上の衝突   | RUNWAY COLLISIONS   | デトロイト空港衝突事故 ロサンゼルス国際空港地上衝突事故 リナーテ空港事故                                          |
| 第8話  | コックピット崩壊 | COCKPIT BREAKDOWN   | ケニア航空507便墜落事故 クロスエア498便墜落事故 ユナイテッド・エクスプレス6291便墜落事故                          |
| 第9話  | 緊急着水         | SPLASH DOWN         | ガルーダ・インドネシア航空421便不時着事故 クーガー・ヘリコプターズ91便墜落事故 チュニインター1153便不時着水事故   |
| 第10話 | 魔の着氷         | NORTHERN EXTREMES   | オンタリオ航空1363便墜落事故 スカンジナビア航空751便不時着事故 ファーストエア6560便墜落事故                       |

### 番外編7 惨劇の全貌 5
オリジナル版放送日：2022年7月3日–2022年9月4日
| 話数   | 日本語版タイトル | 原題                 | 取り扱われた事故                                                                                            |
| ------ | ---------------- | -------------------- | --- |
| 第1話  | 国際紛争地帯     | WAR ZONE             | 1975年アメリカ空軍C-5サイゴン事故 イラン航空655便撃墜事件 DHL貨物便撃墜事件                                 |
| 第2話  | 危険な時間帯     | TIME CRITICAL        | トルコ航空1951便墜落事故 コンチネンタル航空1713便離陸失敗事故 アンセット・ニュージーランド航空703便墜落事故 |
| 第3話  | 金属疲労         | TICKING TIME BOMB    | エア・モーレア1121便墜落事故 日本航空123便墜落事故 チョークス・オーシャン・エアウェイズ101便墜落事故        |
| 第4話  | 空中衝突         | ACCIDENTS IN THE AIR | グランドキャニオン空中衝突事故 プロテウス航空706便空中衝突事故 ゴル航空1907便墜落事故                       |
| 第5話  | 奇跡の着陸       | IMPOSSIBLE LANDINGS  | サウスウエスト航空1380便エンジン爆発事故 アロハ航空243便事故 エア・カナダ797便火災事故                      |
| 第6話  | 不適切な訓練     | TRAINED TO FAIL      | ウエスト・カリビアン航空708便墜落事故 ローガンエアー6780便事故 ヤロスラヴリ旅客機墜落事故                   |
| 第7話  | システム障害     | DEADLY DATA          | アリタリア航空404便墜落事故 カンタス航空72便急降下事故 サンタバーバラ航空518便墜落事故                      |
| 第8話  | 劣悪なパイロット | POOR PILOTING        | 中華航空140便墜落事故 マンクス2 7100便着陸失敗事故 アエロフロート航空593便墜落事故                          |
| 第9話  | 極端気象         | DANGEROUS WINDS      | USエアー1016便墜落事故 タンス航空204便墜落事故 1989年アメリカ海洋大気庁P-3エンジン喪失事故                  |
| 第10話 | 破壊工作         | SABOTAGE             | エチオピア航空961便ハイジャック墜落事件 イタビア航空870便事件 LAMモザンビーク航空470便墜落事故              |

### 番外編8 惨劇の全貌 6
オリジナル版放送日：2024年7月8日–2024年8月12日
| 話数  | 日本語版タイトル             | 原題                | 取り扱われた事故                                                                                                |
| ----- | ---------------------------- | ------------------- | --- |
| 第1話 | 制御不能                     | Pitch Problems      | アラスカ航空261便墜落事故 アメリカン・イーグル4184便墜落事故 ユナイテッド航空585便墜落事故                      |
| 第2話 | 不屈の精神                   | Fight to the Finish | トランスエア・サービス671便エンジン脱落事故 エア・アスタナ1388便事故 フィリピン航空434便爆破事件                |
| 第3話 | 複雑なフライトコンピューター | Bad Data            | 2008年アンダーセン空軍基地B-2墜落事故 インディペンデント航空1851便墜落事故 バージェン航空301便墜落事故          |
| 第4話 | 悪天候の着陸                 | Landing Hazards     | マーティンエアー495便着陸失敗事故 アメリカン航空1572便着陸失敗事故 エールフランス358便事故                      |
| 第5話 | 無視された訓練               | Training Ignored    | クーガー・ヘリコプターズ91便墜落事故 コーポレート航空5966便墜落事故 コムエアー5191便離陸失敗事故                |
| 第6話 | 無謀な操縦                   | Reckless Approaches | エグゼクフライト1526便墜落事故 フラッグシップ航空3379便墜落事故 アメリカン・インターナショナル航空808便墜落事故 |

### クラッシュ!:衝突事故の真実と真相（番外編）
オリジナル版ではシーズン3の一部
| 話数  | 日本語版タイトル     | 原題                 | 取り扱われた事故                                       | 事故機の所有会社             |
| ----- | -------------------- | -------------------- | ------------------------------------------------------ | ---------------------------- |
| 第1話 | 列車衝突（列車激突） | TRAIN COLLISION      | ヒントン列車衝突事故                                   | カナディアン・ナショナル鉄道 |
| 第2話 | フェリー大惨事       | GREEK FERRY DISASTER | サミナ・エクスプレス号沈没事故（en:MS Express Samina） | Minoan Flying Dolphins       |
| 第3話 | 暴走列車             | RUNAWAY TRAIN        | サンバーナーディーノ列車脱線事故                       | サザン・パシフィック鉄道     |